# 越南歷史
越南歷史悠久，據考古資料顯示，越南在舊石器時期已有先民活動，在公元前700年左右出現東山文化，較重要的民族有雒越人。越南神話傳說提到約四千年前出現最早的王朝鴻龐氏。中國秦漢時期接觸並征服北部（紅河三角洲）及中部後，越南情況乃有可靠的文獻記載。從公元前3世紀晚期至10世紀前期，越南處於中國統治之下，中國文化大量輸入。現時的越南中、南部地區，曾有占婆國存在（2至15世紀），南部的湄公河三角洲一帶曾為扶南、真臘（柬埔寨）等國的領土。
938年，吳權在白藤江之戰打敗中國南漢軍隊，是次戰役為越南獨立過程中的重要一步。968年丁部领建立大瞿越国，越南正式独立建国。其後越南進入封建時期，經歷丁朝、前黎朝、李朝、陳朝、胡朝各朝的發展，15世紀初一度被中國明朝所佔（即屬明時期），不久復國，並在後黎朝前期達至封建時代興盛時期，其後長時間處於分裂及戰亂，有莫朝（與後黎朝合稱南北朝）、鄭主、阮主、西山朝等王朝和政權，到19世紀初期阮朝重新統一全國。越南歷朝曾使用的國號有「大瞿越」「大越」「大虞」「大南」等等，對外被稱為「交趾」「安南」，19世紀初始稱「越南」。在封建時代各朝，統治者採用中國式的制度治國，文化方面融合了儒、佛、道三教。本土文化亦有所發展，本國文字「喃字」得以應用。對外多次進行戰爭，以維護獨立和擴張領土，曾抵禦北方的中國及蒙古等國，在印支半島逐步征服占婆國，入侵老撾，與真臘、暹羅（泰國）爭雄。
19世紀中晚期，法國漸次吞併越南，進行殖民統治。第二次世界大戰時受日本所支配。1945年越南共產黨（時稱印度支那共產黨）發動八月革命，成立越南民主共和國（即北越），統治北方，獲蘇聯、中華人民共和國等共產國家支持，南方亦先後有西方陣營支持的保大帝政權及越南共和國（即南越），南北分裂，美國介入越南政局，支持南越，演成越戰。1975年北越統一全國，1976年改名越南社會主義共和國。統一後的越南政府曾染指鄰國老撾、柬埔寨，又與中、美等交惡，外交形勢曲折。1986年以後，越南政府推動革新開放，促進經濟，1990年代又與中、美及世界各國改善關係。

## 歷代名號
從遠古到現代，越南曾有多個名號。傳說中的鴻龐氏始祖涇陽王稱「赤鬼國」，其後稱為「文郎」，蜀安陽王稱「甌雒」。中國秦代曾在越南北部地區設象郡。漢朝據有越北地區後設交趾郡、九真郡、日南郡，後又改為交州。唐朝統治時，又改置安南都護府。
越南脫離中國統治後，丁朝於968年建國號為「大瞿越」。李朝於1054年改國號為「大越」。李英宗時獲南宋封為「安南國王」，從此亦稱「安南國」。1400年胡朝改國號為「大虞」。1428年後黎朝復稱「大越」。17、18世紀時，割據越南南方的阮主政權，被外國稱為「廣南國」。
阮福映建立阮朝後，向清朝請求册封為“南越国王”，最终嘉庆帝改以“越南国王”之名册封，“越南”遂成為該國國名。清廷冊封阮福映的時間，《清實錄》記錄在嘉慶八年農曆六月己丑（西曆1803年8月13日），而阮朝文獻《大南實錄正編》則記錄在嘉隆三年（西曆1804年）正月。這一國名的涵義，清朝《嘉慶重修一統志》裡有所提及：
|  | 南越之名，所包甚广。考之前史，今广东、广西地亦在其内。阮福映即有安南，亦不过交趾故地，何得遽称南越？该国先有越裳旧地，后有安南全壤。天朝褒赐国号，著用「越南」二字，以「越」字冠其上，仍其先世疆域；以「南」字列于下，表其新赐藩封；且在百越之南，與古南越不致混淆。所頒敕印，即以二字稱名，著於《时宪书》内，将安南改为越南。 |

當時阮氏朝廷對此一國名表示接納，並對它作出解釋：
|  | 其定以「越」字冠於上，示我國承舊服而克繼前徽；以「南」字列於下，表我國拓南交而新膺眷命。名稱正大，字義吉祥，且與內地「兩粵」舊稱迥然有別。 |

而「安南」一名仍被習慣採用，但因有向中國臣服的含意，故此越南人會以「越南」一名稱呼其國。阮聖祖（明命帝）時，又改稱「大南」。
法國統治時期，將越南分為南、中、北三圻，南圻稱為「交趾支那」、中圻稱為「安南」、北圻稱為「東京」，1887年，法國殖民當局又把治下的越南、柬埔寨、老撾三國合為「法屬印度支那聯邦」。至1945年八月革命後，越南共產黨在北方建立「越南民主共和國」，法國殖民者恢復「法屬印度支那聯邦」之名。1955年，南方的「越南共和國」成立。越戰結束，南北越統一後，越南民主共和國改名為「越南社會主義共和國」。

## 歷代國都及治所
越南傳說裡，上古王朝文郎國鴻龐氏定都於峯州部或文郎部，兩部在今山西、永福、富壽等地。甌貉國安陽王定都於螺城（又作古螺城、繭城、封溪，在東英縣）。中國統治時期，漢代、晉代時交州治所在龍編縣（河內近郊）；唐代安南都護府在河內，唐高宗時名為宋平，唐肅宗時名為羅城（又稱大羅城），曾由長官張伯儀、高駢等修建。10世紀吳權奪取自主權時，都於古螺。丁朝及前黎朝都於華閭。1010年，李朝遷都大羅城，改稱昇龍（即河內）。一直至陳朝末年，權臣黎季犛於1396年與陳順宗遷都清化，並在此建立胡朝。明朝佔領時治所在昇龍，改稱東關城。後黎朝初年亦定都昇龍。1527年後黎朝大臣莫登庸建莫朝（是為北朝），黎氏遺臣阮淦於1533年擁立黎莊宗，後黎朝中興（是為南朝），並於1543年迎莊宗至西都清化。1592年後黎朝大臣鄭松攻滅莫朝，返都昇龍。1600年，大臣阮潢據守順化，成為日後阮主的根據地。鄭氏則控制後黎朝朝廷，是為鄭主。1687年，阮福瀾移府於富春村，即後來順化京城。西山起義時，領導者阮岳居歸仁、阮侶居嘉定（即胡志明市）、阮惠居富春。1802年，阮主勢力的阮福映復取富春，成為阮朝國都。法屬時，總督府所在地設於河內。1945年，越南共產黨建立越南民主共和國（即北越），仍以河內為國都。1955年，越南共和國（即南越）在南方成立，根據地為西貢。至1975年北越奪取西貢及整個南部，南北統一。

## 原始時代

#### 石器時代
在原始時期，越南國土上已有人類活動的痕跡。在諒山省的平嘉發現猿人牙齒、清化省的度山發現舊石器時期的工具。到中石器時期及新石器時期，北部地區出現過數種文化遺址，如「和平文化」（在和平省）、「北山文化」（在諒山省北山）等，當時的先民利用石器、竹木器、陶器等物品，從事狩獵及採集。但因這些文化的相關文物出土量少，未能全面反映當時狀況。南部地區的東那江下游，曾於新石器時代後期與金屬時代之間，出現聚落、作坊及墓葬遺址共80處，被命名為「新石器時代後文化」，年代約在公元前4500至2400年之間。該文化使用大量石器，多數是實用為主，裝飾性不高的器物。

#### 東山文化及骆越人

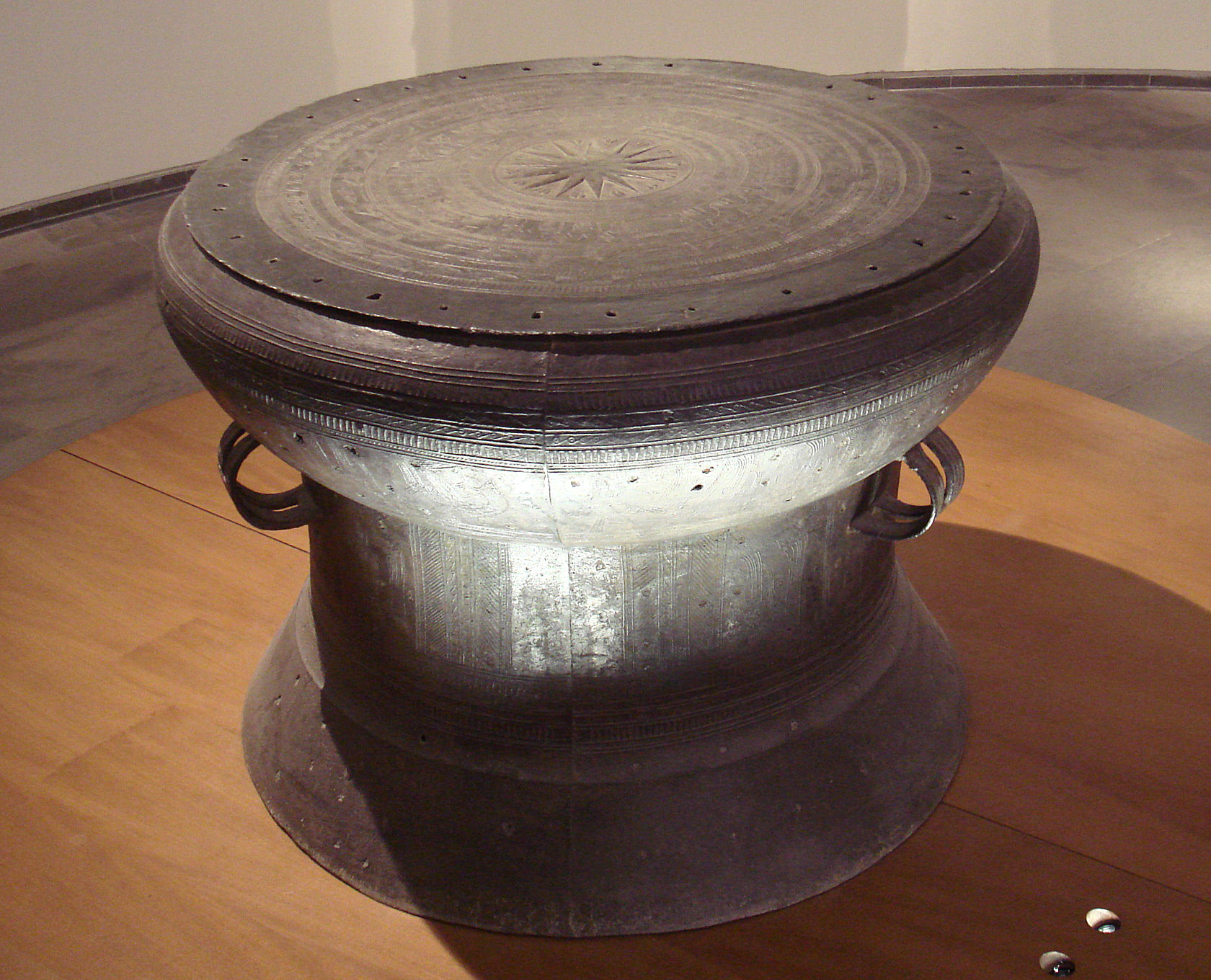
東山文化時期文物東山銅鼓

到大約公元前700年至公元1世紀，越南處於金石時代，出現「東山文化」。它的出土遺物數量多，種類繁富，有銅器、陶器、玉器、石器、水晶、鐵器、木器等。東山文化大量使用銅，例如製作銅鼓作為樂器，以及利用銅製農具，提高農業生產效率。東山文化也具有一定的航行技術，用划艇航行本土，並有較大型的船隻，輔以天文知識作遠航。
遠古時期居於越南北部的民族，為骆越人（又作雒越）。越南上古史學家陶維英認為，東山文化就等同是骆越人的文化。在骆越社會，有「雒王」「雒侯」「雒將」等作為部落領袖，並有簡單的農業方式，就是依循潮水漲退，墾地栽種。中國學者郭振鐸、張笑梅指出，骆越人早在舊石器時期就生活在紅河流域，到東山文化時代，已從原始族群過渡為氏族公社的階段。骆越人在越北地區繼續發展為京族（又稱越族），其後獨立建國並向南擴展，是為越南的主體民族。

### 傳說時期
越南的傳說時期（或稱「原始公社時期」），現代學者界定為自遠古至公元前214年中國秦朝在越南北部設置象郡為止。當中包括鴻龐氏和蜀氏兩個王朝。

#### 鴻龐氏

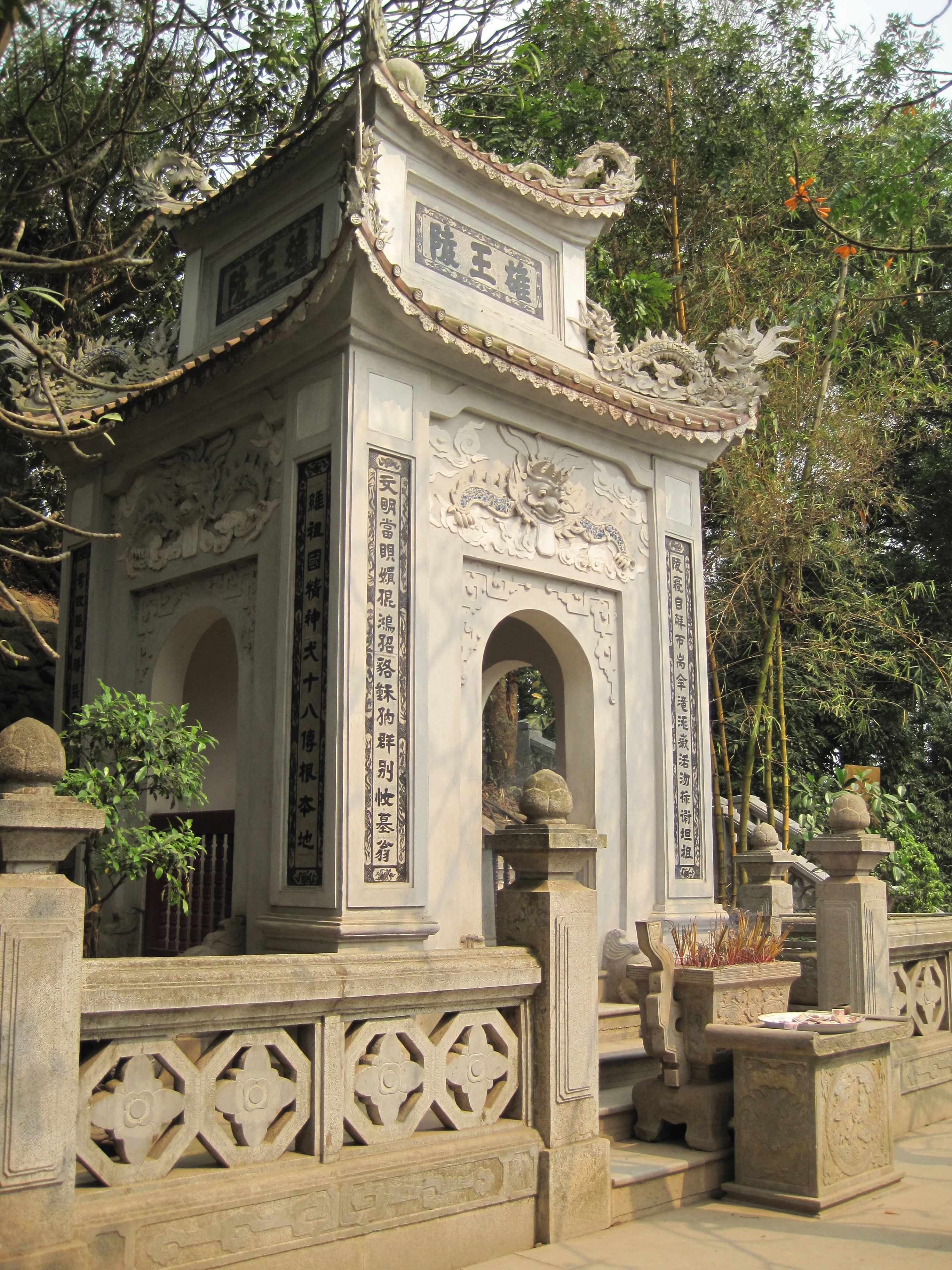
越南的雄王陵，用以尊崇傳說中的鴻龐氏王朝

根據越南神话傳說，越南最早的王朝是鴻龐氏（Hồng Bàng）。鴻龐氏首位君主祿續，是中國神農氏的後代，獲封為「涇陽王」，治理南方，號「赤鬼國」。涇陽王娶洞庭君龍王之女，生下貉龍君（名崇纜。「貉」又作「雒」）。貉龍君有兒子百人，當中五十人隨母歸山，五十人隨父居於南方，越南人稱貉龍君為「百粵之祖」，而其長子則稱為「雄王」(Hùng Vương，又作駱王、雒王），繼承王位，建立「文郎國」。雄王家族世襲王位，歷十八代，是為傳說裡的鴻龐氏王朝，時間從公元前2879年至前258年，共2622年。

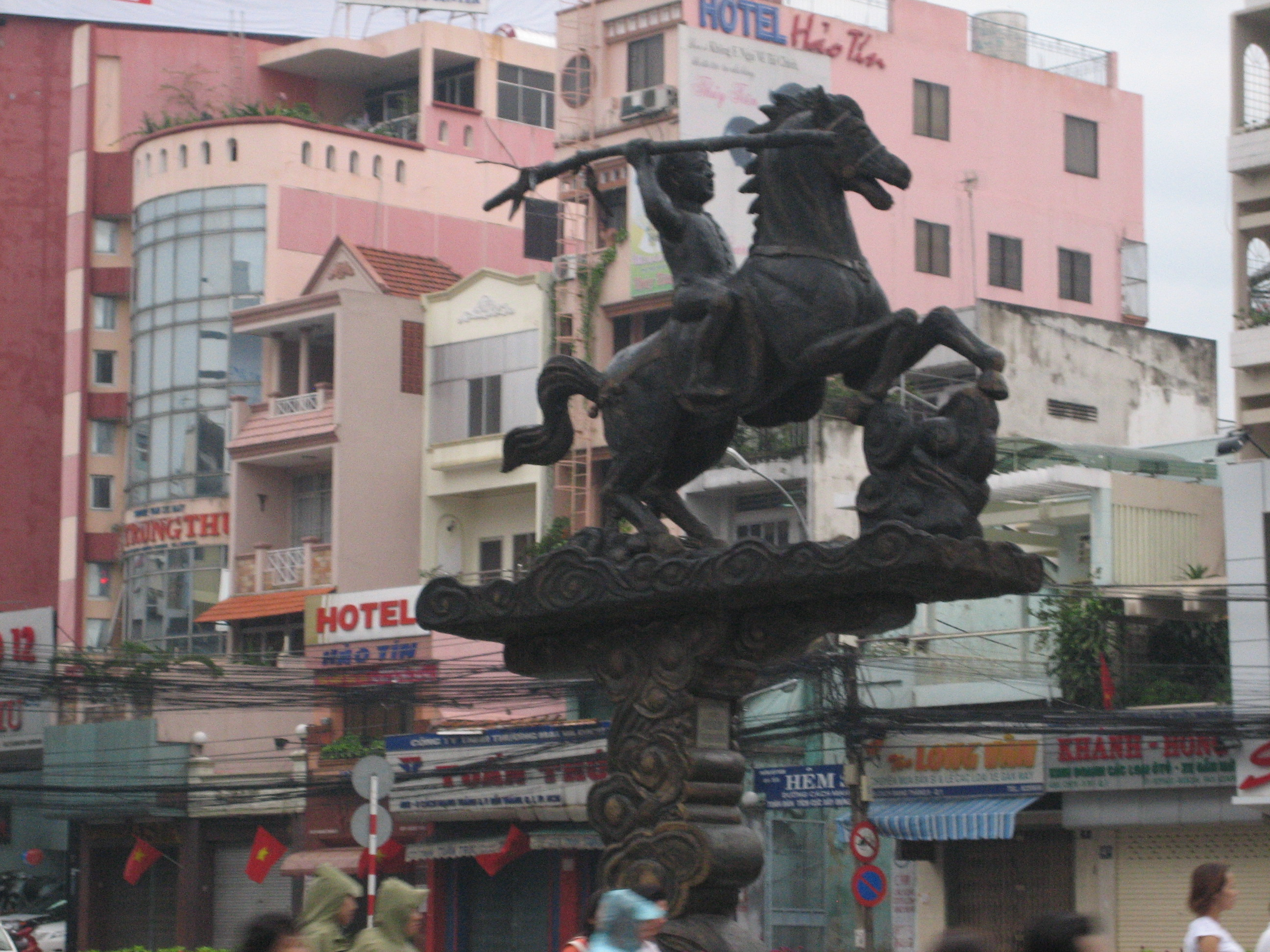
扶董天王像

在越南古代，史家相信鴻龐氏領土東臨南海，西抵巴蜀，北至洞庭湖，南接占婆，分為十五部，首都設在峯州或文郎。傳說中，雄王設置「貉侯」（又作雒侯）、「貉將」（又作雒將）等職官，以作管治。最早的越族的前史越族語文獻是《傍枻越人擁楫歌》（亦稱《越人歌》），為楚國人劉向於公元前528年根據讀音用漢字譯成。後世認為越南民俗文化跟鴻龐息息相關，例如雄王教人民在身上紋龍、水怪等圖案，讓先民進行漁獵時免受蛟蛇所傷；古代越南人以木皮為衣，織菅草為席，以米汁為酒，以榔桄棕桐為飯，製作魚露、刀耕火種等習俗，都被視為從鴻龐時代開創。越南傳說又提到鴻龐氏與古中國有過接觸。古時越南人相信中國殷朝曾入寇越南，雄王派三歲小童扶董天王擊退敵軍；西周成王時，鴻龐氏自稱「越裳氏」，派使到周朝入貢，周朝攝政者周公命人用指南車送使節回國。鴻龐氏最終於公元前257年，被蜀泮（即安陽王）所滅。
越南近現代學者對鴻龐氏傳說存有不同見解。陈仲金認為「有關這個時代的事情是難於確鑿可信的」，又說「誰都希望從神話之中尋找自己的根源來光耀自己的民族。無疑也因為這個道理，我國（指越南）的史書記載鴻龐氏為『仙子龍孫』云云」。越共學者認為，考古學上的東山文化與傳說中的雄王相關，甚至推斷「東山文化階段，也就是雄王時代的極盛時期」。

## 蜀氏
在越南和中國的典籍裡，均提到有關蜀泮（即安陽王）在越北稱王的傳說。較早提及的是中國典籍《水經注》引《交州外域記》記載：「後蜀王子將兵三萬，來討雒王、雒侯，服諸雒將，蜀王子因稱為安陽王。」越南史籍《大越史記全書》的說法較為詳細，提到鴻龐氏傳至末代時，蜀王向雄王求娶王女，但雄王不許。蜀王之孫蜀泮為了報復，乃於甲辰年（前257年）攻滅鴻龐氏，改國號為「甌雒國」。傳說中安陽王營建螺城為首都，規模宏大，「廣千丈，盤旋如螺形」。

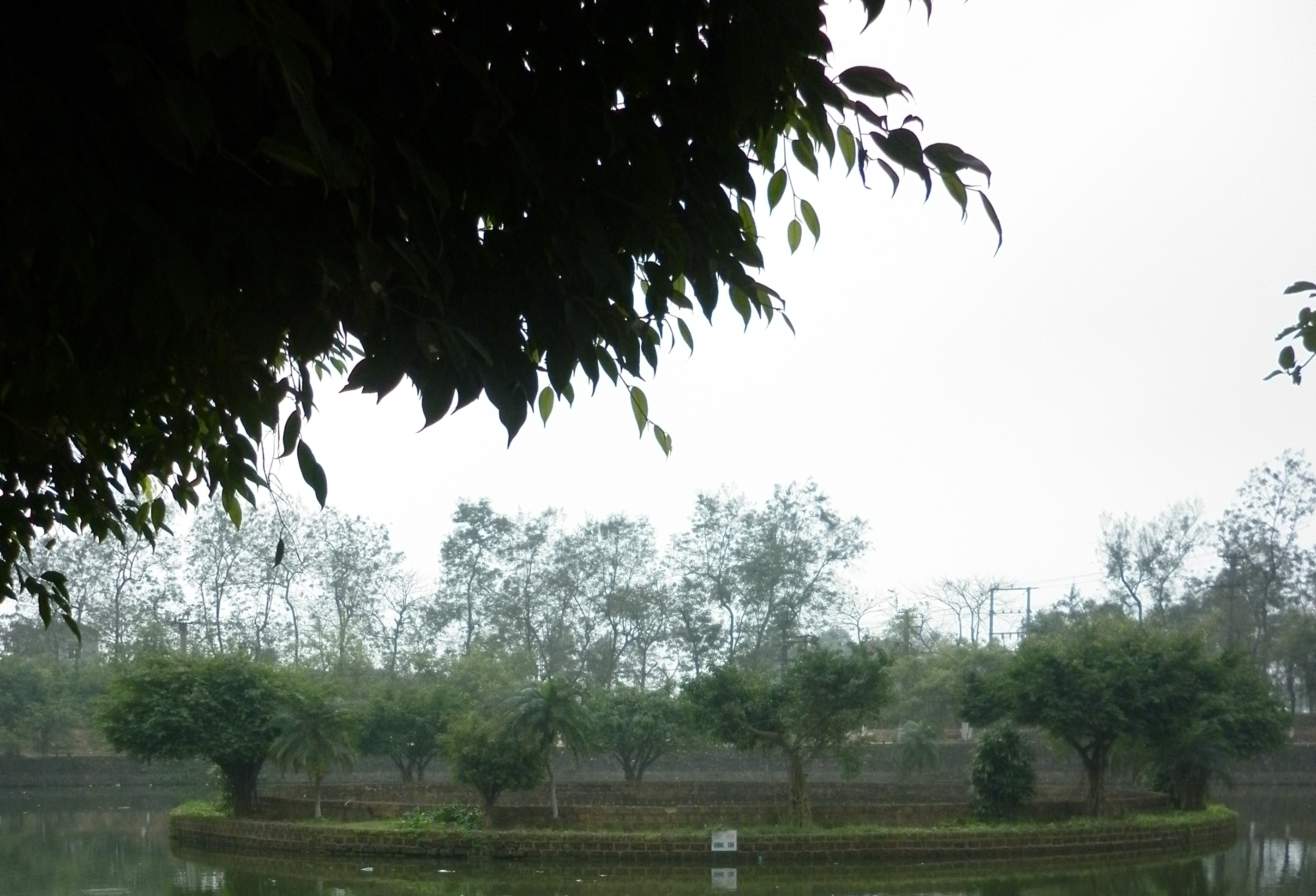
仲始井（Giếng Trọng Thủy）──越南相傳蜀氏亡國時，趙仲始（即趙始）因妻子已死而在此投井自盡

安陽王在位時，適值秦始皇統一中國，平定百越族的時期。關於此時甌雒國與秦朝的關係，越南學者陈仲金認為，公元前214年秦派軍攻百越時，安陽王也向秦朝臣服，秦朝遂在越北地區設置象郡。但同時，越北仍有土著不願臣服，致力抵抗，秦軍亦因不服水土而爆發疫病，大將屠睢亦在戰事中陣亡。
秦末政局動蕩，南海郡郡尉趙佗乘機建立南越國。傳聞趙佗因要擴張勢力而有意征战安陽王，但安陽王因擁有一具威力強大的神弩，每發可殺三百人，趙陀知難以制勝，便派兒子趙始詐降，娶安陽王之女為妻，以博取信任，暗中毁壞神弩而去。安陽王不知中計，最終被趙陀所攻破而亡。另外，《大越史記全書》提到，南越國攻滅蜀氏的時間在癸巳年（公元前208年）。
中國學者郭振鐸、張笑梅分析蜀氏王朝的傳說，認為它可能是文郎國（鴻龐氏）附近的大氏族，與中國古代的巴蜀無關。此外，安陽王只不過是西甌的一部份部落和雒越各部落聯盟的首領，基本上未改變文郎國的部落組織，生產力處於低下水平，該政權可能只是一個初具國家政權組織的部落聯盟，而非階級社會國家。

## 中國統治時期

#### 秦朝、南越國、漢朝入侵及二徵起義
中國秦始皇於公元前221年統一中原，繼而進攻位於華南、越北的百越（又作百粵）。前214年，秦朝設置桂林郡（在今中國广西壮族自治区）、南海郡（在今中國廣東省）及象郡。秦朝對此三郡推行移民實邊的政策，將中原內地的民眾遷徙到這裡，讓他們「與百粵雜處」。
秦末，中國內亂，南海郡尉趙佗割據當地。中國史書記載他迅速擴張勢力，「秦已破滅，佗即擊并桂林、象郡，自立為南越武王」，成立南越國。南越國對中原的西漢王朝入貢受封，對內實行「和集百越」的民族政策，在越北地區，「令二使典主交阯、九真二郡人」，設立官署以作統治。南越國又透過軍事壓力及財寶餽贈，增強對鄰近部族閩越、西甌、駱等的影響力。
南越國在越南歷史裡又被稱為「趙朝」，封建時期史家如黎文休、吳士連等把南越國視為越南史上的正統王朝，到現代卻遭到否定，史家陶維英指出它「只能是外族侵略者」，「企圖開疆拓土，侵佔我國辟為郡縣」；越南社會科學委員會稱之為「只是中國封建集團內部的一支割據勢力」。

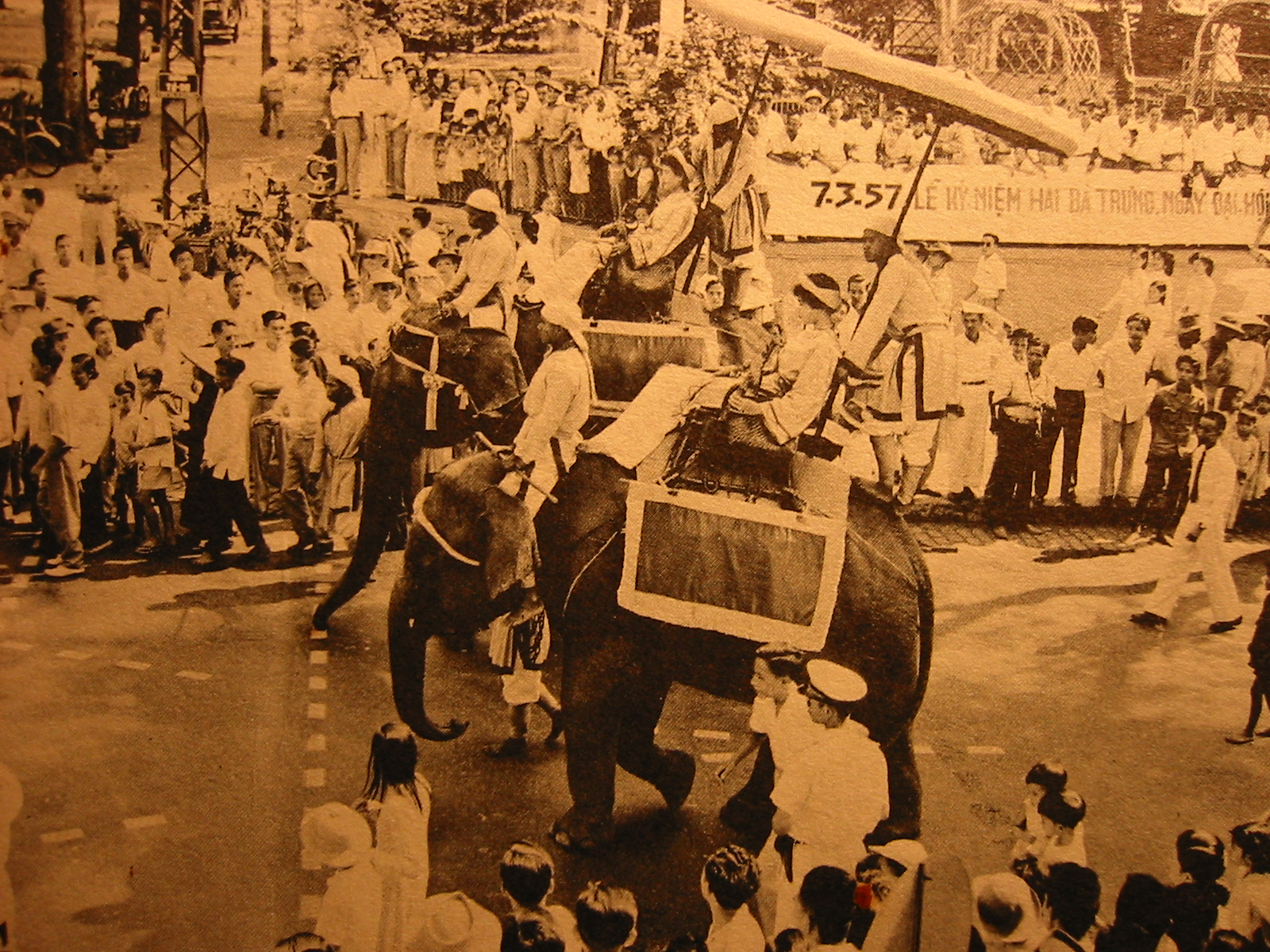
1957年南越西貢舉行的二徵起義記念活動

公元前111年，西漢武帝滅南越国，越南成為漢朝領土。漢朝實行直轄統治，設立「交趾刺史」（後又改為交州），轄境橫跨中國廣東、廣西、海南及越南的北、中部。位於越南北、中部的交趾（交趾又作交阯，在今河內一帶）、九真（今清化省、乂安省一帶）、日南（今廣平省、廣南省一帶）三郡便屬於它的管治範圍。各郡內又管轄若干縣份。西漢對越南的統治政策有三個要點，分別為「與民生息」「因其故俗治，毋賦稅」及「諸雒將主民如故」。西漢末年，交趾郡太守錫光教導當地民眾禮義；東漢建武初年，九真太守任延教民耕稼，制定婚姻嫁娶制度。錫光和任延的政策取得一定成效，並使越南開始沾染華風。
建武年間，交趾郡轄下的一位女姓雒將（雒越人領袖）徵側被太守蘇定「以法」懲治，徵側不服，乃於公元40年，與其妹徵貳起事反抗，史稱「二徵起義」，一度攻下交趾、九真、日南等地六十五城。東漢朝廷派大將馬援率軍鎮壓，最終在43年殲滅徵氏姊妹，事件遂平。

#### 東漢、吳、晉、南朝及李賁起義
公元43年，東漢大將馬援重新平定交趾、九真、日南三郡後，在當地推行新措施，包括修治城郭，整頓水利，又向朝廷報告越律及漢律抵觸之處，然後跟越人「申明舊制」，駱越人從此遵行馬援的措施。相傳馬援在交趾「立銅柱」，成為當時的「漢之極界」。

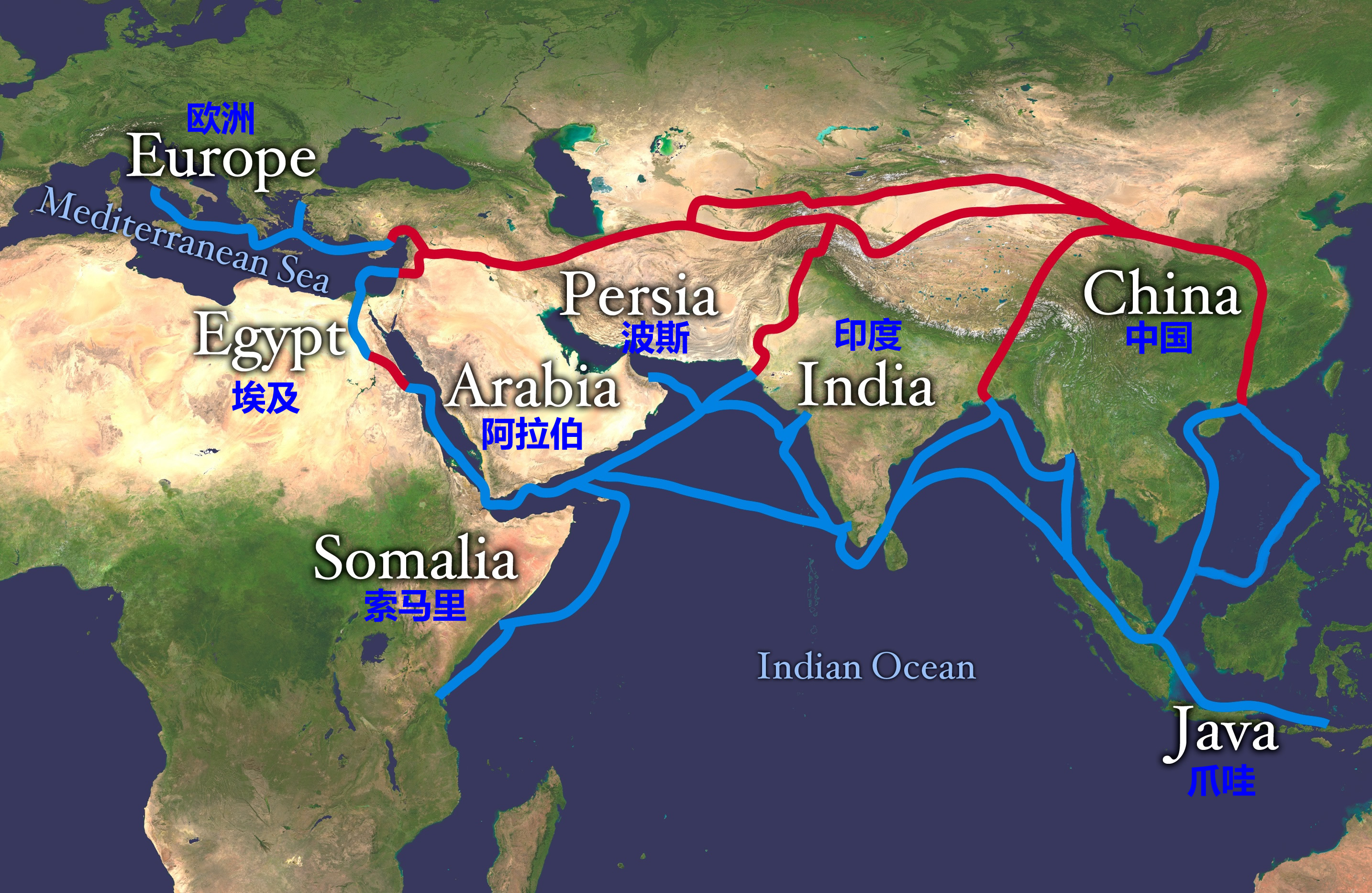
藍線為古代海上絲綢之路，日南郡曾為其孔道之一

兩漢時期，越南北、中部地區是漢朝對外交通樞紐。自日南郡出發，可到達南海、印度洋沿岸各地。東漢時，南海及西方的葉調國（在今爪哇）、撣國（在今緬甸北）、天竺國（今印度）、大秦國（即羅馬帝國）等國人士到中國內地時，都會以日南郡為必經之道。
公元2世紀，日南郡常有「象林蠻夷」起事，對抗漢朝政府。現代學者認為，這些蠻夷起兵事件，象徵著林邑國（即占婆國）的建立。
中國在東漢晚期出現州郡割據的局面，交趾太守士燮亦於187年至226年長期控制交州全境，而九真、合浦、南海等郡的長官職務都由士氏兄弟出任。據歷史記載，士燮為人寬厚，禮賢下士，吸引了中原名士前來投靠，交州因此成為東漢末至三國初年相對安定繁榮之區。後世越南史家的高度評價士燮的統治：「我國通詩書、習禮樂，為文獻之邦，自士王始。其功德豈特施於當時，而有以遠及於後代，豈不盛矣哉！」佛教思想家牟子便是在士燮時期投靠交趾，寫成佛教要籍《牟子理惑論》。中國江南的東吳勢力崛起後，士燮於211年投附，名義上隸屬孫氏，實質仍操有自主權。226年士燮死後，吳主孫權打算削弱士氏家族在交州的勢力，遭士燮之子士徽等人反抗，吳將呂岱遂設計誘殺士徽兄弟，奪得交州控制權。
248年，交趾、九真民眾起事反吳。據越南史籍所述，是次起事的領袖趙嫗能乘象作戰，在山中對抗吳軍。吳廷派交州刺史陸胤討伐，最終平息事件。而在全中國的局勢而言，東吳為三國時代的割據政權之一，與北方的曹魏（後被司馬氏所篡）交爭，影響到交州政局。263年，曹魏出兵佔據交趾、九真、日南三郡。265年，司馬氏代魏，成立西晉，繼續管治交州三郡。268年，吳主孫晧派陶璜等率兵反擊，到271年大破晉軍，收復交州，陶璜任交州牧。東吳最終在280年被西晉所滅，交州牧陶璜亦投降，越南遂歸西晉統治。西晉朝廷聽取陶璜建議，為使交州免受南方林邑國（占婆）的威脅，維持其地方兵力。
316年，中國北方被五胡各族所據，晉室南渡，是為東晉。東晉期間，交州常有軍事將領互相攻殺或據地作亂，又有林邑國入侵，局勢長期不穩。東晉末年的大型民變孫恩盧循之亂亦蔓延至交州，交州刺史杜慧度擊敗盧循，結束動亂。420年劉裕代晉，建立劉宋（與南齊、南梁、南陳合稱「南朝」），繼續任杜慧度為交州刺史。杜慧度任職期間，整頓風俗，改善人民生活，修建學校，使交州出現安定局面。劉宋末年至南齊初年（468年至485年），交州人李長仁及其從弟李叔獻，先後以「行州事」的名義專制一方，違抗朝廷，最終因南齊朝廷擬欲征討，李叔獻才交出權力。
南梁時期，因交州刺史蕭諮為政苛暴，引起當地人士李賁的不滿及起兵，據有交州，於544年稱帝，改年號為「天德」，越南後世稱李賁為「李南帝」，其政權為「前李朝」。南梁朝廷於545年派陳霸先率軍鎮壓，擊敗李賁，李賁終在549年被部下所殺。中國正史又提到，李賁敗死後，其兄李天寶逃到九真繼續抗爭，最終亦被陳霸先殲滅。而根據越南史家的描述，前李朝在李賁死後，其部下趙越王、兄長李天寶、族人李佛子等仍繼續領導，至602年李佛子投降隋朝，前李朝才結束。但從後世發現的銘文資料顯示，李佛子投降前的一年（601年），隋帝的詔令亦在交州執行，因此反映李氏勢力與隋廷應有著隸屬關係。

#### 隋、唐、南漢、曲氏

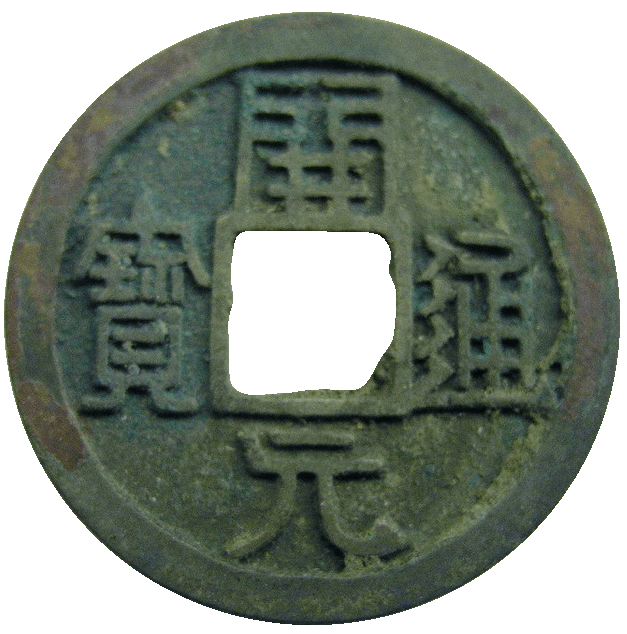
唐朝引入越南地區的貨幣「開元通寶」

公元602年，即中國隋文帝仁壽二年，交州有李佛子稱兵割據，隋廷派劉方征討，李佛子懼而請降，越南又歸於中國統治之下。到隋朝亡後，唐朝重新崛起，消滅南方的蕭銑勢力，越南便入於唐。唐朝政府對越南地區的行政建置數有變更，例如有「安南都護府」「靜海軍節度使」等官署。

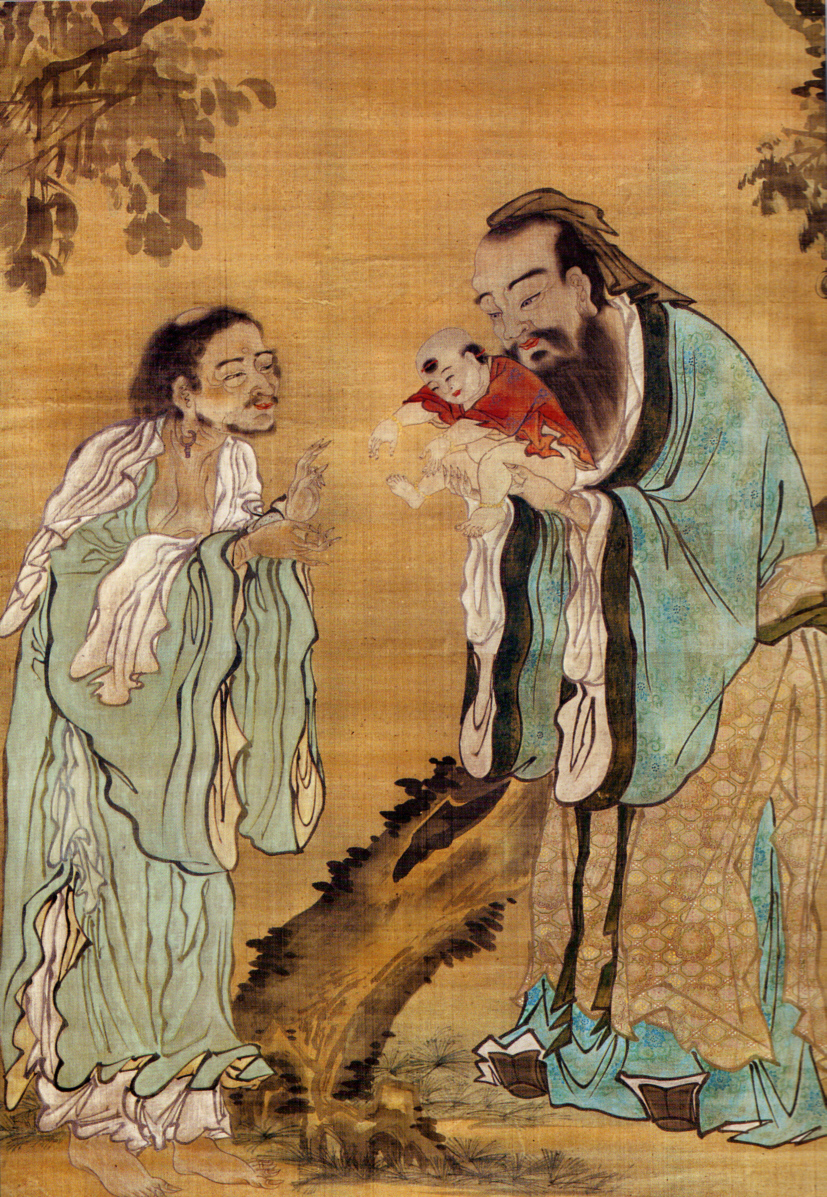
象徵儒、老、佛三教合流的畫像。三教在越南歷史裡據有重要地位

在唐代，越南地區受中國內地文化發展，且有著名詩人杜審言、沈佺期等曾在當地任官，使其文風盛行。愛州（在今越南清化）人姜公輔便為唐代越南文士的代表人物，曾在唐廷任職高官，並有作品傳世。然而唐室治下的越南亦常常出現亂事。當地民眾曾發動數起大型叛變，如722年的梅叔鸞起事、791年的布蓋大王馮興起事等等，最終為唐室所平。在對外關係上，唐代中晚期先後有環王國（即占婆國）、南詔國侵擾越南地區。環王國在9世紀初（時為占婆第五王朝時期）入寇驩州及愛州，唐軍旋即將之擊退。南詔國為唐朝西南方的鄰國，雙方時有交戰，9世紀中期南詔數度攻打安南，863年更佔據府城大羅（又稱羅城、安南城，即今河內），866年才由唐將高駢奪回。唐廷從此採行藩鎮制度統治安南，設置「靜海軍節度使」，由高駢任節度使。高駢管治時致力建設，重修大羅城，整頓河道以便航行。唐代人的河渠工程對越北有相當建樹，據《天威徑新鑿海派碑》所述，當地河流原本危險難行，「舟人所歷，毛髮自寒」，經整頓後「則安流坦途，不復經斯險矣」。
唐朝衰亡時，交州土豪曲氏家族掌管靜海軍節度使一職，史稱越南自主時期。曲氏與中國嶺南的南漢政權相爭。930年南漢滅曲氏，但交州本地將領楊廷藝等仍爭奪自主權。938年，廷藝舊將吳權控制當地，南漢出兵討伐，吳權在白藤江植入大樁，待潮漲時引南漢軍船來到，此時潮水退卻，南漢軍船因碰到大樁而擱淺，吳權乘機派舟師擊敗南漢軍隊。戰後，吳權自立為王，建立吳朝。吳權的勝利及建政，在越南獨立進程中具重要意義，後世越南史家評道：「我越之正統，庶幾乎復續矣。」
中國近千年的統治，對越南歷史產生深遠影響。史家陳重金（即陳仲金）歸納指出：「我交州地區自漢以迄於五代仍是內屬中國之地，因而中國的治亂也影響到我们的國家」；「當儒教、老教（指道教）、佛教在中國興盛之時，我交州之地還屬於中國，因而我們的人也皈依了這些宗教。後來我國自主之後，這些宗教更形興盛，例如佛教盛於丁朝、前黎朝和李朝，而儒教盛於陳朝以降。凡風俗和政治大抵都是由學術和宗教演化而出。而我們的人已尊奉了中國的學術和宗教，則我們的一切也都完全效法中國。」

## 早期的中部及南部國家

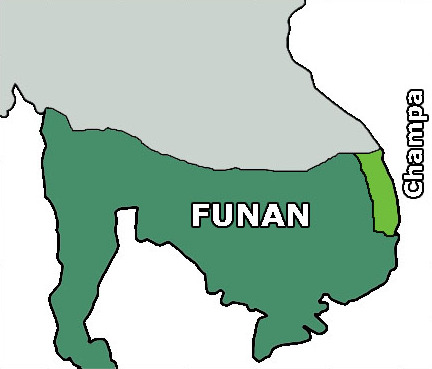
扶南國、占婆國位置略圖

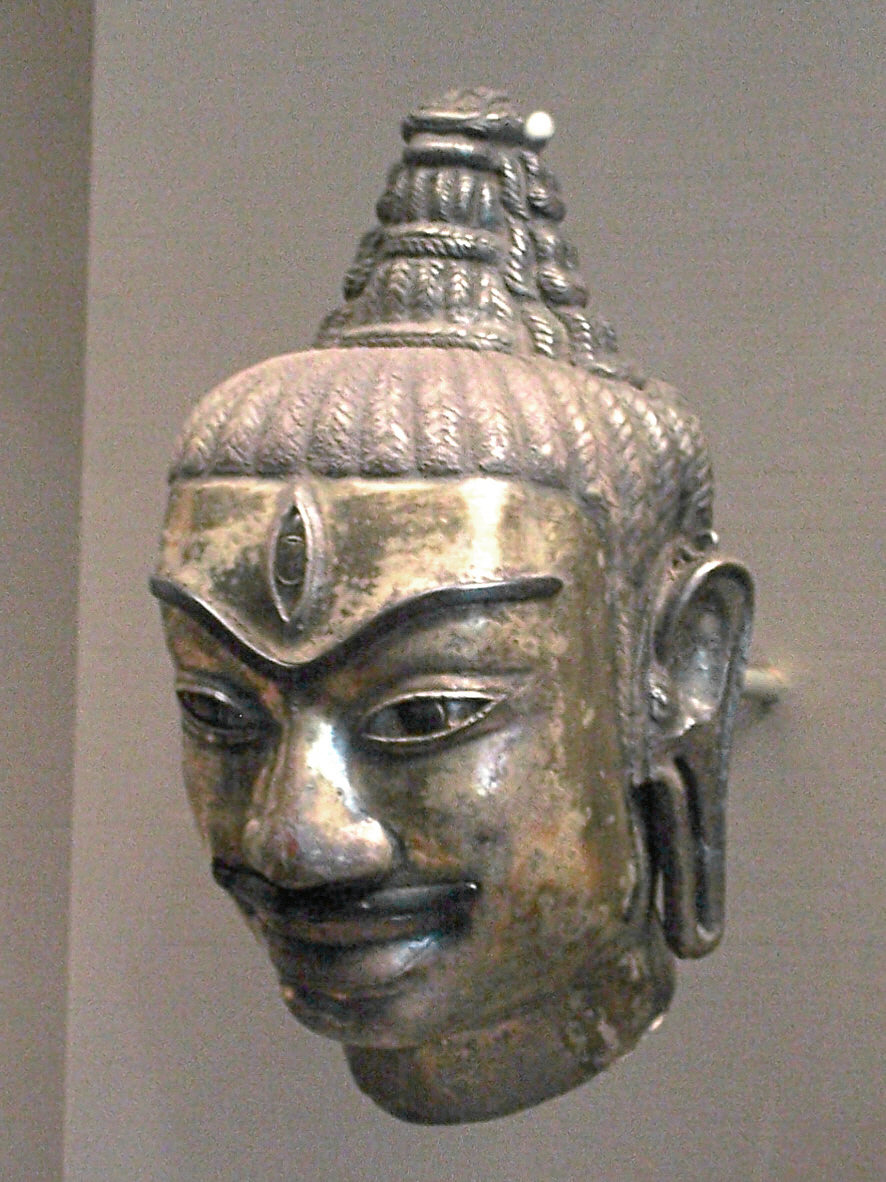
占婆國文物濕婆神頭像。濕婆為占婆信仰裡的重要神靈，被視為梵天、毗濕奴等諸神之長

#### 占婆立國及崛起
占婆國（曾統治越南河靜省的橫山至平順省的藩切一帶），又有「林邑國」「占波國」「環王國」「占城國」等名稱，由占族建立，語言屬於馬來·波利尼西亞語系，使用布拉赫米文，後成為占族文字。文化方面受印度文化影響，主要宗教為婆罗门教（今印度教）。開國歷史源於公元137年，東漢轄下的日南郡象林縣爆發占族人区连領導的叛變，殺县令，从東漢独立，建林邑國。自東漢以後，歷吳、晉、宋、齊、梁等朝，林邑國多次派使入中國朝貢通好，但雙方亦時常兵戎相見，交戰地點主要為中國轄下的交州郡縣。梁朝時李賁起義，林邑人攻李賁，但反被李賁擊退。隋朝時，煬帝於605年攻取林邑，不久林邑人復國，並繼續派使到中國入貢。
8至9世紀時（中國文獻稱當時的占婆國為「環王國」），占婆處於第五王朝時期，對外軍事行動活躍，於774年擊破爪哇海盜；803年及809年侵擾唐朝安南都護府治下的驩、愛二州，並以「伸其如太陽之長臂，以焚暗如黑夜之中國民族」自詡。大約與此同時，占婆又與吉蔑國為敵，出兵該國。
10世紀越南人建國，此後不停對占婆國進行戰爭、蠶食和吞併，到17世紀末終於被割據南方的阮主所滅。

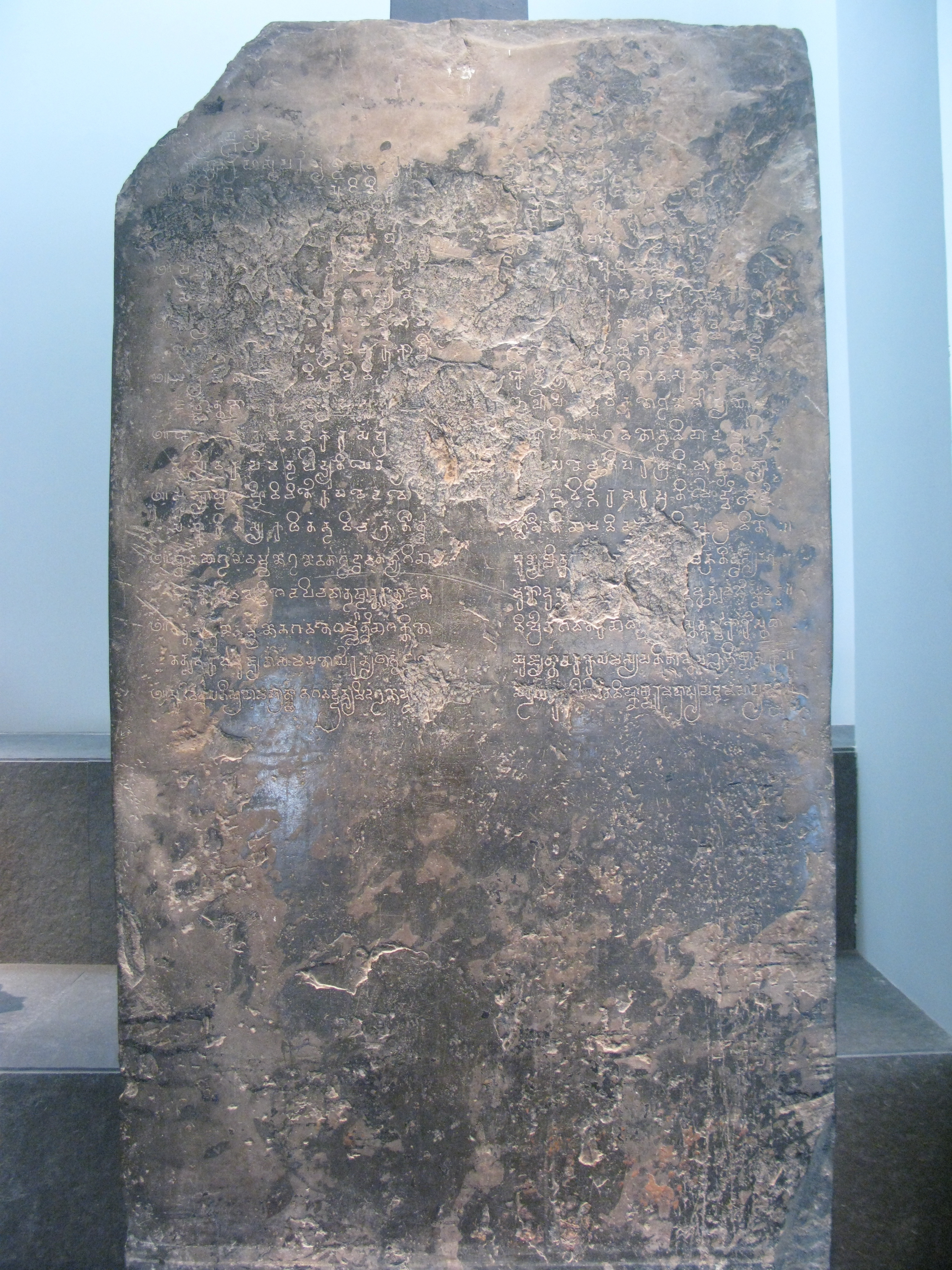
越南同塔省出土的扶南國碑銘

#### 扶南國的興衰
扶南國為一印度化國家，位於湄公河下游及湄三角地區，極盛時期掩有越南南部、湄公河中游、湄南河流域及馬來半島大部份。3世紀時，扶南國在航海商路上佔有優勢，處於必經之中轉站的地位，在外交上相當活躍，與印度的穆倫達（Murunda）王朝、中國東吳有使節往來。到6世紀起，扶南領土遭到印支半島（即中南半島）上另一國家真臘（柬埔寨）逐漸蠶食，到7世紀時被完全吞併。

## 越南立國及封建體制的創建

#### 吳朝及丁朝

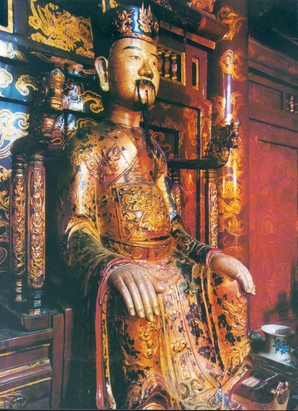
丁先皇像

吳權擊退中國南漢軍隊，據有交州之地（即今越南北部），於939年建政稱王，設官職，定朝儀，奠都古螺（即東英縣），是為吳朝。吳權在位僅六年（939─944年），死後國內發生內閧，演成十二使君各據一方的局面。至968年，華閭峒（在今寧平省）豪族丁部領擊敗各地使君，統一國家。丁部領隨即即皇帝位（後世稱為丁先皇，968─979年在位），建立國號大瞿越，定都華閭（在今寧平省），是為丁朝，到970年（太平元年）開始使用年號「太平」。丁朝遣使到中國宋朝朝貢，宋太祖册封丁部領為「交趾郡王」，越南自此守朝貢之禮。丁朝在國內整頓統治體制，制定文武官員之位、施行嚴刑、編置十道軍制，後世史家認為丁朝有了這些措施，已達到「制度略備」的治國水平。
在後世史學界，並未將吳朝視作正統政權和國家獨立之始，而只算作割據政權，到後來丁部領成立丁朝，建國號「大瞿越」，受宋朝冊封，才算國家獨立之始。越南封建時代史家就認定丁朝是「我越正統之君，實自此始」。
丁朝傳至廢帝丁璿（979─980年在位），年方六歲，太后楊雲娥與時任「十道將軍」的重臣黎桓勾結，朝政落入黎桓手中。此時宋朝出兵攻越，眾將見皇帝幼弱，憂慮局勢危急，便支持黎桓稱帝，以抵抗宋軍，於是丁朝滅亡，前黎朝建立。

#### 前黎朝

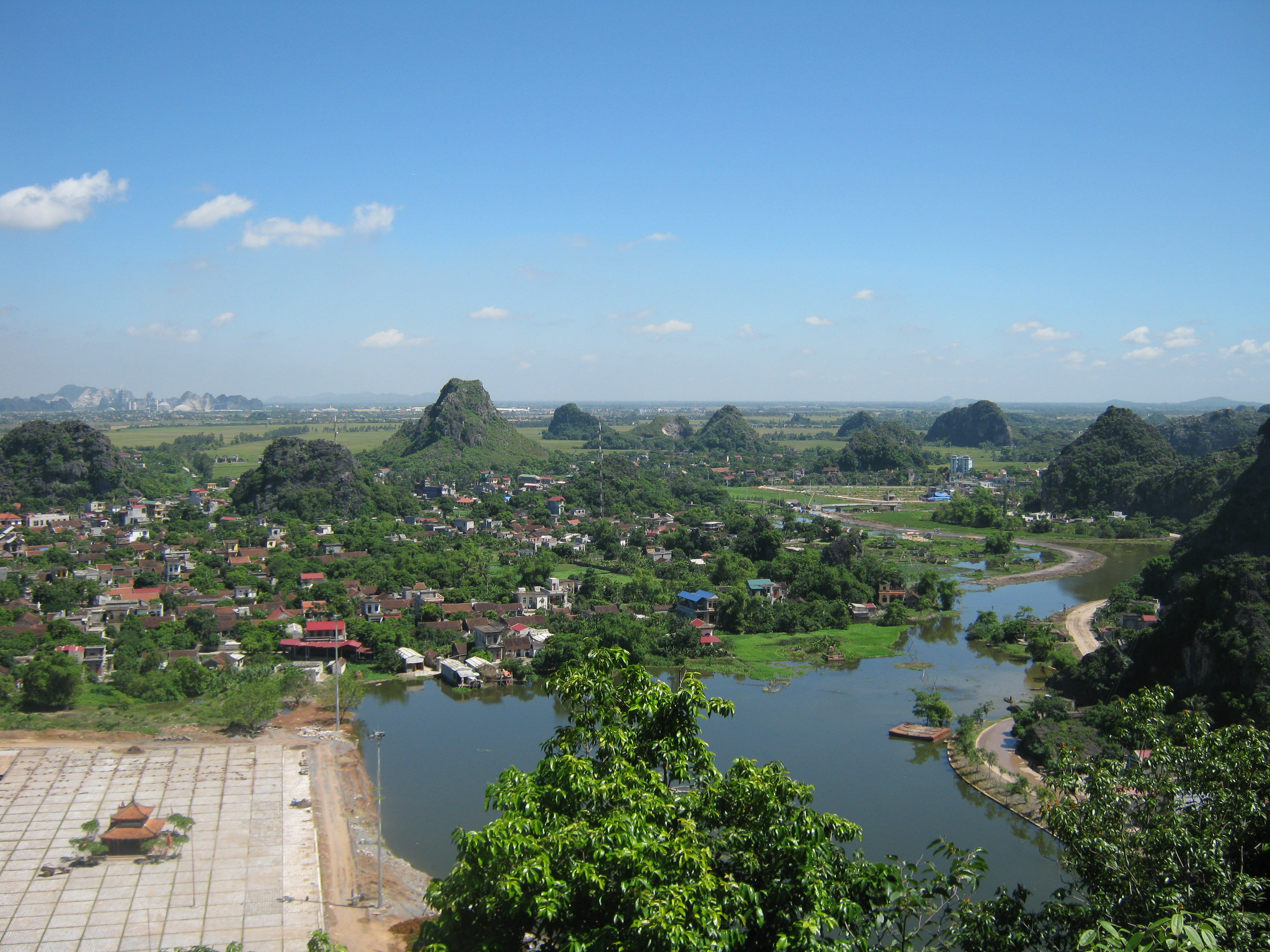
丁、前黎兩朝國都華閭

980年（天福元年），黎桓稱帝（後世稱為大行皇帝，980─1005年在位），建立前黎朝，仍以華閭為國都。黎桓稱帝後的首要任務為抗擊中國宋朝軍隊。981年（前黎天福二年），黎桓在白藤江與支棱（在諒山省）等地與宋軍交戰，最終擊退宋軍。戰後，黎桓為免與中國長期對抗，乃向宋朝入貢，以遵行朝貢之禮。993年（興統五年），宋朝冊封黎桓為「交趾郡王」，後又加封「南平王」，雙方關係和平發展。
內政方面，前黎朝繼續完善統治體制，沿襲丁朝制度，在全國設十道軍，由皇帝本人掌握軍權；實行中國古代的政制模式，在中央設太尉、總管等官職，地方有州、府、縣、社的設立；黎桓分封諸子為王，分封到各地讓其治理，加強黎氏朝廷對各地的控制。
前黎朝對鄰近地區採擴張政策。黎桓擊退宋軍後，便南侵占城國，擄獲士卒及財寶。因宋朝與占城關係密切，宋太宗乃於985年（天福六年）及990年（興統二年）兩度派使到越，要求黎氏朝廷「保國睦鄰」、越占兩國應「各令保境」。黎桓又於999年（應天六年）平定何蠻洞（在今清化省），提高前黎朝聲威。
黎桓死後，兒子黎中宗在位僅三天，被弟弟黎龍鋌所弒，龍鋌稱帝（世稱臥朝皇帝，1005年─1009年在位）。黎龍鋌性格暴虐，到1009年（景瑞二年）去世時，其子年幼，禁軍將領李公蘊取代黎氏，自立為帝，開創李朝，前黎朝告終。
佛教在前黎朝得到盛行，黎氏政府任用高級僧侶參政、興修寺廟、派人到宋朝求取佛經，寺廟獲得大量田產及佃農，佛教遂成為越南統治者的管治支柱之一。

#### 李朝

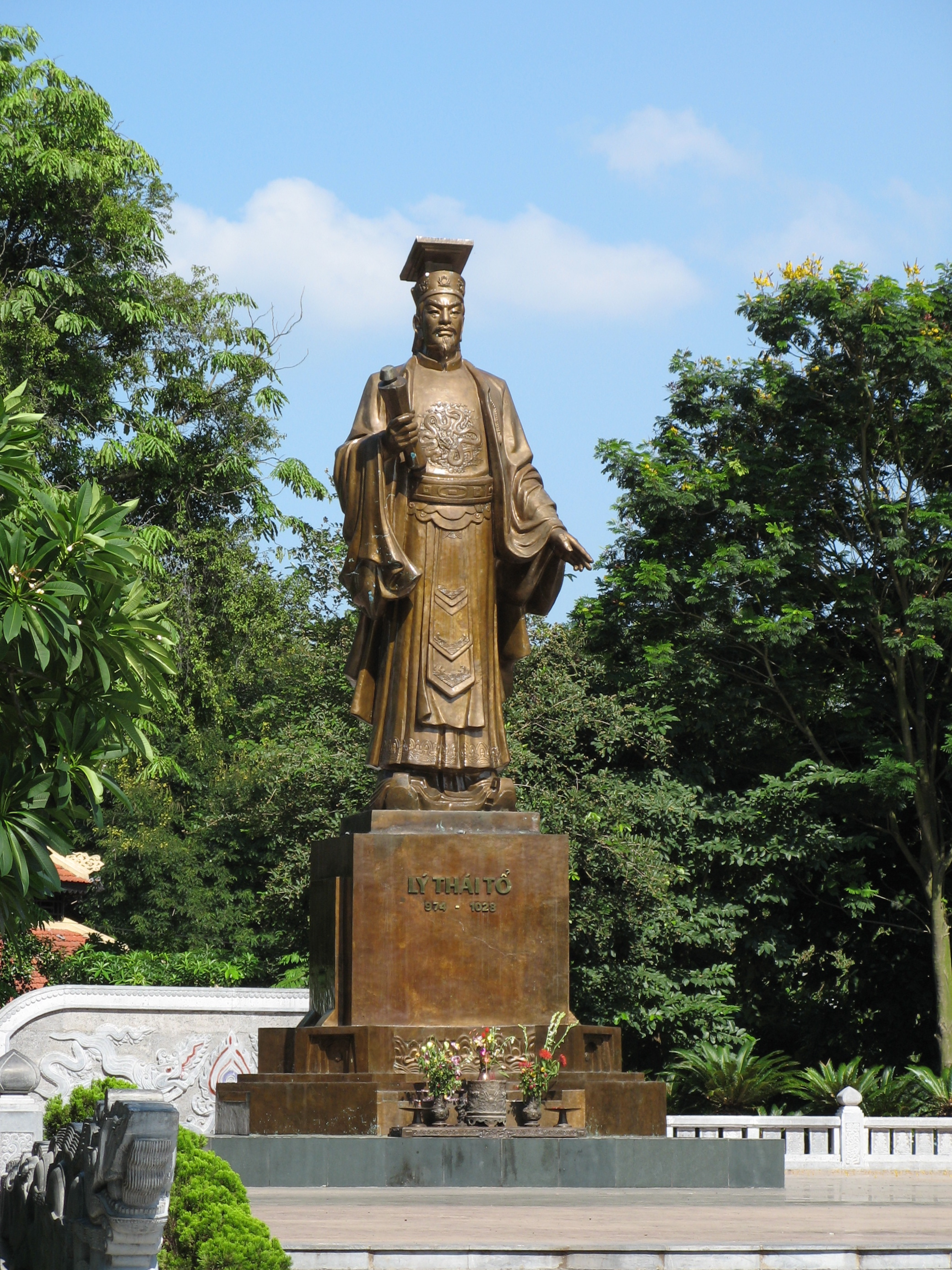
位於河內的李太祖李公蘊像

1009年（黎景瑞二年，李順天元年），李公蕴建立李朝，是為李太祖（1009─1028年在位）。1010年（順天二年），李公蘊因見唐代建成的大羅城（今河內）地勢險要，交通便利，氣候舒適，具備成為國都的條件，乃自華閭遷都於此，改稱昇龍。李朝國號，於1054年（龍瑞太平元年）由李聖宗（1054─1072年在位）定為「大越」。
李氏王朝繼續完善國家制度，設文武大臣職位，官分九品，鞏固中央組織，分全國為二十四路，由文人出任長官，君主又分封諸子為王，領兵鎮守要地。佛教成為國教，僧侶為統治階級一員。1070年（神武二年），李聖宗為表尊崇儒學，修建文廟，祭祀孔子、周公等儒家代表人物。1075年（太寧四年），李仁宗（1072─1127年在位）設科舉取士，到李高宗時（1175─1210年在位）舉行三教考試，使科舉制度在越南奠定基礎。李氏朝廷對於有功的貴族及官員分封土地，稱為「拓刀田」。在軍隊編制方面，李朝按戶籍調動男丁，平時生產，戰時出征；設立正兵（禁軍）及番兵（地方兵），使軍方互相制衡，受王室調度。法律制度方面，李太宗（1028─1054年在位）於1042年（明道元年）制定《刑書》，是為越南最早的成文律書。
李朝對外時有戰事。1014年（順天五年），李朝擊敗中國西南的大理國（又稱「鶴柘蠻」）軍隊，斬獲士馬不可勝數。11世紀中葉，位於宋越邊境的廣源州（在今中國廣西及越南高平邊境一帶）首領儂智高稱帝起兵，被李朝出兵征討，後來儂智高輾轉逃入宋朝、大理而被殺，李朝遂將廣源州順手而得。對於南鄰占城國（即占婆），李朝加以侵略，奪取其土地。1069年（神武元年），李朝攻入占城國都佛逝，俘擄占城王，占城割讓地里、麻令、布政三州（三州在今越南廣平省及廣治省一帶），以換取李朝釋放國王回國。1075年（太寧四年），李朝得知宋朝有意來犯，乃派大將李常傑進行對宋之戰，李軍攻入宋境，在邕州、廉州、欽州等地肆行屠殺，最終宋軍反擊，攻至越南境內的富良江（紅河一帶），李朝乃提出議和，結束戰事，雙方關係改善。李英宗時（1138─1175年在位），獲南宋封為「安南國王」，從此越南有「安南國」之稱。印支半島上的真臘（又稱占臘，即柬埔寨，當時為吳哥王朝）亦為李朝進攻對象，中國文獻稱「占臘素不習兵，與交阯（指李朝）鄰，常苦侵軼」。13世紀初，真臘一度吞併占城，並出兵攻越，但被李朝所擊退。

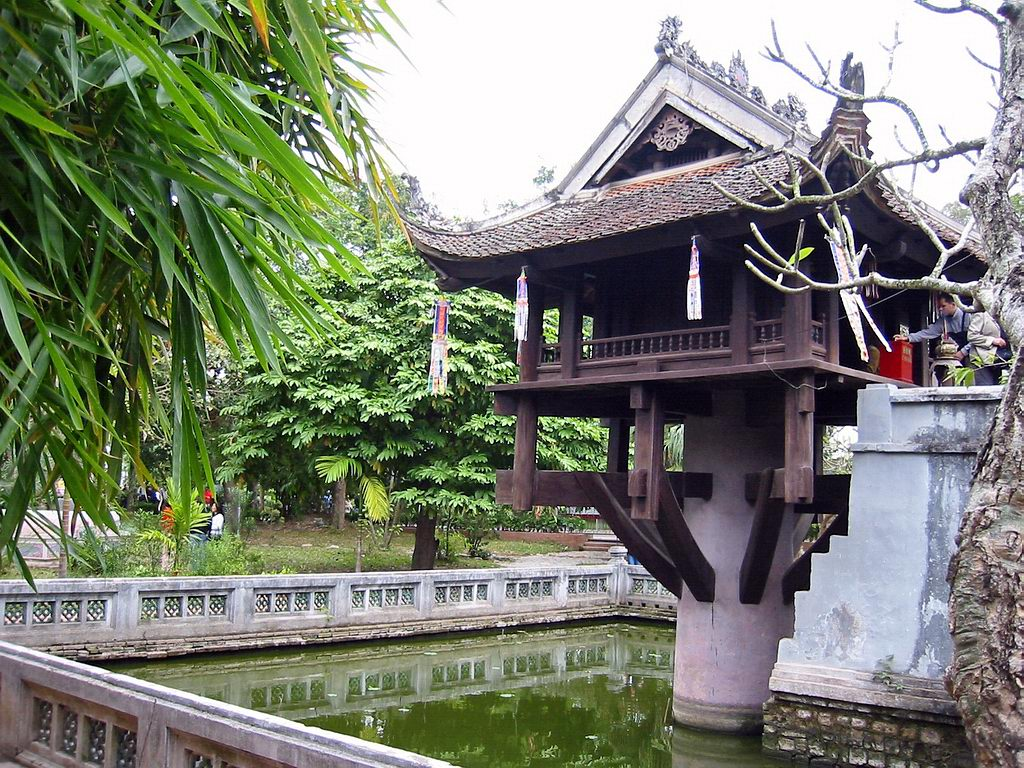
李朝時興建的延祐寺

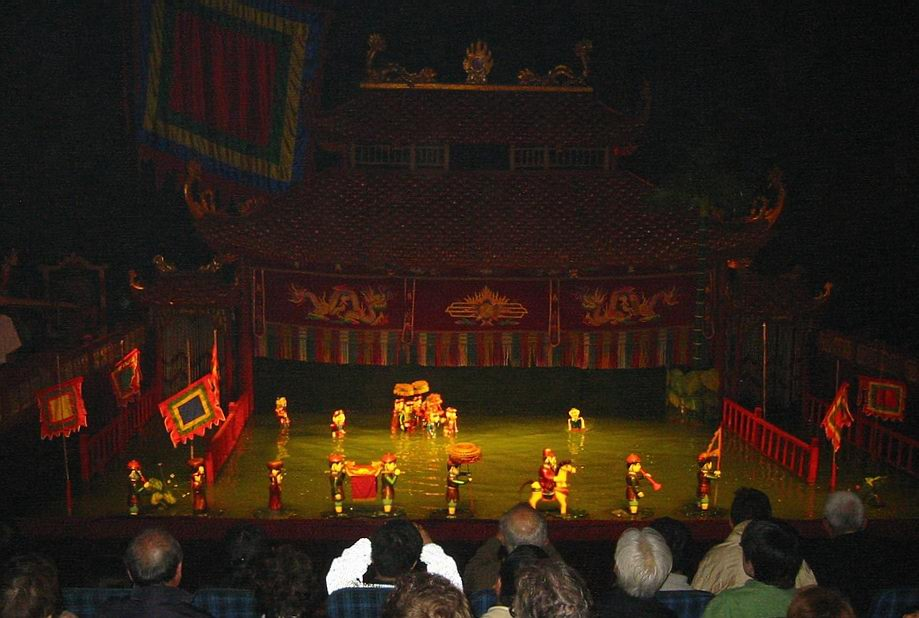
從李朝發展至今的水上木偶戲

李朝君主崇信佛教，在國內大興土木，興修佛寺，當時銘文資料有「於是或京師而緬思梵福，紺宇星分；或州縣而擬報洪恩，靈祠棊布」的記錄，形容寺廟眾多，其中著名的有河內延祐寺（即一柱寺）。藝術文化亦取得發展，流傳至今的水上木偶戲，便是始自李朝。
李朝晚年，內亂頻生。李惠宗時（1211─1224年在位），即墨鄉（在今南定省）豪族陳嗣慶以武力控制朝廷，朝政大權遂落入陳氏家族手中。嗣慶死後，其兄陳承、從兄弟陳守度繼續掌權。李惠宗女兒李佛金繼位（即李昭皇），陳守度為取代李朝，安排陳承之子陳煚娶昭皇，不久昭皇傳位給陳煚，李朝遂亡，陳朝建立，時為乙酉年十二月。

#### 陳朝

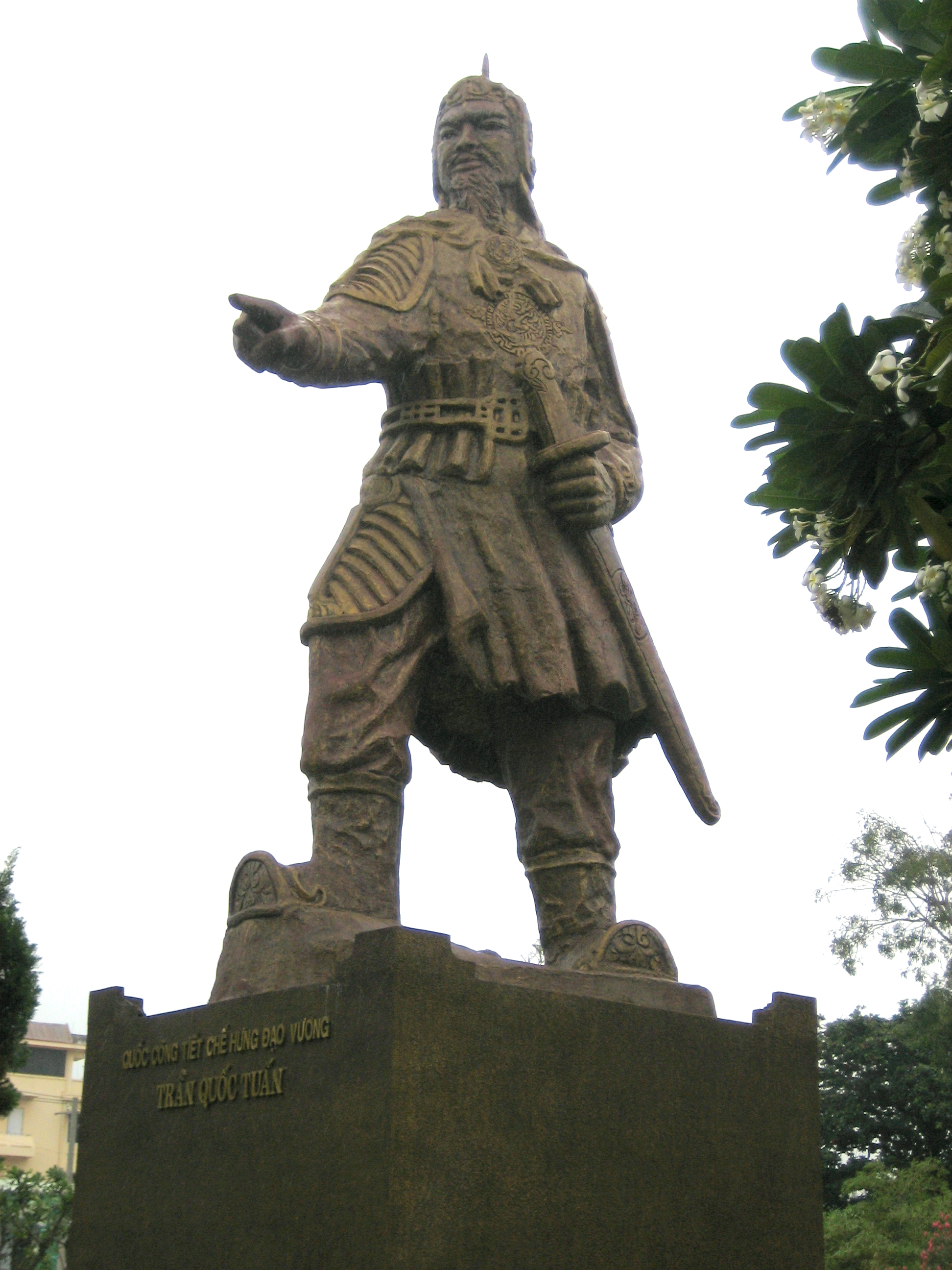
被視為抗元民族英雄的興道王陳國峻

陳朝承接李朝晚年的內亂局面，在建政之初便整頓統治基礎，實行太上皇執權模式，政府又編定官民戶口賬籍，制定刑律，沿用李朝科舉制度，晉用儒家學者，中央設三公、三少、太尉、司馬、司徒、司空等職，各地設路、州等行政單位。
陳朝初年遇上蒙古帝國（元朝）的入侵。1257年（元豐七年），蒙古對越出兵，攻破國都昇龍，但因陳太宗皇帝、重臣陳守度竭力抵抗，加上蒙古軍隊不適應越南環境而撤退。陳氏朝廷向蒙古提出願意「三年一貢」，蒙古遂封陳朝君主為「安南國王」。但其後，忽必烈以陳朝皇帝不親自入貢、擊傷元朝使節等理由，於1284年（紹寶六年），遣皇子脫懽（又作脫驩、脫歡）率軍攻越，陳朝宗室大將興道王陳國峻指揮抗戰，元軍雖曾佔有優勢，更攻破昇龍，但越方堅決抵抗，到1285年（紹寶七年），越軍在鹹子關、章陽渡、西結、萬劫等地擊敗元軍，元軍又因天氣炎熱而撤退。1287年（重興三年），脫懽再次統兵南下，越人繼續抵抗，1288年農曆正月，越軍截獲元軍糧船，脫懽見勢不利，有感「地熱水濕，粮匱兵疲」而撤退，元軍在白藤江再被越軍重挫。戰後，陳朝遣使到元朝朝貢修好。忽必烈於1294年（興隆二年）去世，後繼的元成宗決定罷征，兩國不再開戰。
越南社會文化在陳朝取得相當大的進展。因陳氏朝廷重用儒臣，儒家思想得到尊崇。佛教寺院仍具一定勢力，陳朝銘文記載有些寺廟獲朝廷封賜土地田產，列為「官中寺」，明文規定「敢侵犯者，拿呈行罪」，以保障其擁有權。本土文化中的字喃，自9世紀開始形成，發展至陳朝已成為社會交際的一種文字。在史學方面，1272年（紹隆十五年），陳朝政府令學者黎文休編修《大越史記》，開創了越南修本國史的先河。
陳朝對南鄰占城國（即占婆國）奪取土地。1306年（興隆十四年），陳朝將玄珍公主嫁與占城王，以割取烏州（後改名為順州，即廣治省肇豐縣）及里州二地（後改名化州，即承天省廣田縣）。但在陳朝晚期，占城國變成大患。占城王制蓬峩（又作阿答阿者）在位時（1360─1390年），連番攻打陳朝，曾於1371年（紹慶二年）、1377年（隆慶五年、昌符元年）、1378年（昌符二年）攻破越都昇龍，擄掠而歸，1377年的戰事中更擊斃陳睿宗皇帝。最終，1390年（光泰三年），制蓬峩進攻陳朝時被越軍擊斃，占城國的威脅乃告一段落。另一印支半島國家暹羅（即泰國），在1313年（興隆二十一年）入侵占城，當時陳朝援助占城，調動軍隊擊退暹軍。
中國元朝於1368年（大治十一年）被明朝取代，明太祖與陳朝政府互派使節通好，明廷冊封陳日煃（即陳裕宗）為「安南國王」，雙方建立宗藩關係。明太祖將安南國列入「不征之國」，以求維持雙方友好關係。
陳朝後期，君主昏庸，生活奢侈腐化，政局走向衰微，呈現不穩狀態。1369年（大治十二年、大定元年），陳裕宗死後，其母憲慈皇太后迎立楊日禮為帝，日禮即位後卻殺害太后，對陳朝宗室造成威脅，群臣擁立裕宗之兄陳暊為帝（是為陳藝宗，1370─1372年任皇帝；1372─1395年任上皇），陳氏家族奪回權力。到陳末，民眾起事頻仍，有阮清作亂於清化、范師溫作亂於國威並一度攻入昇龍，後均被朝廷討平。
外戚黎季犛（後改姓胡，又名一元）因得上皇藝宗信任，成為權臣。黎季犛在貨幣、土地、文教、官制等方面實行改革，又於1396年（光泰九年）遷都至清化府，這些舉動被史家陳重金（即陳仲金）認為是「大肆更張，用以收買黨羽」及「以便篡位」。朝中雖曾出現反黎季犛勢力，但都被黎季犛鏟除。1400年（建新三年、聖元元年），黎季犛廢黷陳朝末代君主少帝（1398─1400年在位）而自立，建立胡朝，陳朝遂亡。

#### 胡朝
黎季犛（1400年任皇帝，1401─1407年任太上皇）奪位後，恢復祖先的胡姓，自稱中國虞舜之後，改國號為「大虞」。次年（1401年，紹成元年），胡季犛效法陳朝舊制，退位給兒子胡漢蒼（又名𡗨，1401─1407年在位），自稱太上皇，掌握朝政。胡朝繼續進行改革，包括整頓武備，修造戶籍以擴充軍源，開徵商船稅項，改訂田賦徵收額數，調整科舉制度，修訂法律，設置醫署等等。對南鄰占城，胡朝於1402年（紹成二年）出兵入侵，迫使占城政府割讓占洞、古壘兩州，胡朝遂把領土推進到今廣南省、廣義省地區。占城不滿，乃於次年（1403年，開大元年）遣使節到明朝投訴。明成祖得悉後大加注意，並派人譴責胡朝政府。

出兵攻滅胡朝的中國明成祖皇帝

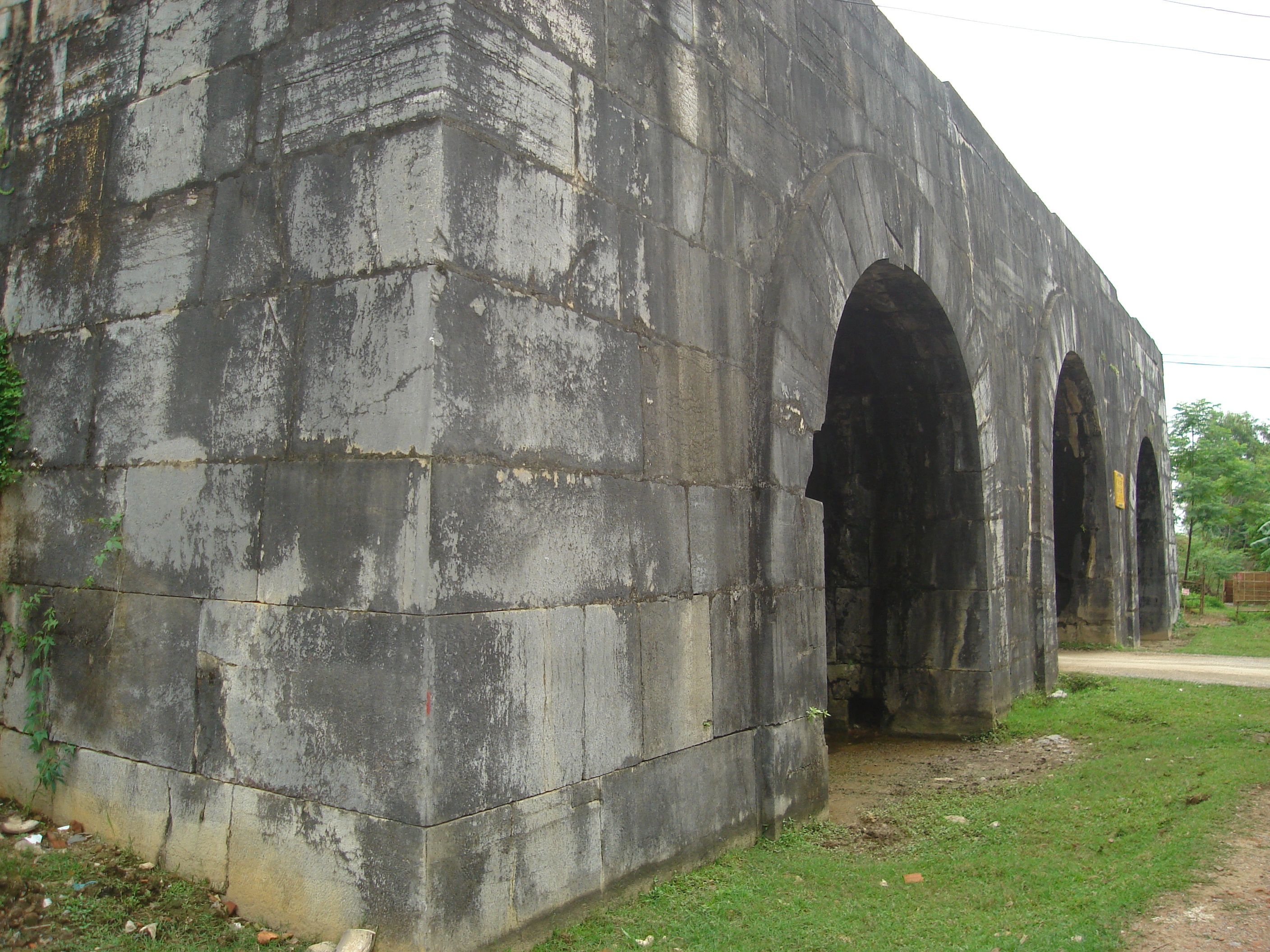
胡朝國都清化府西都城遺址

胡朝謀求與明朝交好，胡漢蒼於1403年以陳朝外孫的名義獲明朝封為「安南國王」，但後來的連串事件使胡明雙方關係轉壞。明朝指控胡朝侵犯明朝的思明府、祿州、西平州、水平寨等地，但胡朝政府卻置之不顧。此外，有陳朝遺臣入明控訴胡氏，1404年（開大二年），陳朝舊臣裴伯耆到明廷，說出胡季犛奪權及打壓異己的實情，要求明廷出兵「擒滅」胡氏；後又有人自稱陳朝宗室子孫陳天平（又作陳添平），向明帝奏言胡朝奪取陳氏政權，又說胡氏「欲抗衡上國（指明朝）」。明成祖為此遣使到越責問，胡朝只好派人到明謝罪，並提出迎接陳天平回國。1406年（開大四年），明朝派軍五千護送陳天平返國，然而胡季犛在邊境截殺，擒殺陳天平。明朝隨即派大軍南下，在1407年（開大五年）接連攻陷東都（即昇龍）、鹹子關（在興安省）等地，直逼國都清化府西都城，胡氏父子出逃，最終被明軍擒獲，胡朝滅亡，越南國土被明朝吞併。
在明軍攻滅胡朝之際，越南民眾向明人要求實行直轄統治。《大越史記全書》記載，「明詔遍求陳氏子孫立為國王。官吏耆老人等累稱為黎氏（指胡氏父子）滅盡，無可繼承陳後，請安南國本交州，願復古郡縣，與民更新」，明朝政府乃在越南設立都指揮使司、承宣布政使司、提刑按察使司等官署，改地名為「交址」（又作交趾、交阯），進行統治。

#### 屬明、後陳朝及藍山起義

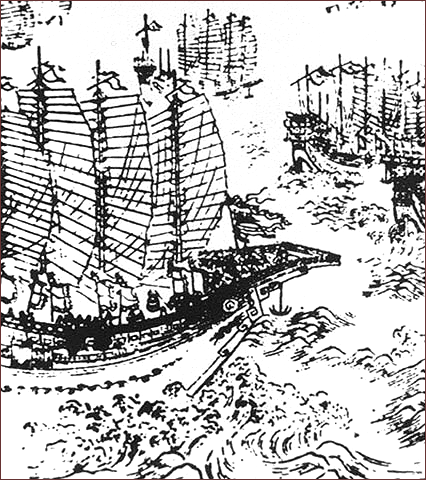
鄭和下西洋時所使用的寶船。位於越南中南部的占城國是鄭和船隊到訪 的國家之一

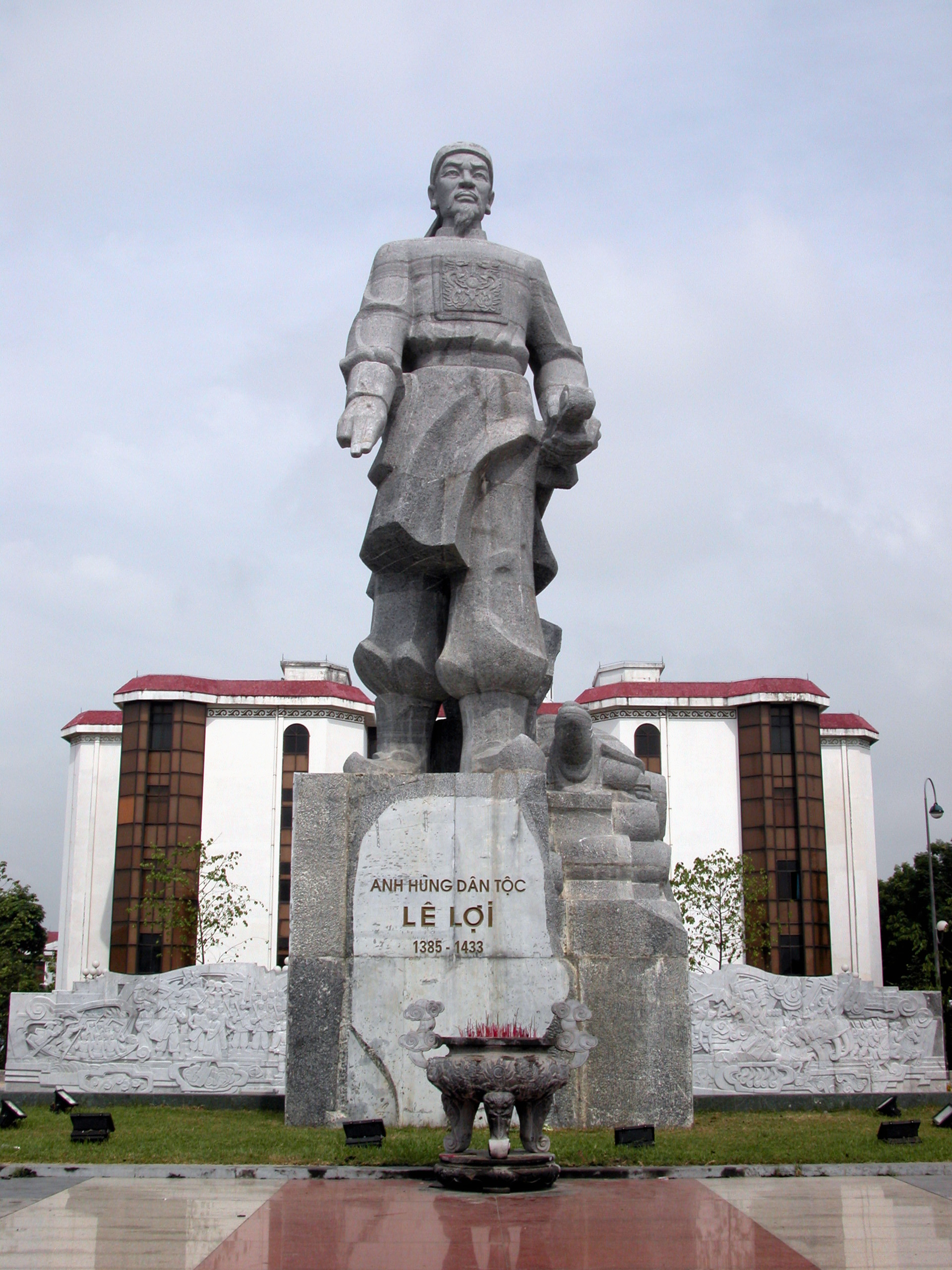
黎利像

中国明朝侵略并占领越南，进行直接统治，後世歷史學者稱之為屬明時期（1407─1427年）。明人入據越南初期，曾嘗試以寬厚為務，但越南民眾視明朝為外人入侵，對其統治甚為不安。後來明朝官員對越南民眾加深剝削，如中官馬騏在越南採辦時「大索境內珍寶」，加劇越人不滿，紛紛起事。明朝佔領後不久，便有陳朝後人陳頠在謨渡（屬寧平省）起事，自稱「簡定皇帝」（1407─1409年在位），改元興慶，意圖恢復陳氏王朝，史稱其勢力為後陳朝（1407─1413年）。不久因作戰失利，逃入乂安繼續抵抗。1409年（興慶三年、重光元年），另一位陳氏後人陳季擴被陳朝遺臣擁立為帝，改元重光（史稱重光帝，1409─1413年在位），襲獲陳頠，尊之為太上皇以共同抗明。明朝調軍增援，先擒陳頠，後於1413年（重光五年）攻破乂安，陳季擴逃至化州，最終被明軍俘獲，後陳朝滅亡。
約於屬明時期的同時，明朝太監鄭和七次出使南洋及印度洋一帶（1405─1430年），占城國為當時的重要交通樞鈕，鄭和船隊便多次到訪占城國的新州（今越南歸仁）。
1418年，清化藍山豪族黎利自稱「平定王」，起事反明，史稱「藍山起義」，與明軍爭持數年後，黎利採行「先取茶隆（在今乂安省），略定乂安，以為立脚之地，資其財力，然後返斾東都」的策略，先控制越南中、北部地區。黎利軍漸漸取得優勢，在1426年崒洞之役（崒洞又作𡨧洞）、1427年支棱之役等重要戰事重挫明軍，進佔東關城（即河內）。至此，明廷決意罷兵，冊封陳暠（黎利擁立的傀儡君主）為「安南國王」，越南恢復獨立自主。

### 封建時代的後期

#### 後黎朝前期的興盛

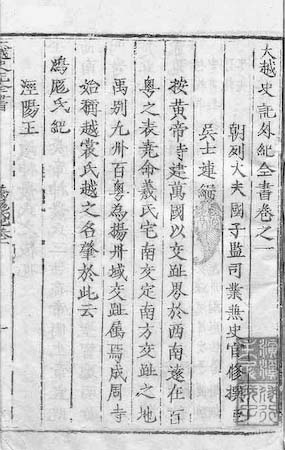
後黎朝史官吳士連參與編纂的《大越史記全書》

黎利击败中国明朝占领軍後，發佈《平吳大誥》，宣示其驅逐明人，復興國家的功業及建立政權的合理性。1428年（順天元年），黎利稱帝，是為後黎太祖（1428─1433年在位），國號「大越」，建立后黎朝。明朝亦冊封黎利及承认其政权，兩國訂立黎氏向明三年一貢之例，明朝不干涉越南內政，保持和好。黎利致力重建國家架構，設科舉選士為官，延請教師推動儒學，參照唐代刑律制訂法律，劃分全國為五道以作管治，向大臣及老弱孤寡分給土地，減少東都（即河內）守軍數目，遣返務農。但黎利性格多疑，殺戮功臣。
後黎朝傳至仁宗皇帝（1443─1459年在位）時，發生諒山王黎宜民（仁宗長兄）奪權事件，仁宗被弒，宜民登位（1459─1460年在位）。群臣因見黎宜民肆行殺戮，便將之推翻，迎立仁宗之弟黎灝為帝，是為聖宗皇帝（1460─1497年在位）。聖宗在位期間，對國政有多項調整。在全國行政上，改五道為十二道；在法俗方面，頒行《洪德律例》以完善法制，又規範國民風俗；頒授土地給百官當中有功或德才者，低給官員亦分得土地；改訂稅制；在軍事方面，聖宗下令勤習陣圖，訓練士卒，保持戰鬥力。聖宗的一系列治國措施，令國家「臻於鼎盛時代」。聖宗還多次對外征戰，中國史籍《明史》記載：「灝雄桀，自負國富兵強，輒坐大。」
後黎朝前期的百年間，對外軍事行動頻繁。對中國方面，後黎朝邊官時加侵擾其南部邊境，早在太宗時（1434─1442年在位）便侵擾安平州（在中國廣西省），聖宗時侵擾憑祥、上凍崗隴委、龍州（均在廣西）、欽州（當時屬廣東省）及廣東沿海，明廷甚為不滿，對越方一再告誡。而對南方的占城國（即占婆國），雙方自黎太宗時起相互入寇，到1469年（光順十年），占城進攻化州，黎聖宗出兵討伐占城。越兵於1471年（洪德二年），攻破占城，奪取其大部份國地，占城人只保有藩龍（即賓童龍）、古笪（即芽莊）等地，並須向黎廷入貢。此外，聖宗又對老撾、盆蠻（在今老撾東部及越南萊州、山蘿等地）用兵，奪取領土或迫使其入貢方物。
後黎朝前期，越南文化水準獲得提高。黎朝君主壓抑佛教及道教，重視儒學（理學），在教育和科舉制度上培養儒士任官，以及成為重要學者、詩人、文學家、史學家等等。在文學上，聖宗皇帝創立「騷壇會」，與臣下致力於詩作及詩評，遂蔚為文學流派。開國功臣阮廌以字喃寫詩，他的《國音詩集》收錄二百五十多首詩作。在史地研究方面，有阮廌的《輿地志》、史官吳士連的十五卷《大越史記全書》等重要著作。此外，在醫學、數學方面亦有所成就。在藝術方面，歌、舞、音樂從李、陳兩朝的基礎上發展，㗰劇、嘲劇達到一定水準，得到民眾歡迎。
聖宗去世後，憲宗（1497─1504年在位）仍能達至文治。但其後的威穆帝（1505─1509年在位）、襄翼帝（1510─1516年在位）都恣行暴虐及荒淫無度，先後被貴族大臣所殺。襄翼帝死後，官員因擁立新君人選問題而發生爭執，在京城內動兵相攻。各地有民眾蜂起作亂，起事者陳暠一度入侵京師，黎朝廷臣將之擊破，但又分成各派，互相攻伐。昭宗皇帝（1516─1523年在位）見局勢混亂，召武將莫登庸入京，鏟除各派，登庸乘機控制朝廷。昭宗圖謀討伐登庸，失敗外逃，登庸立昭宗弟椿為帝（是為恭皇，1523─1527年在位）。最終，莫登庸擒殺昭宗，並於1527年（統元六年、明德元年）逼恭皇退位，登基為帝，建立莫朝。然而莫朝建立時，未能有效管治全國，史稱當時「天下惶惶」，甚至有「群聚為劫黨」的亂象。

#### 南北朝

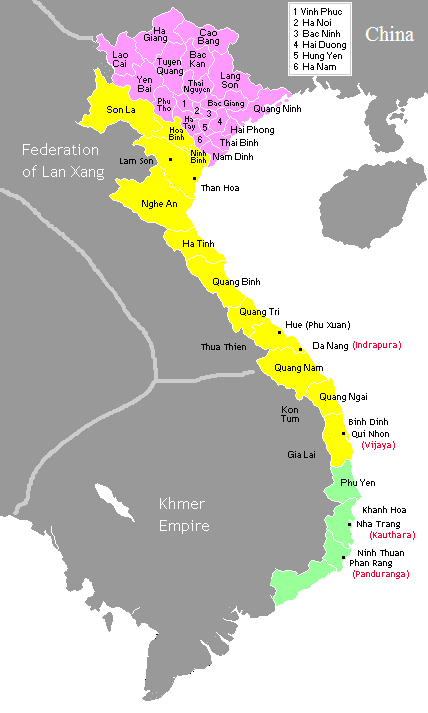
1540年形勢圖，粉紅色為北方的莫朝；南方的後黎朝（阮氏與鄭氏掌權）為黃色；綠色地區是占婆衰敗後的剩餘領土

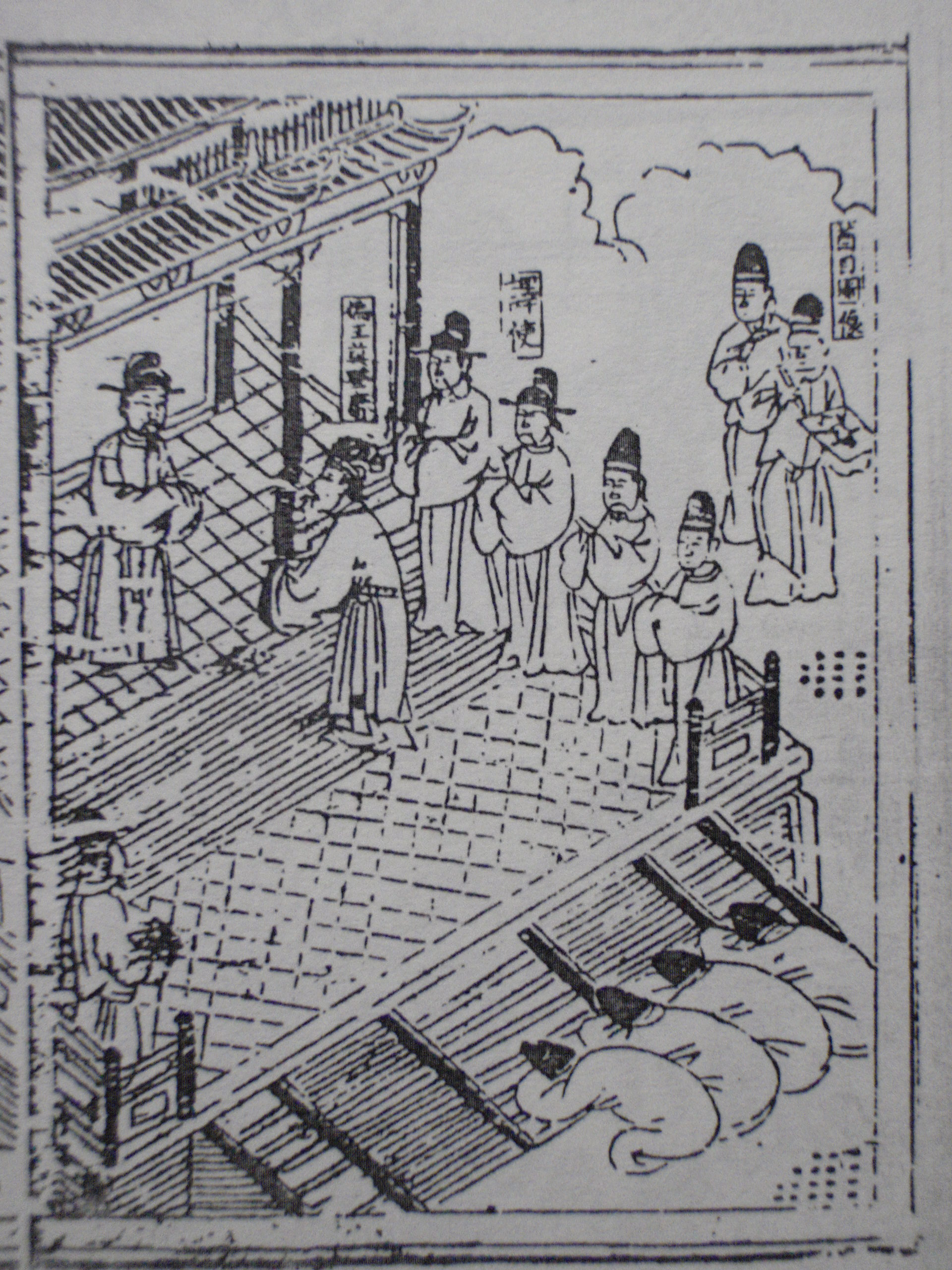
1540年，莫登庸親到中越邊境的南關隘迎見明朝使節，出降認罪及割地進貢。本圖出自《安南來威圖冊》，圖中稱登庸為「偽王莫登庸」

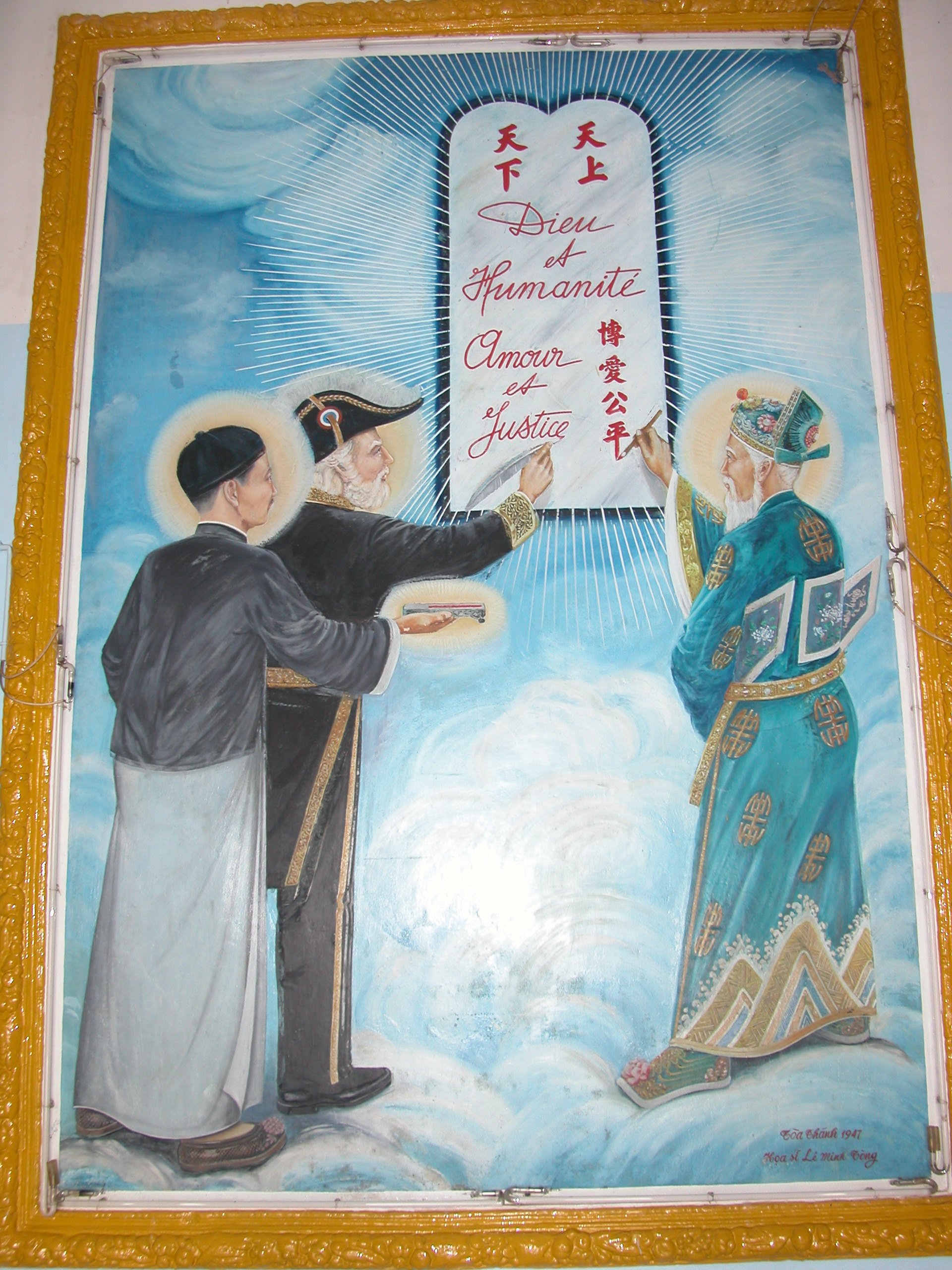
在越南哲學思想具重要歷史地位的南北朝學者阮秉謙（右一）

莫登庸（即莫太祖，1527─1529年在位）奪取黎氏帝位後，有鑑於長期以來「制度稍弛」，乃在兵制、田制、官制等方面作出調整，「倣各前朝官制，依例編補充之」。與此同時，中國明朝注意到莫氏代黎的政局發展，並有意恢復黎氏。登庸擔心明人興兵問罪，便向明人割讓歸順州（在今中國廣西）等地，又贈送金銀財寶，以博取和好關係。莫登庸為穩固權力，採用陳朝的太上皇制度，傳位於兒子莫登瀛（即莫太宗，1530─1340年在位），登庸本人仍操縱實權。但莫氏奪位引起效忠黎氏的清化守將阮淦（或作阮弘淦）不服，於1533年（黎元和元年、莫大正四年）擁立黎昭宗少子黎寧為帝，是為莊宗（1533─1548年在位），後黎朝恢復帝統。1543年（黎元和十一年、莫廣和三年），黎氏攻取西都清化。後世將統治清化以南的黎氏朝廷稱為南朝，統治山南以北的莫氏朝廷稱為北朝，此一歷史時期（1527─1592年）便被稱為南北朝。
北方莫朝長期處於內憂外患之中。黎氏朝廷及其支持者時常向明朝控訴莫氏奪權，如1533年，黎廷派使入明，控訴「莫登庸僭亂，竊據國城」；鎮守北部邊境宣光，忠於黎氏的武文淵亦在1537年（黎元和五年、莫大正八年），派人到明廷自述「與登庸相攻」，並提出「願待天兵（指明朝軍隊）南下」，一同攻莫。明朝遂有意對莫氏用兵。莫登庸有感難以抵抗，乃於1540年（黎元和八年、莫大正十一年）上書明朝，聲言自己害怕明朝出軍，願意「投降」及割讓土地。明廷便改安南國為「安南都統使司」，由莫登庸任「都統使」，讓莫氏統治安南。而南方的後黎朝名臣輩出，有阮淦、鄭檢（阮淦之婿）、馮克寬、梁有慶等人支撐。鄭檢招募豪傑，訓練士卒，儲備糧草物資，準備北伐莫氏。
南北朝雙方戰事頻繁，意在消滅對方。1559年（黎正治二年、莫光寶三年），鄭檢北伐，攻取多個地區，不料莫朝宗室將領莫敬典領兵直趨南朝首都清化，鄭檢見情況危急，唯有放棄佔領區，回保清化。1570年（黎正治十三年、莫崇康五年），鄭檢去世，莫敬典領兵南下，鄭檢之子鄭松指揮諸軍抵抗，莫軍不勝，糧盡而回。1573年至1583年年間，莫朝多次進攻南朝清化、乂安等地，但鄭松致力堅守，莫軍無功而回。因鄭松威權日盛，南朝黎英宗皇帝（1556─1573年在位）意欲鏟除，但反被鄭松所弒，改立黎維潭為新君（即世宗，1573─1599年在位），鄭松繼續掌權。1592年（黎光興十五年、莫洪寧二年），鄭松攻破北朝首都昇龍（即河內），斬莫朝君主莫茂洽（1562─1592年在位），後黎朝遷回舊都昇龍，北方莫朝終結。其後，鄭松掃蕩莫氏殘餘勢力。而莫敬用、莫敬恭等仍控制高平，後黎朝曾於1598年（黎光興二十一年）出兵高平，戰敗，同時因明朝調停，使高平成為莫氏及其擁護者的聚集地，其他地區的擁莫反黎活動亦逐漸減少。
南北朝時期，學術思想界有著名人物阮秉謙。阮秉謙為莫朝狀元，因不滿莫氏朝廷奸臣橫行和分黨結派，乃隱居辦學。他的學說將儒學（宋代理學）和道家思想互補互用，融合而成；對當時社會現象，阮秉謙常以易學裡的相生相克、機緣造化、陰陽變化等原理來作解釋，因此具有神秘色彩。阮秉謙在越南哲學、思想史具有相當影響力，後世對他有「安南理學有程泉（指阮秉謙）」、「誠南國至人哉」等評價。

#### 後黎朝後期及鄭阮之爭

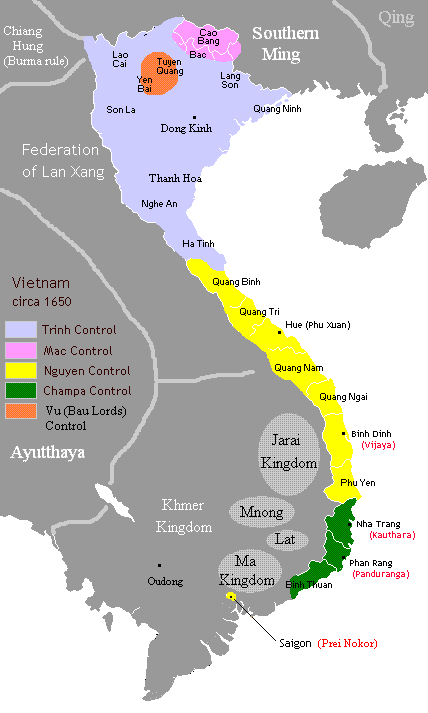
鄭氏（淡紫色部份）與阮氏（黃色部份）對峙形勢圖

1592年，后黎朝大將鄭松擊破北方莫朝，黎氏朝廷重返昇龍。此時鄭松權勢炙手可熱，自任「都元帥總國政尚父平安王」，掌握官吏任免、徵稅、抽丁、治民等權，地位世襲，人稱「鄭主」，黎皇只負責臨朝聽政及接見使節，後世史家以「黎氏為皇，鄭氏執政」來形容此一局面。越南南部则由阮氏家族控制，早在黎莫南北對峙期間，黎朝大臣阮淦之子阮潢因見鄭檢猜忌自己，便自請出鎮順化，時為1558年（天祐二年）。阮淦在順化積極經營，爭取人心，到日後發展成「阮主」政權。及後於1593年至1600年期間（光興十六年至弘定元年），阮潢協助鄭松掃蕩莫氏勢力，但仍被鄭松所忌，適值朝中官員紛紛征討鄭松，阮潢乃向鄭松詐稱協助討賊，乘機返回順化，派軍把守廣南，控制南方。阮潢又將女兒嫁給鄭松之子鄭梉，結成姻親，尋求和好，但鄭阮對峙之局已形成。

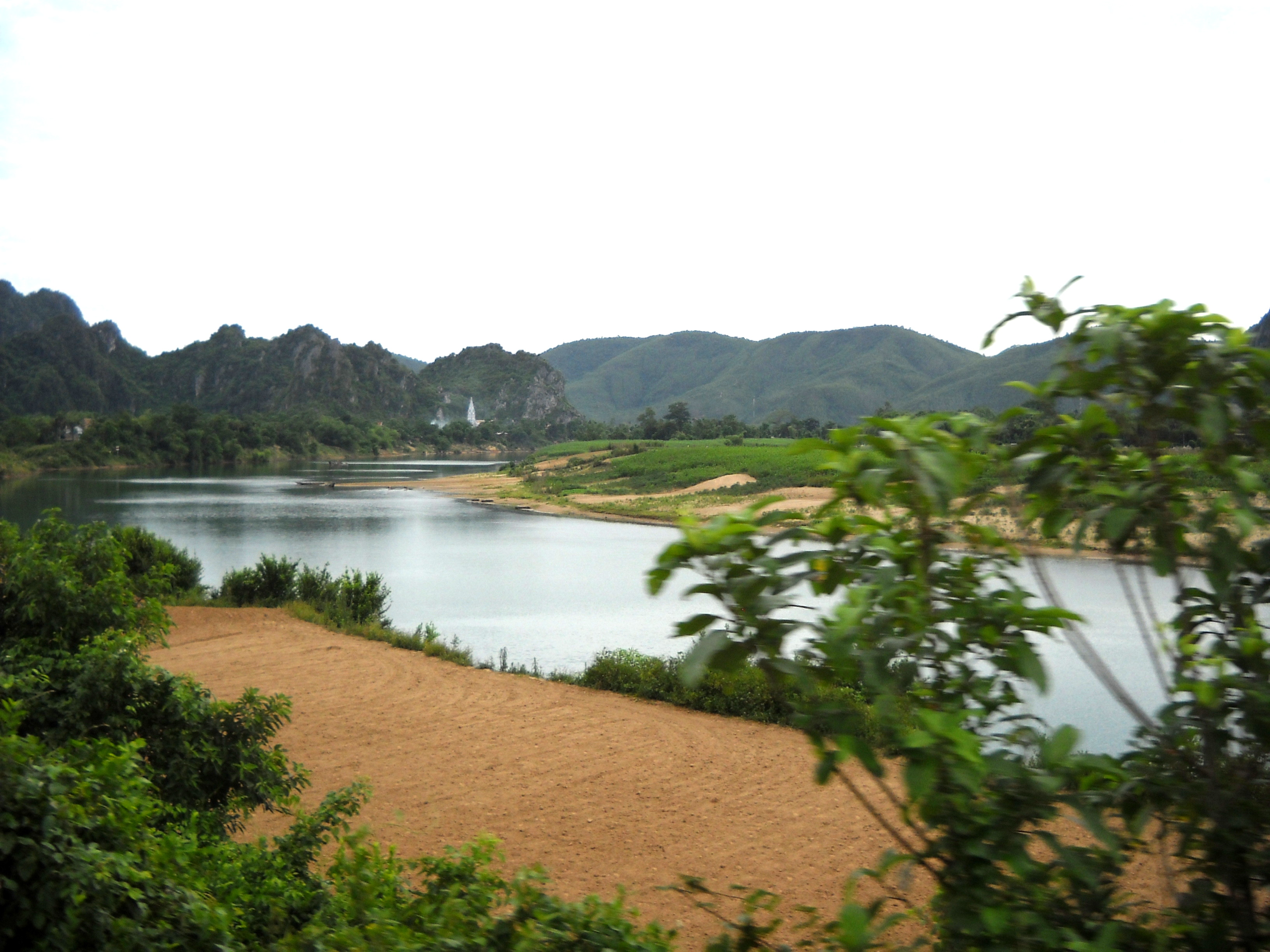
江，經鄭阮七次交戰後成為雙方交界

鄭阮兩派在1627年至1672年期間進行了七次交戰。第一次（1627年，永祚九年）、第二次（1630─1633年，德隆二年至五年）、第三次（1635─1643年，陽和元年至九年）及第四次（1648年，福泰六年）交戰，為鄭主策動南征，但都被方阮主擊退。其後阮主發動第五次交戰（1655─1660年），反擊鄭主，阮軍一度奪取蘭江（即大江）以南的奇華、石河等七縣，鄭氏將領鄭根等奮力抵抗，收復失地。第六次交戰（1661─1662年）中，鄭主鄭柞挾黎神宗皇帝南征，但未能獲勝，糧盡而回。第七次交戰（1672年），鄭主再挾黎嘉宗皇帝南下，但始終未能攻滅阮氏。最終，雙方劃定𤅷江為界，鄭阮各管一方之局遂定，史稱「自是南北弭兵」。
北方鄭主及南方阮主均致力經營其割據地。鄭主為求兵源穩定，採「優兵」和「一兵制」抽調兵丁，分別防守京師昇龍及各鎮，是為鄭氏重要基石。在官制、刑律方面依照後黎朝制度調整而成。在教育上仍重儒學，重定科舉規則，並特設「武學堂」。經濟方面按唐朝租庸調法而加以斟酌修改，另又開設多種稅項，開採礦產，鑄造貨幣，統一度量衡。鄭氏又肅清北部的割據勢力，1677年（永治三年），高平割據者莫元清參與雲南吳三桂反清，鄭氏乘其不暇襲取高平。與此同時，宣光鎮守將武公俊作亂，「一方之民為之騷動」，鄭氏在1689年（正和十年）得到清朝雲南總督協助，執獲武公俊。在18世紀，北部有多次反鄭事件，起事者包括後黎朝宗室、朝臣、農民等等，但都被鄭主所平。在對外方面，鄭主與取代明朝的清朝建立宗藩關係，雙方在1660年代開始互派使節，鄭主派使赴清朝貢，清廷冊封黎氏君主為「安南國王」。其後雙方持續友好，清朝康熙、雍正、乾隆諸帝，先後贈送「忠孝守邦」、「日南世祚」、「南交屏翰」的題字及扁額給黎氏朝廷，以示重視對越關係。

越南自1471年向南擴張的歷史進程，青綠色到淡藍色是廣南阮氏擴張的領土

南方阮主創設自身的統治架構。其政權有「三司」（差司、將臣吏司、令史司）及知縣知府等官署；阮主設立科舉，並親自主持；建立武備力量，整頓軍隊，設大炮鑄造廠、射擊場等架構；設立賦稅、礦稅、進出口稅等，以維持阮主財政。對外方面，阮氏政權在印支半島擴張，於1697年（正和十八年、阮福淍七年）略取占人所餘土地，設平順府 ，占城國至此滅亡。1698年（正和十九年、阮福淍八年），阮將阮有鏡奪取高棉（又作高蠻、高綿、高緜）轄下的湄公河三角洲，設置嘉定府以作統治，西貢（又稱柴棍，今胡志明市）等地遂入越南版圖。1708年（永盛十年、阮福淍十八年），高棉國所屬的河僊（又作河仙，今堅江省）領袖鄚玖向阮主稱臣。此外，阮主曾於1702年（正和23年、阮福淍十二年）遣使到廣東，請求清朝冊封，但不果。

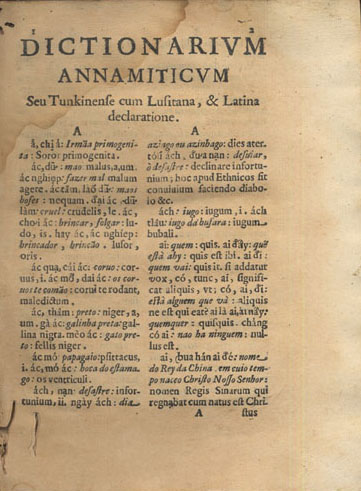
17世紀，西方傳教士創製越南的國語字

歐洲葡萄牙、法國等國的天主教耶穌會傳教士從17世紀初開始約二百年間，到越南進行傳教活動，代表人物有法國人亞歷山大·羅德。傳教士利用羅馬字製成越南國語字，加以使用，是為越南日後的重要書寫系統。17世紀下半期，歐洲天主教徒在㕊憲（即興安市）、會安等地貿易和布道，但鄭主、阮主均對布道活動加以抵制。與此同時，由於中國明清鼎革，大批中國移民湧入越南，鄭主在其治下地區要求中國移民遵守越南法律及風俗習慣，不能隨意改變居住地；南方阮主則較為寬鬆，讓移民入住、經商，並享有自管權，因而在順化、會安等地有「明鄉社」的出現。
踏入18世紀後半期，南方阮主政治敗壞。1771年（黎景興三十二年、阮福淳七年），歸仁西山邑發生阮岳、阮惠、阮侶兄弟起事（史稱西山起義），打擊阮氏政權。西山阮氏聯合鄭主，於1774年（黎景興三十五年、阮福淳十年）攻破富春（即順化），次年（1777年，景興三十八年）擊殺阮氏太上王阮福淳、新政王阮福暘，顛覆阮主政權，阮岳於1778年（黎景興三十九年、西山泰德元年）稱帝，阮主勢力剩下阮福映繼續抵抗。此時，北方鄭主政權亦呈現衰象，「將惰卒驕」，阮惠乃北征鄭氏，於1786年（黎景興四十七年，西山泰德九年）擊敗鄭軍，鄭主鄭棕自殺，昇龍落入西山阮氏控制之下。鄭槰繼位為末代鄭主，但與黎昭統帝（1787─1789年在位）內鬨，在位僅一年餘便出逃，鄭氏政權終結。昭統帝企圖恢復權力不遂，於1789年（昭統三年）逃入中國，後黎朝滅亡。

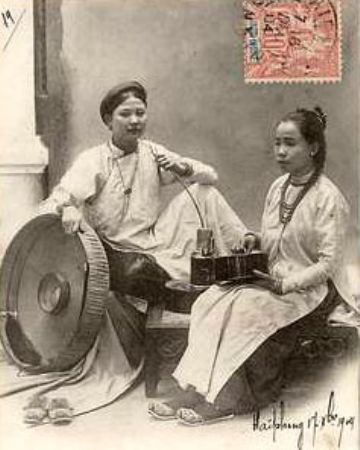
越南婦女傳統服裝越式旗袍，起源自阮氏政權治下的越南南方

後黎朝後期雖長時間處於分裂狀態，但文化方面仍有所發展。在文學著作方面，重要的有筆記小說《公餘捷記》（武方堤撰），該作品被譽為「篇幅大、思想藝術成就高，而且影響深遠」。此外有《傳奇漫錄》（阮嶼撰）、《皇越春秋》（作者不詳）等漢文小說。越南的傳統服裝越式旗袍，有學說認為源於阮氏治下的南方，因阮主為求區別北方婦女穿裙和南方婦女穿褲的習俗，乃命人加以設計，並融入中國旗袍和占族服裝風格，而形成此一服飾。

#### 西山朝

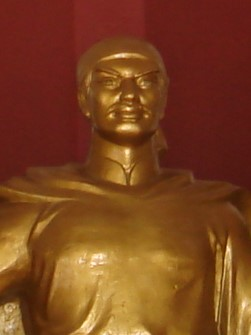
阮岳像

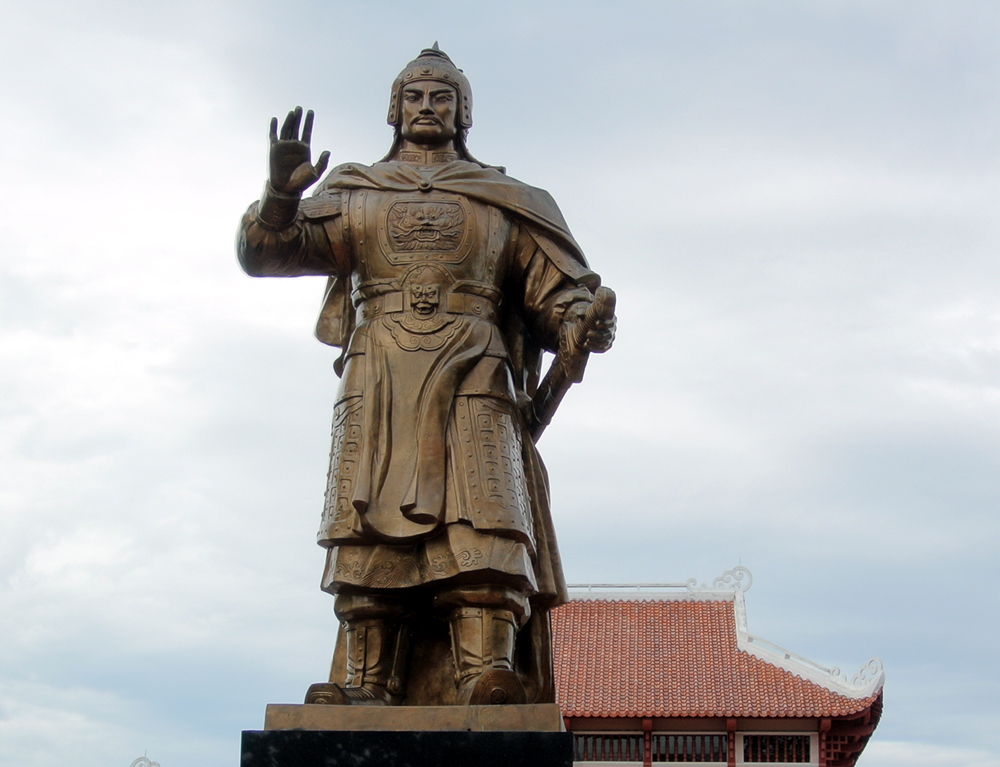
阮惠像

「西山朝」為18世紀晚期歸仁西山邑阮氏三兄弟所創。1771年（景興三十二年、阮福淳七年），阮氏兄弟发动起义，先後灭阮主、鄭主、後黎朝，橫掃全国。阮岳於1778年（黎景興三十九年、阮岳泰德元年）稱帝（1778─1793年在位），後又自稱「中央皇帝」，居於歸仁。阮惠亦於1788年（黎昭統二年、阮岳泰德十一年、阮惠光中元年）稱帝，駐於富春（順化），年號光中，故被稱「光中帝」（1788－1792年在位）。
西山阮氏政權討滅阮主、鄭主、後黎朝後，又陷於連番內外戰事當中。阮主政權雖已被滅，宗室阮福映仍致力對抗西山。1782年（景興四十三年、阮岳泰德五年），阮惠在嘉定府的芹蒢海口（今胡志明市芹蒢縣）迎戰阮福映，西山軍擊斃阮福映軍中的法籍戰船船主，戰勝舊阮軍隊。1784年（景興四十五年、阮岳泰德七年），阮福映得暹羅援助，與西山軍爆發瀝涔𣒱蔑之戰，阮惠率軍「水陸掩擊」，擊退暹兵。西山阮氏兄弟因內鬨而相攻，1787年（黎昭統元年、阮岳泰德十年），阮惠攻打阮岳，「直搗歸仁，圍之數月」，阮岳見形勢不利，在城上向阮惠「相向慟哭」，雙方講和罷兵。1788年（黎昭統二年、阮岳泰德十一年、阮惠光中元年），清朝乾隆帝因黎昭統帝前來求助，派兵入越，亦被阮惠擊退，乾隆帝乃下諭清軍「酌量情形迅速撤回」，阮惠亦有感清朝強大，不敢抵抗，就派使入清請求冊封，乾隆帝封他為「安南國王」。
西山朝的阮惠在治國制度上，設三公、三少、大司徒、大司寇、大司馬等中央官職，在地方上設鎮、縣；在科舉制上，阮惠命以字喃出題及作答；又編造人民簿籍，向人民派發「信牌」以作管理。

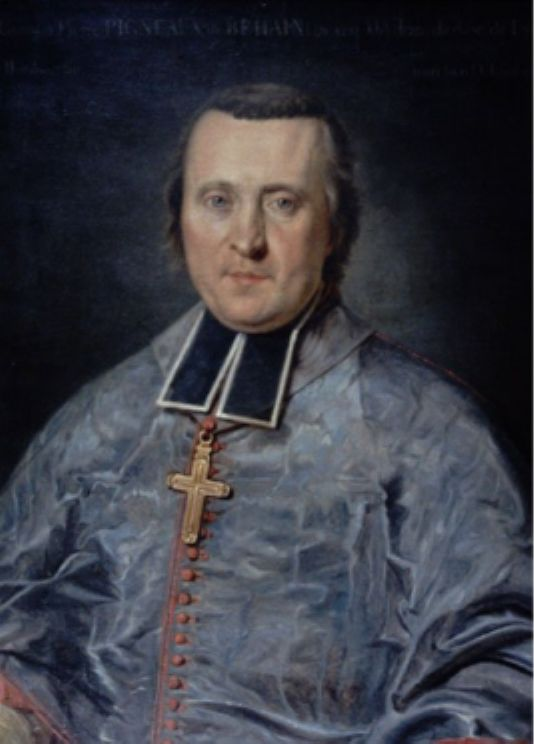
百多祿像

「舊阮」在阮福映領導下逐步爭奪越南政權。1787年，阮福映獲法國人百多祿協助，與法國政府簽訂《越法凡爾賽條約》，內容包括阮氏以割讓土地為條件，換取法國軍事支援，後來法國政府雖未有履行，但百多祿仍自行籌集人員及彈藥以助阮氏。1789年（黎昭統三年、阮岳泰德十二年、阮惠光中二年），阮福映奪取嘉定城一帶，在這裡發展農業、商業，整頓武備，以征討西山。而西山朝又發生內鬨，1798年（阮光纘景盛六年），阮惠之子景盛帝與阮岳之子阮寶不和，景盛帝殺阮寶。阮福映乘西山內部鬥爭，於1799年（阮光纘景盛七年）攻取歸仁，1801年（阮光纘寶興元年）擊敗景盛帝軍隊，奪取富春（即順化）。1802年（阮光纘寶興二年、阮嘉隆元年），阮福映在鎮寧之役重挫景盛帝，西山殘兵僅「什存其一」。阮福映乘勝追擊，連克清化、昇龍等地，擒景盛帝，西山朝亡。

## 阮朝

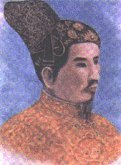
嘉隆帝阮福映像

1802年（嘉隆元年），阮福映灭西山朝即位，改年號為嘉隆（是為阮世祖，又稱嘉隆帝，1802─1819年在位），建立阮朝。
由於黎末以來的大動亂，社會殘破，嘉隆帝曾說「一切民情國計，籌畫方殷」，致力恢復經濟，重建封建架構，穩固政權。嘉隆帝釐定丁稅、田稅，在歉收之年可酌情寬減。在政治架構方面，嘉隆不設宰相，以六部管諸事，在全國各地分設二十三鎮及四營，每鎮挑選兵丁以作防務，君主委任親信擔任長官，稱為「五軍都統」。法律方面，嘉隆頒行《嘉隆法典》（即《皇越律例》），以維護社會秩序。此外又實施科舉，尊重儒學，獎勵學術，促進教育事業。明命帝時（1820─1840年在位）對中央及地方的官僚系統再作修訂，中央設內閣管領諸事，又效法宋朝樞密院及清朝軍機處而置機密院，處理重大政務，又劃定九品正從官制；改地方各鎮為省；對少數民族採取「流官制」，由朝廷派員監督酋長言行。阮朝自嘉隆帝便推行君主集權制，以「四不」為其統治模式，即不設宰相、不選拔狀元、不立皇后、不封賜王爵給皇族以外人士。立法、司法、監察、軍政、執法之權均操於皇帝。

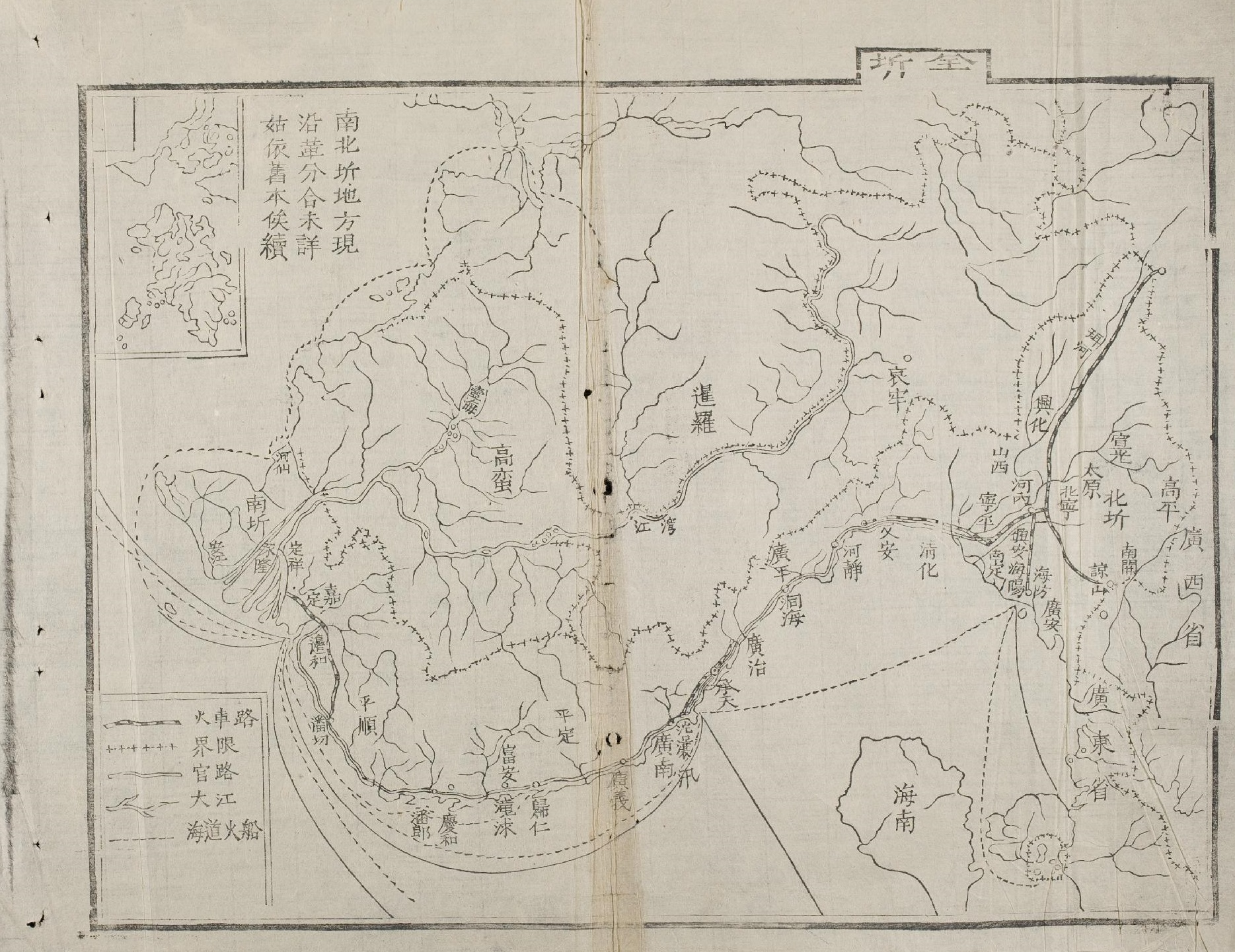
越南阮朝時期疆域（本圖以右方為北，左方為南。錄自《大南一統志》卷一 ）

外交方面，阮朝恢復與中國清朝的宗藩關係，與法國從交好到交惡，在印支半島則積極增加影響力。嘉隆帝立國之始，便派使到清，求封為「南越國王」，清朝嘉庆帝不認同「南越」二字，改封阮福映为「越南国王」，於是開始以「越南」為國名。詳情見下。
對於法國，因嘉隆帝曾在開國戰爭中求助於法人，故此阮朝初年優待朝中的法籍人士，並讓法國商船到越南貿易。但對於《越法凡爾賽條約》，嘉隆則稱法國政府並未履行為由而作廢。明命時，禁止歐洲傳教士在越南傳教，越法關係轉差，法人便對明命有所不滿，批評他「將法國人的恩惠拋之腦後，與歐州人為敵」。對印支半島上鄰國高棉（又有真臘、高蠻等名稱），阮朝繼承阮主時期的入侵政策，嘉隆時期便迫使其成為朝貢國，由阮廷冊封高棉國王。暹羅（今泰國）亦企圖干涉高棉內政，嘉隆乃派軍進駐高棉，由其親信黎文悅負責率領，又在南榮（即金邊）修建城池，以「讋服」暹人，達至阮朝「保護」高蠻的目的。到明命時改變高棉的行政區劃，使之同化於越南。此外，明命又與暹羅國爭奪老撾國土，經多次用兵後，阮朝將國界擴張至湄公河，與暹羅接壤。紹治帝時因南掌寇邊，阮廷採取「民聚地闢，邊備日完」的方針，在邊地增設官署，招募兵勇、土民、清國商人開墾該區及防範南掌。基於阮廷的積極經略，其領土有所擴張，史稱阮朝「奄有安南，一統輿圖，幅𢄙所暨，南抵暹、臘，北夾清國，東至海，西踰哀牢。」
對於外商及對外貿易，阮朝有相關措施。如據《大南實錄》載，嘉隆帝規定，外國商船在嘉定經商離開時，官府須對船上每人賣給一百斤米，代價為每人三緡錢。明命時，有意招倈外商，乃對外來商船酌量寬減稅項，以示「柔懷遠人」。

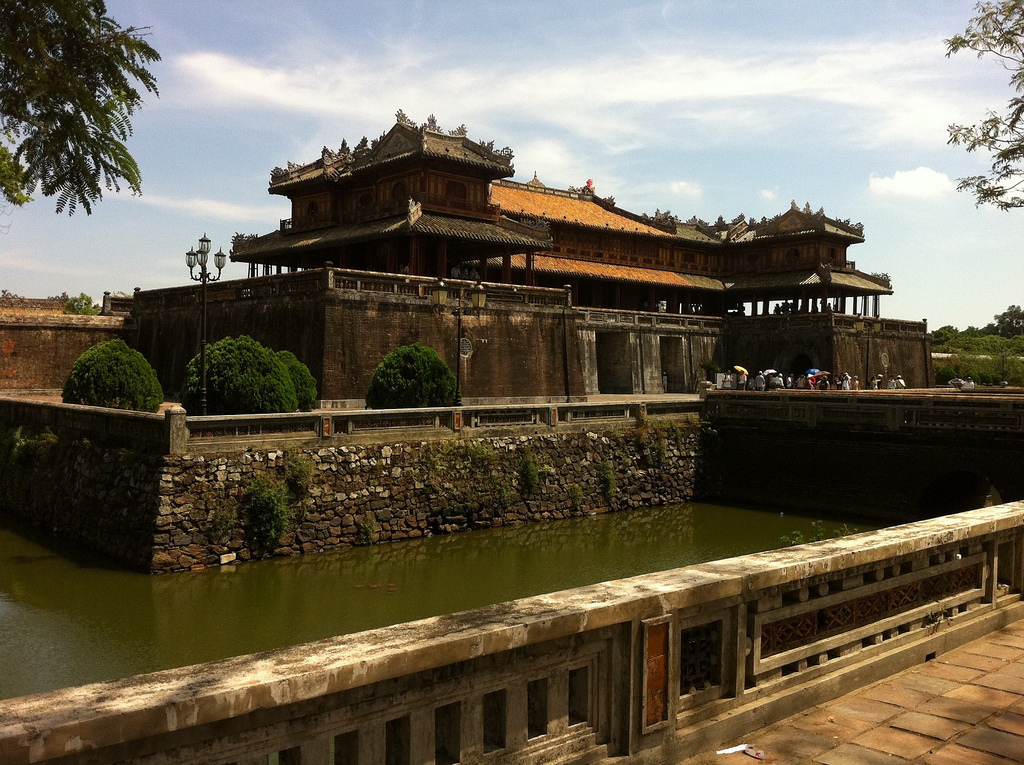
阮朝興建的重要建築物順化紫禁城

阮朝統治時期，文化發展蓬勃，當時士大夫自詡為中國文化的繼承者，甚至認為越南是「華」非「夷」。阮朝文學得到長足發展，代表作品有阮攸編撰的《金雲翹傳》，該作品運用字喃及越南獨有的「六八體」寫成，語言優美，在越南文學史佔重要地位。阮朝漢文小說盛行，出現多個類型的作品，著名的有歷史演義類《越南開國志傳》（阮榜中撰）、《皇黎一統志》（吳俧撰，吳悠續，吳任輯編），傳奇類作品《新傳奇錄》（范貴適撰），筆記小說類作品《見聞錄》（武貞撰）、《桑滄偶錄》（范廷琥、阮案撰），志怪類《慈廉縣李天王事跡》、《士王事跡》（作者不詳）等等。女性文學有著名詩人胡春香，其作品具有捍衞女性尊嚴、批判封建道德的思想。在史學方面，有《皇越一統輿地志》（嘉隆時修）、《欽定越史通鑑綱目》（嗣德時修）、每代纂修的《大南實錄》，以及潘輝注所撰的《歷朝憲章類誌》等等。在建築方面，阮朝國都順化京城（即富春）模仿中國北京城的規劃，皇宮紫禁城亦參考中國紫禁城興建，規模約為其四份之三，在後世被聯合國教科文組織列為世界文化遺產。
阮朝有多次民眾起事。據越共學者指出，起事原因有西山派報復、少數民族起事、農民遭剝削而不滿、黎朝舊貴族號召「扶黎」、封建派系矛盾等等。據統計，嘉隆年間（1802─1819年）有民眾起事五十次，明命年間（1820─1840年）有二百多次，紹治年間（1841─1847年）有將近五十次，嗣德年間（1847─1883年）有十次。當中較大型的有潘伯鑅起事（1821─1827年），從北圻發展到太平、南定、清化等地，明命調動中、北部各地軍隊才將之擊破；南部有黎文的起事（1833─1835年），一度佔據嘉定及南圻六省。這些起事雖終被鎮壓，但卻使阮朝統治備受打擊。

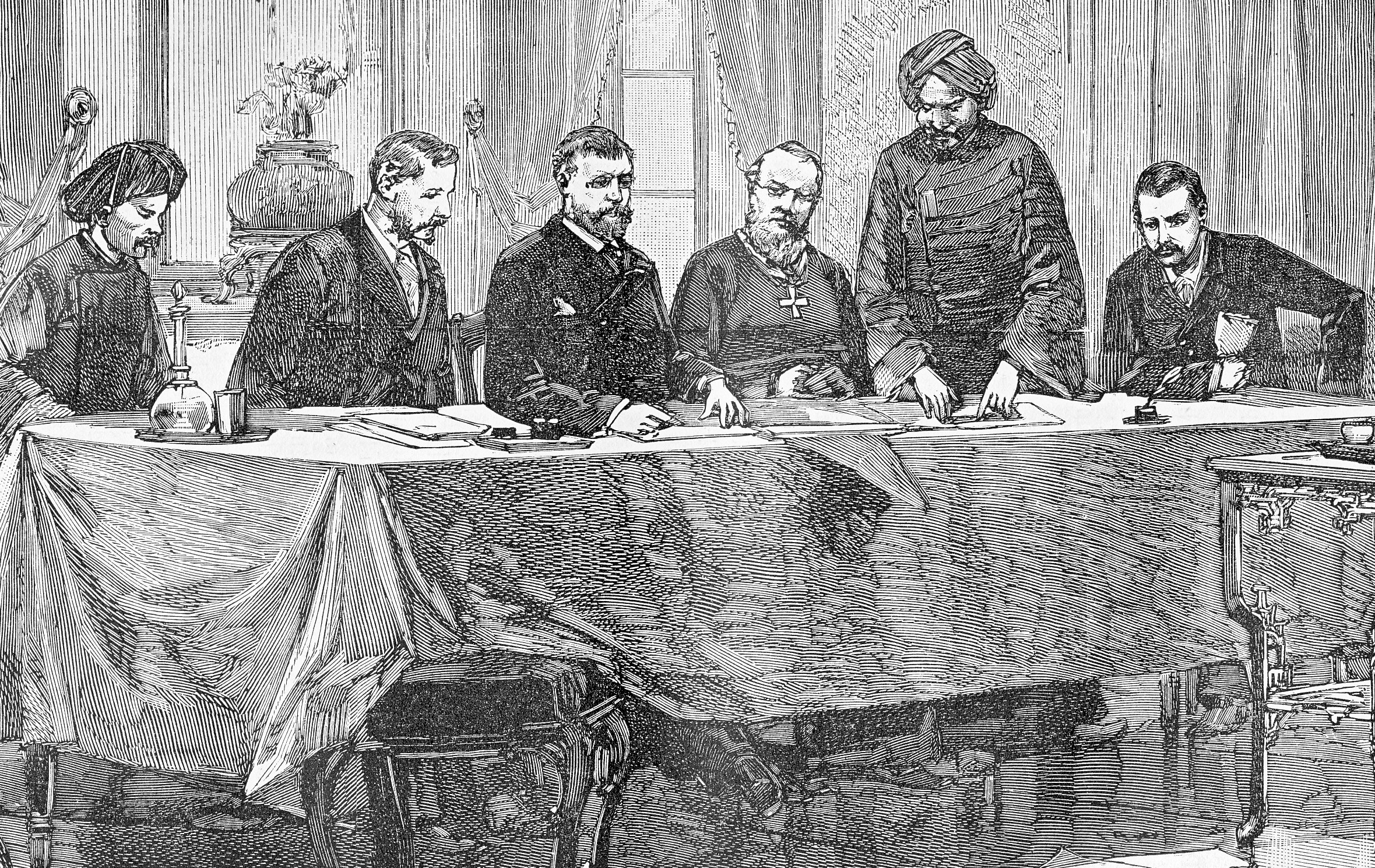
1883年，阮朝與法國政府簽訂《順化條約》

自中英鴉片戰爭爆發，西力東侵，阮氏朝廷也感到「夷狄猖狂」。明命以來法越關係轉差，阮朝遂遇上西方列強挑戰。1847年（紹治七年）農曆正月，法國派員到越南要求撤消禁教，當其艦隻駛到沱㶞時，以為越人有意施襲，於是開炮轟擊，擊沉越南戰船五艘。事後阮廷加強海防，在廣南設鎮洋七堡。同年，英國派軍艦到沱㶞，向阮廷呈交文書，但阮廷拒收，就在爭持之際紹治帝得病去世，嗣德帝繼位（1847─1883年在位）。嗣德年間，法國逐步進犯越南，從1856年（嗣德九年）起進攻沱㶞及嘉定等地，是為「法人取越南之濫觴」。1861年（嗣德十四年）法軍在對華作戰後全力進侵南圻。1862年（嗣德十五年），迫使阮朝簽訂第一次《西貢條約》，割讓邊和、定祥、嘉定等地給法國。在法國軍事壓力下，曾有改革志士阮長祚向嗣德提出學習西方技術、改善政府素質等方案，雖得嗣德帝注意，但遭朝中官員反對，並隨著阮長祚去世而作罷。1867年（嗣德二十年）法國出兵侵佔南圻西三省（安江、永隆、河僊），又於1873年（嗣德二十六年）攻陷河內，當時雖有中國黑旗軍劉永福援越抗法，在河內大敗法軍，擊斃法國將領安鄴，使法軍「膽破心寒」，但越南官員卻態度消極，正如越共史家陳輝燎指出：「法軍前進到甚麼地方，那裡的阮朝官吏就望風歸降。」1874年（嗣德二十七年），越法簽訂第二次《西貢條約》，其內容為法國承認越南的主權及獨立，而阮朝須承認整個南圻為法國領土，並開放河內、施耐汛（即歸仁市）等地為通商口埠，法人既奪得領土，又取得在越南境內來往、經商之權。1882年（嗣德三十五年），法國再次出兵，攻打河內，次年（1883年，嗣德三十六年、協和元年、建福元年）佔領順安港，迫使阮朝簽訂《順化條約》，承認越南為法國保護國。就在阮氏朝廷向法人節節退讓的同時，清朝與法國就越南問題展開中法戰爭，越南境內亦掀起激烈的反法鬥爭。

## 法占越南時期

#### 中法越南之戰

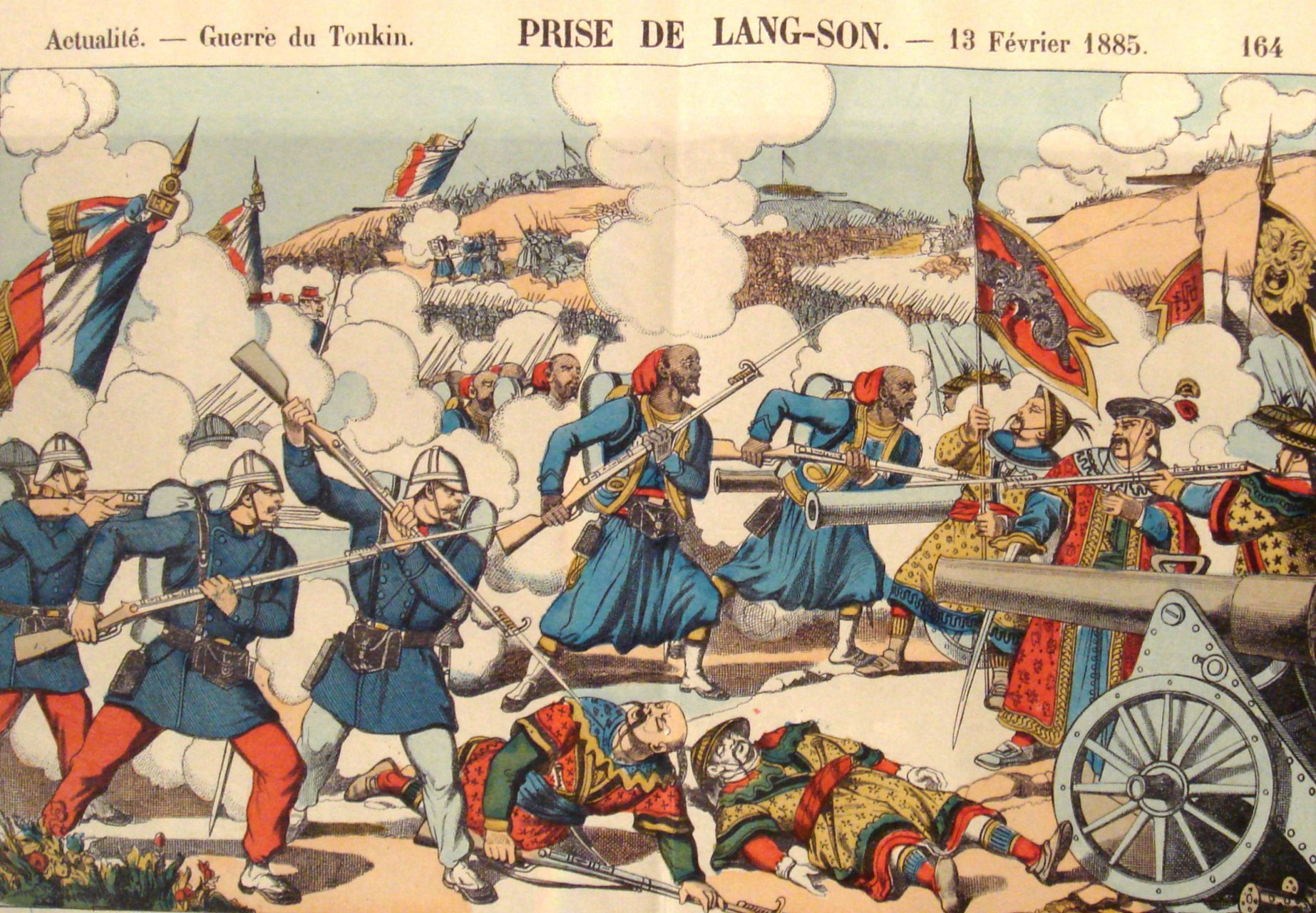
清法雙方軍隊在諒山鏖戰

法國意圖在印支半島（即中南半岛）爭奪殖民地，控制整个越南，為此與越南宗主国清朝爆发了清法战争（1883年至1885年）。早在1882年（嗣德三十五年）法國攻打河內時，阮廷就派員到中國求援，清朝派軍進入北圻的北寧、山西等地，並有黑旗軍協助越人。第一次《順化條約》簽訂後，順化阮氏朝廷指示北圻官員不許抗法，但北圻官員不甘，而決心與中國軍隊抗法。中法戰事爆發後，1883年（嗣德三十六年、協和元年、建福元年）年底，法軍在山西擊退黑旗軍，次年（1884年，建福二年）年初在北寧擊敗清軍，又派軍艦到臺灣基隆作偵察活動，清廷為求與法國「永敦和好」，乃派大臣李鴻章與法方簽訂《中法簡明條款》，清廷願意撤軍及放棄干預法越事宜。法人又與順化朝廷簽訂第二次《順化條約》，重申越南為法國保護國。但不久清法雙方軍隊再起衝突，是為「觀音橋之戰」（又稱「北黎事件」或「北麗之戰」），戰事再起。法軍從海上進攻，重挫清朝福建艦隊，次年初（1885年，咸宜元年，同慶元年）攻至臺灣基隆、澎湖等地。在陸上，清軍一度失利，但老將馮子材於鎮南關之役大敗法軍，法軍見清軍數量大、自身彈藥已盡而撤出諒山，此戰失利令法國茹費理政府「不再有多數的支持」而下台。然而清廷無意持續戰事，據當時在中國任官的英人赫德披露，清廷「始終不願戰爭，準備談判」。清法兩國遂簽訂《中法停戰條件》，同意履行《中法簡明條款》及「即行停戰」。清廷指示中國軍隊因條約已訂，且雖在北圻獲勝但澎失臺危，故必須撤回。越南從此不屬中國朝貢國，歸法國統治。

#### 反法勤王活動

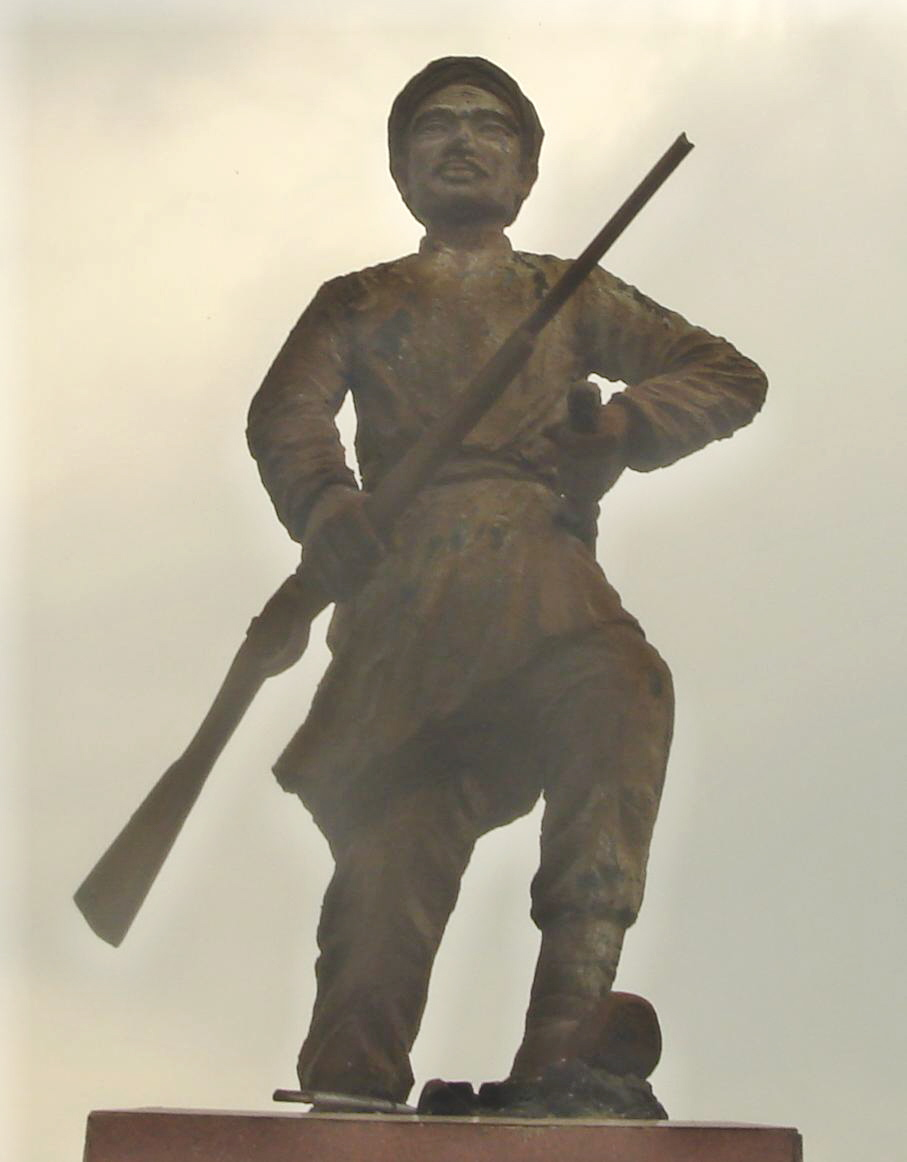
勤王運動的參與人物之一潘廷逢

法國奪取阮朝主權之際，越南朝野爆發勤王運動。1885年，阮朝宗室將領尊室說與咸宜帝離開順化抗法，頒布詔書呼籲國民「勤王一念，率普同然」、「殲仇敵愾，誰無是心」，反法鬥爭蔓延「南北兩圻諸省」。咸宜帝終在1888年（同慶四年）失敗被俘，各地民眾仍有起義，聲勢浩大，如范澎等領導的巴亭起義（1886─1887年）、阮善述荻林起義（1885─1889年）、宋維新雄嶺起義（1886─1892年）、潘廷逢香溪起義（1885─1896年）等。越人的勤王運動雖激烈，但缺乏領導組織，且地域及派系分散，而法國殖民政府為平息起義，成立鎮壓機構、建立兵營、組成軍隊（越共著作稱之為「偽軍」）及稅務所，以調整自身實力。最終，各地起義軍被法國殖民政府所鎮壓。

#### 法國殖民統治
法國殖民政府的統治架構，初期的最高長官為總監督（Résident-général，又譯統監、欽使大臣、總公使），駐在順化，其下有北圻設統使、中圻設欽使。1889年（成泰元年）廢總監督，改為在南圻設統督、北圻設統使、中圻設欽使，各圻有不同的統治制度，分而治之。在階級制度上，藉著封建地主管治人民。法國佔領越南、柬埔寨、老撾後，於1887年（同慶二年）合併三地為「印度支那聯邦政府」，對柬、老進行「越南化」政策，派駐越籍官員及軍警，又鼓勵越南人移民到柬、老。在軍事上，起用越籍士兵，充當正規軍及地方軍。越共學者指出這是「以越南人打越南」，且越籍士兵薪金較法籍士兵少，可減省經費，並有效補充兵員。
在文化政策上，殖民政府於1906年（成泰十八年）起在鄉村推行小學教育，以越南國語授課，但當時越南民眾仍較多接受私塾教育。1910年代，廢除科舉。殖民政府進行東方學研究，1899年（成泰十一年）在河內成立法國遠東學院，對印支古代文化，如高棉、占婆的研究都有所成就。此外，有部份越南民眾在法國殖民統治下，養成抽鴉片、酗酒的習慣。
在社會經濟方面，殖民政府發展水電及交通運輸業，號召法國資本家到印支投資經營，但著重商品輸出而非資本輸出，因而工業、商業發展並不發達。殖民政府在越南開採的資源，如北圻的煤、南圻橡膠，大部份輸出到外地或法國，只有很少供給印支本地使用。越南大片土地被殖民政府透過掠奪和強迫買賣等方式奪得，以成立莊園或轉給親法的官僚地主。學者指出這是「沿用封建剝削方法，盤剝越南農民」。此外，當時越南人須承擔相當繁多的稅賦。
殖民政府為便於輸送貨物和原料，進行多項交通建設，如南圻巴色河、同耐河和北圻紅河、太平河的內河航道、西貢─美萩鐵路、河內─諒山鐵路、河內─榮市鐵路、沱㶞港─東河鐵路、西貢─芽莊鐵路、滇越鐵路等，由法國資本家獨攬經營。當中較有名的滇越鐵路，據法國人記述，其修築目的是法人看到中國雲南資源豐富，便有意「利用印度支那殖民地的地理優勢策劃進入雲南的通道」。

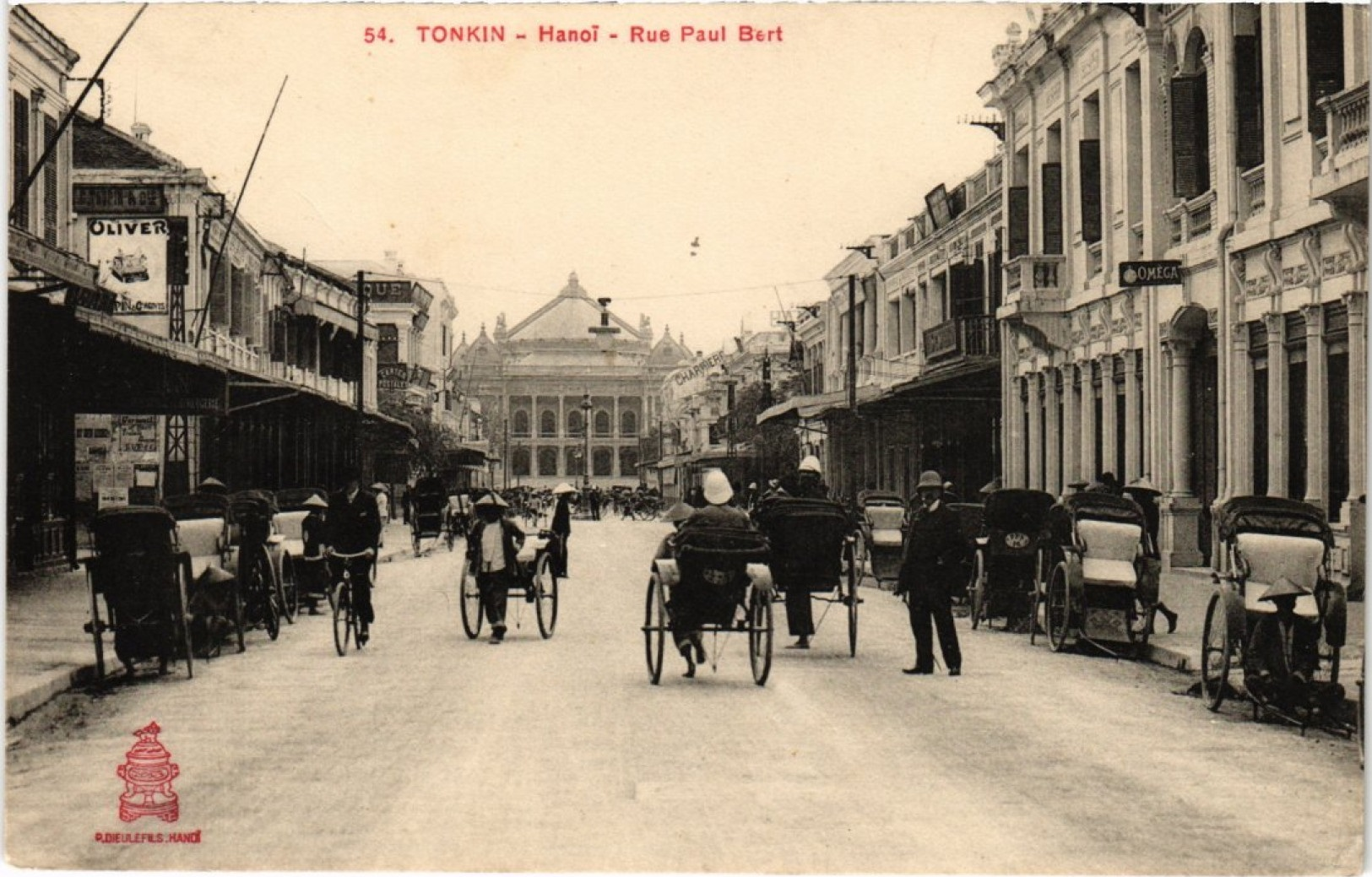
法國統治時期的河內

在法屬期間，越南社會面貌有所變化。越共史家指出當時的發展：「在農業經濟落後的同時，新的資本主義的生產基礎出現了。城市的面貌煥然一新」；「由於交通比過去方便了，各個市鎮的商業也繁榮起來了。」在大城市，可見到西方文化及新事物傳入，據法人記錄，西貢有大型酒店、教堂、現代化劇院等設施，河內有甚具規模的新商場，「可與巴黎的大商場媲美」。

#### 革命持續發展

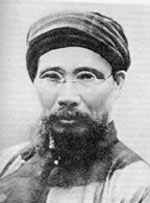
潘佩珠像

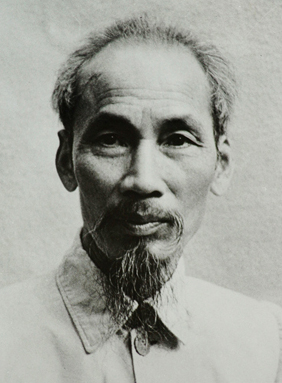
胡志明像

雖然19世紀晚期的勤王運動失敗，但越南民眾仍不甘於法國統治。時人對殖民政府多所抨擊，指責政府上下人員為非作歹；殖民政府政策未能利民，相反是搜刮民財；越南人民備受酷刑、重賦、知識閉錮之苦。越南民族主義份子在海內外進行反法活動，代表人物有潘佩珠及胡志明。潘佩珠科舉出身，1904年（成泰十六年）組成維新會，希望建立君主立憲政體，1905年（成泰十七年）起流亡海外尋求協助，撰寫《越南亡國史》一書，後遇到孫中山，研究革命方法，成立越南光復會等組織，策劃革命，1925年（啟定十年）潘佩珠在上海被捕，法國殖民政府將之押回越南及終生軟禁。。胡志明早年到國外接觸共產主義，1924年至1927年（啟定九年至保大二年）期間在中國廣州透過《革命之路》及《青年報》等書刊，把馬列主義傳到越南。1930年（保大五年）受蘇聯共產國際委託，在香港组建越南共產黨（後曾改名印度支那共產黨、越南勞動黨），提出「打倒法帝國主義、封建主義和越南的反革命資產階級」，和「使印度支那完全獨立」等口號。

### 第二次世界大戰時的越南

#### 日軍進佔越南

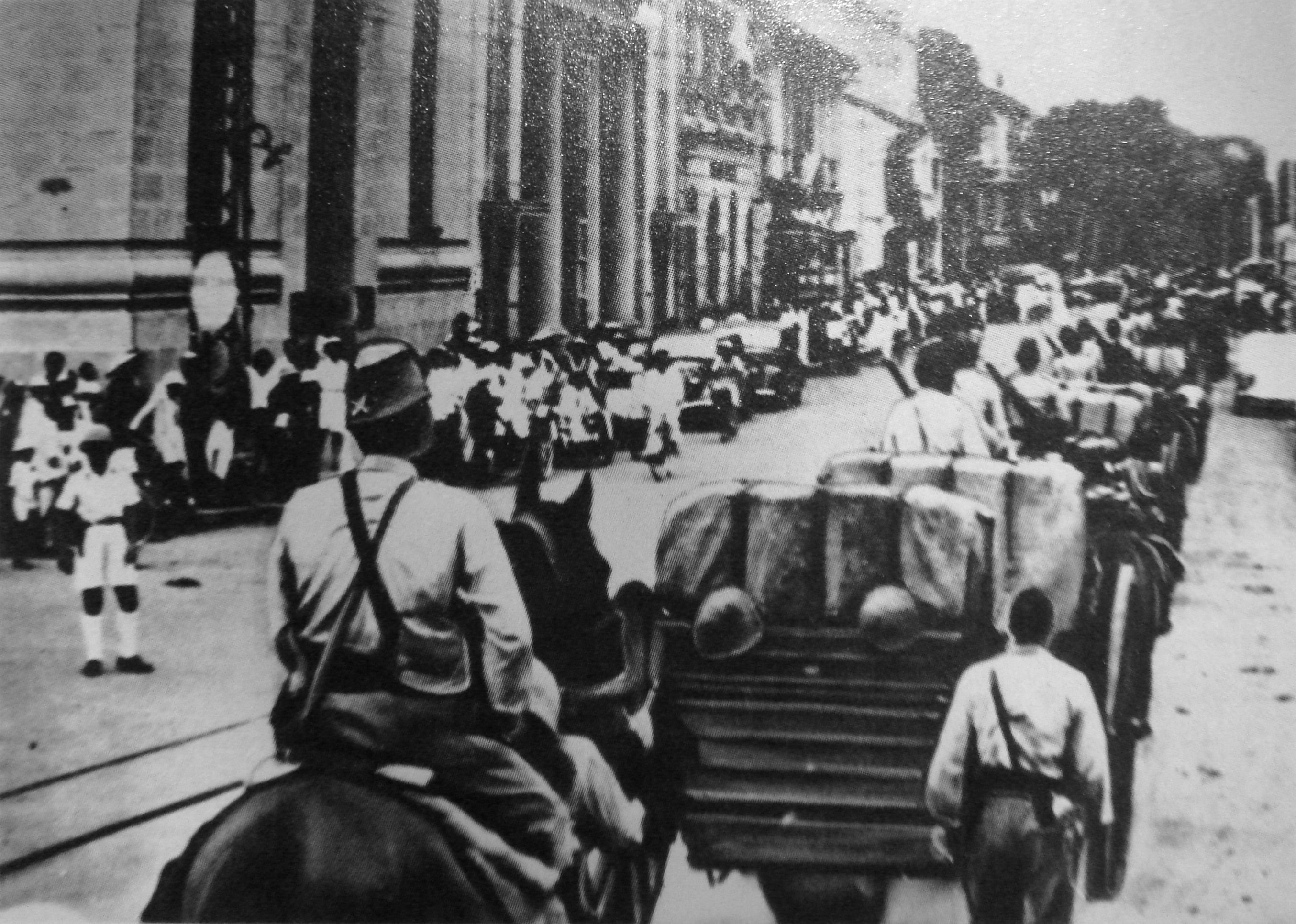
日本軍隊進駐西貢

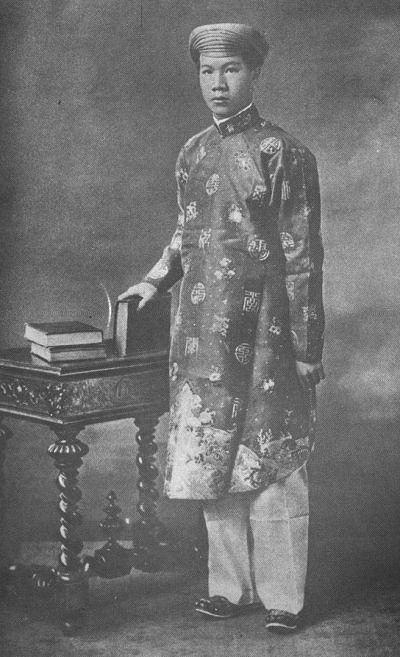
保大帝像

二次世界大戰期間，越南捲入戰爭當中。當時侵掠中國的日本軍隊，覬覦東南亞印支一帶的橡膠園、油田等資源，並為了阻截英、美透過法屬印度支那運軍需品給中國，便欲使印支置於自己控制之下。而法國在二戰初期被德國攻佔，印支殖民政府亦力量薄弱，日本便趁機進軍。起初，日本在1940年（保大十五年）向殖民政府提出停止運送物資給中國重慶政府、允許日軍經越南北部調兵入華南、駐軍在東京（北圻）等要求，殖民政府自知難以抵抗而順從，但日軍仍於該年9月進襲諒山，擊敗法軍，殖民政府不敵，只得讓日本在印支據有支配地位。殖民政府的處境，正如越共史家陳輝燎的說法，是法國已向納粹德國投降，既想「死死抓住印度支那殖民地」，又向日本節節退讓。此後數年間，印支本土民眾、法國殖民者，及日軍三方處於互相制衡的狀態。
日軍取得支配地位後，為達到其戰事需要，在越南大規模搜刮糧食，並將大片農地改種蓖麻和各類可用於軍需的纖維植物（如棉花、黃麻、桑樹、苧麻等），造成嚴重飢饉。日本的入侵激起越人反抗，印度支那共產黨於1941年（保大十六年）組成越南獨立同盟（簡稱「越盟」），旨在推翻法、日的統治。1942年（保大十七年），印支共產黨主席胡志明在中國境內聯繫抗日革命者時，被重慶政府所捕，囚禁一年餘，其間寫有詩集《獄中日記》，當中詩文如《讀蔣公訓詞》裡的「百折不回向前進，孤臣孽子義當然」，反映了其思想感情。1944年（保大十九年），越盟得到美國承認，站在盟軍一邊，越盟負責提供情報，盟軍給予武器支援。

#### 三九政變及八月革命
1945年（保大二十年）初，日本在菲律賓戰況極為不利，擔心法國殖民當局會協助美、中進入印支，且發現有法國官員向盟軍提供情報，遂策劃政變鏟除法國勢力。3月9日，日軍在印支各地同時進攻法軍，是為三九政變。據法國政要戴高樂憶述，他先前就預見日方會突襲，並「希望在印度支那打起來」，因為這有助法國日後討價還價。最終，日軍奪取法屬印支，支持阮朝保大帝成立「越南帝國」，由陳重金（即陳仲金）任總理，實由日軍操縱。但日人未能建立完整的統治機構，使越南共產黨可乘機發展勢力，日本學者白石昌也指出：「排除了法國殖民地支配者及其軍隊之後，獨立同盟的活動比以前更加自由，勢力顯著伸展。」同年5月，越共組成越南解放軍，由武元甲等擔任司令部工作。越盟擁有武裝後，在北部地區積極活動，據日本二戰軍人服部卓四郎記述這使日軍第38軍對美軍作戰時「備受牽制」。8月，日本宣佈投降，越盟發表呼籲國民趁著日軍瓦解之際，發動總起義將之推翻，是為「八月革命」。9月2日，越共宣佈越南民主共和國獨立建國。

## 南北越對峙及越戰

#### 法越戰爭及南北兩越之形成

1954年的日內瓦會議

1945年「八月革命」，胡志明在河内發表《獨立宣言》，宣佈越南從「日寇」奪回政權，現要廢除君主制、脫離法國統治，建立越南民主共和国（即北越）。但越南民主共和國政府未能有效控制全國。盟軍在二戰結束後，決定由中華民國接管越南在北緯16度以北地區，以南由英國接管，其後法國有意重建殖民統治，回到南越。
在此同時，儘管中國國民政府成為同盟國代表，前來解放日佔越南，北越民族主義高漲的情況下反中情緒濃厚，認為可先利用與法國合作擺脫中國勢力，而法國戴高樂政府並不願承認北越獨立，但基於合作需要，乃與北越在1946年3月達成妥協，法國容許北越是印度支那聯邦、法蘭西聯邦內「擁有自己的政府」國家，而北越則允許法軍前往河內取代中國軍隊，並在將來透過投票決定法軍應否撤出越南。
其後法國態度轉趨強硬，更在1946年11月底砲轟海防，法越戰爭（又稱「第一次印度支那戰爭」）遂告爆發。1949年，法國支持保大帝成立政權，獲得美、英承認。北越則得到中華人民共和國大量支援。1950年，北越在越中邊境戰役擊敗法軍，擴大和鞏固了越北根據地，又在中、南部打擊法國勢力。1953年11月，北越軍攻取西北部的萊州，法軍將領納瓦爾派援軍到奠邊府支援，但這些部署，有分析指「平白把精銳部隊擺在遠離任何戰略意義的位置，浪費了可用之兵」，而且法軍並未料到北越軍配備了中共的大炮，因而低估敵手。此時，美、法、蘇、中、北越等國為解決紛爭，在1954年初召開日內瓦會議，中共提議北越先在奠邊府爭取軍事勝利，以便在談判中佔優。3月，北越軍在奠邊府攻擊法軍，是為「奠邊府戰役」，到5月北越軍控制當地，法軍投降。戰後，各國在日內瓦會議上達成協定，同意在越南中部劃分軍事分界線「一七線」、尊重越南獨立統一及舉行全國選舉。美國總統艾森豪威爾在法國失敗後，發表「多米諾骨牌理論」，認為共產主義陣營在印支得勝後將會擴展勢力，威脅日本、印尼等地，美國不得不介入。南方保大政權的內閣總理吳廷琰亦以其親美抗共的方針，獲得美國政府支持。1955年10月，吳廷琰罷黜保大，成立越南共和國（又稱為南越或西貢政權），出任總統，拒絕舉行全越大選，法、英、蘇等國亦不再堅持大選，美國則支持吳氏立場。越共對南方事態發展甚為不滿，聲稱要「大力展開鬥爭」。

#### 北越概況
越盟與社会主義國家關係密切。1949年中國國共內戰期間，越盟本著「助人如助己」的方針，派軍到廣西配合中國共產黨作戰。中國共產黨建立中華人民共和國後越共便發出電賀，賀文稱兩國是「數千年歷史的兄弟關係」，要共同「保衛世界的民主和持久和平」。越盟從中共取得武器援助，擊敗法國控制越南北部。並得到蘇聯、東歐共產主義各國承認其政權。在國內施政方面，越共進行土地改革，廢除封建土地所有制，分配土地給農民，要求曾超額徵收佃租的地主按時還租。但因政府中不少幹部人員能力及經驗不足，加上政策對部份地主處置不當，一度出現混亂，北越政府乃加強培訓幹部及糾正謬誤。50年代後期，礦工業、商業部門都基本上被國有化，大規模的栽培園收歸國有，土地大多數歸農民私有。60年代，為防止農村出現資本主義及有效分配資源，而設立互助社、合作社等單位，使農業發展集體化。在文化思想方面，北越在1956年展開「百花齊放」，讓知識份子評論政府施政，但到1958年開始禁制批評言論。在教育方面，北越有鑑於越南文盲人口高，佔全國95％，便設立平民學務司推行教育，鼓勵人民「首先要能寫國語字，才能參加建設國家的工作」，務求大力掃盲。其效果據北越政府總理范文同在1970年所述，當時的北越已擺脫文盲狀態，每三人就有一人上學，大學生在該年約有76000人，比「舊制度」時整個印支增加120倍。

#### 南越概況

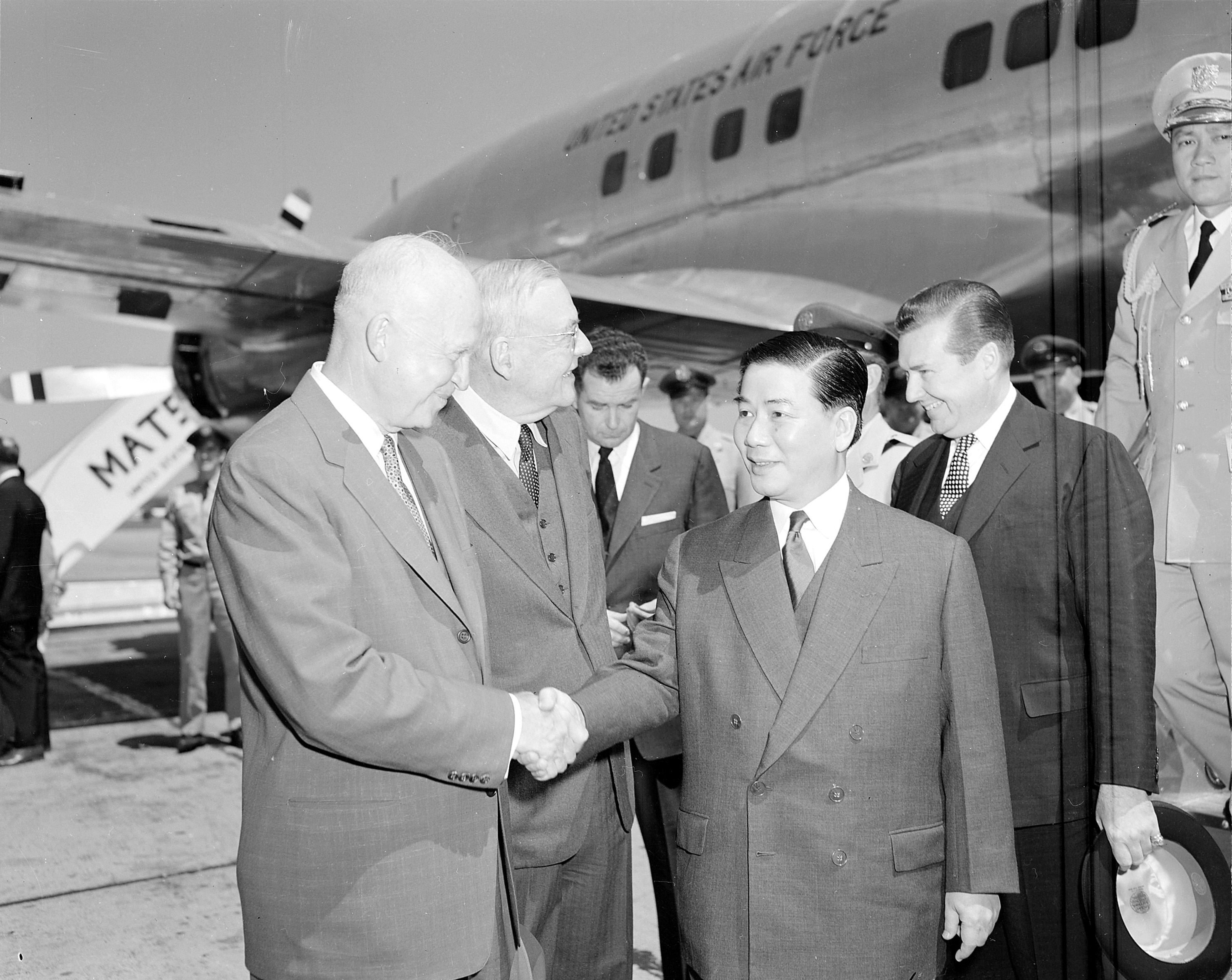
南越總統吳廷琰（或訛作「吳庭艷」）會見美國總統艾森豪威爾

南越在吳廷琰主政時，積極爭取外國支持。吳氏曾說：「一切毁譽，我都不把他放在心中。……但，國際友人應該正視南越的實際政治，勿為謊言所惑。」從1957年起，吳氏進行連番外交訪問，走訪美國、泰國、澳洲、南韓、印度等多個國家，尋求與國，提高南越國際地位。統治臺灣的中華民國政府亦獲南越政府邀請，派遣「中華民國駐越軍事顧問團」，協助南越政府建立政戰制度。而南越的盟友當中較重要為美國，艾森豪威爾總統曾致信吳氏，承諾美國會援助南越，並能「更有效地運到越南，以及更有助於越南政府（南越）的繁榮和安定」。1955年至1959年間，美國對南越投入10億美元的軍事、經濟、技術、物資援助及派出軍事顧問，協助建立美式軍隊。但當時的南越吳氏政權具有「家族政府」色彩，對異己、異教徒（天主教以外宗教）加以取締，因而危機四起，1960年開始有軍事政變及遊行示威。1963年，發生佛教徒危機，順化發生陸軍動用化武鎮壓民眾的動亂，西貢亦有釋廣德法師自焚抗議政府、查抄舍利寺等事件，但政府仍態度不仁，這同時引發南越民眾和美國對西貢當局的不滿。同年11月，再有軍事將領發動叛變，吳氏被殺，美國亦在兵變前的243號電報中表示了不阻止政變的立場。事後，各派將領相繼奪權，最終由將領阮文紹上台，並於1967年獲選總統。
貪腐問題進一步削弱了南越國力。據前南越領導人物阮高祺憶述，當時賄賂行為相當公開，這些財富最終卻「溜進吧女、女鴇、綁票者、藥販子的口袋中去了」。因貪污腐化之風持續盛行，令社會矛盾日益尖銳，政府威信受到質疑。南越政府管治困難的同時，還有由北越組成的越南南方民族解放陣線（亦譯作「全國解放陣線」，簡稱「民解」），策劃行動，對抗南越政府。

#### 越南戰爭

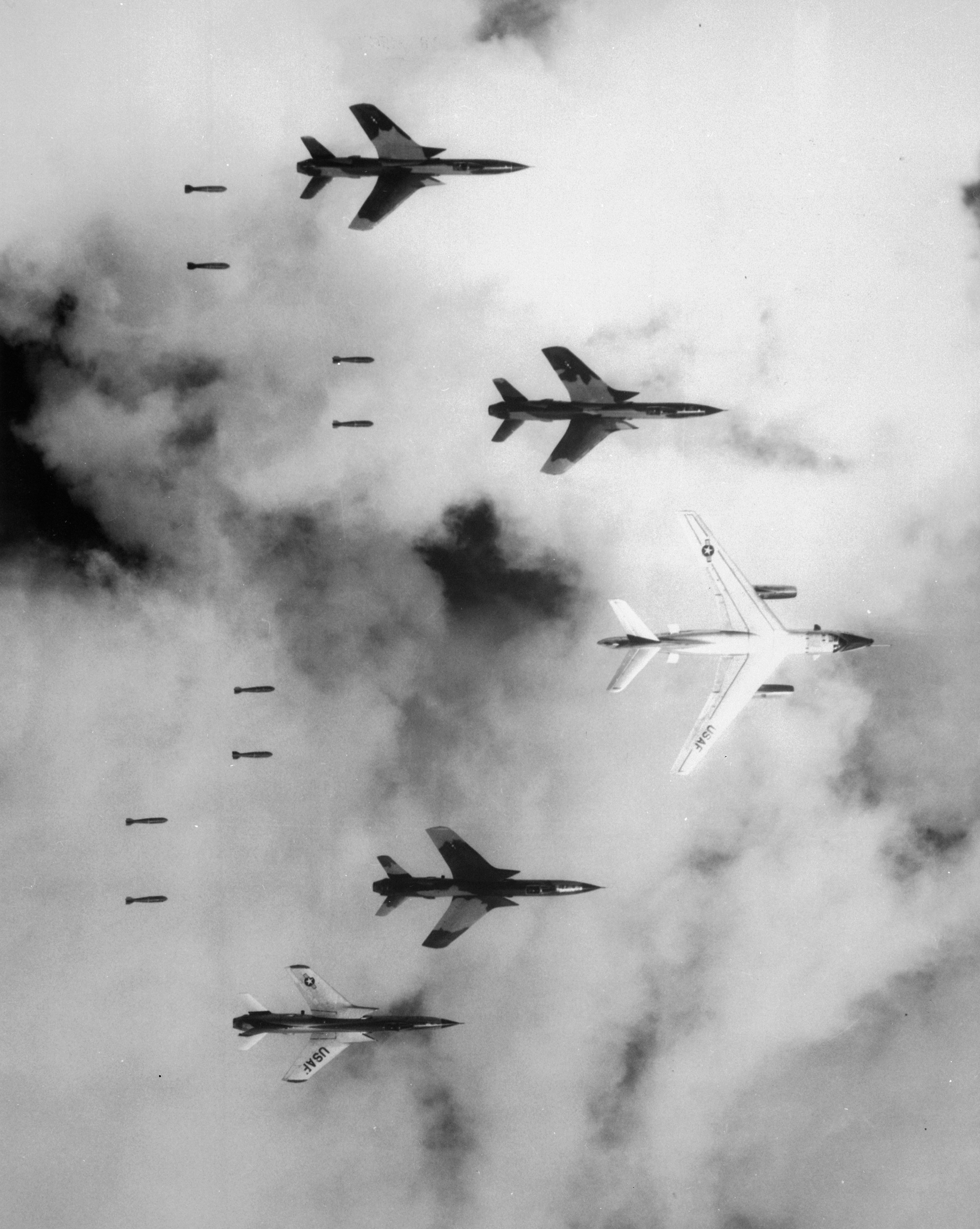
美軍在越戰中出動轟炸機

1964年，因美國介入而使越南戰爭（又稱「第二次印度支那戰爭」）擴大。該年8月，美國聲稱驅逐艦馬多克斯號在北部灣（又稱東京灣）被北越魚雷艇襲擊，美國遂決定作戰，是為「北部灣事件」。據美國學者薩德賽指出，在事前美國總統林登·约翰逊就不想對共產陣營顯得太「軟弱」，事件發生後便以國會授權及全國共識作後盾。在戰事中，美軍採取「搜尋與殲滅」、轟炸、使用化學品（橙劑）脫去樹葉、心理戰等戰術，對付北越及民解軍隊，但未能取得實質成果。戰爭對越南民眾造成大災難，出現大規模逃亡潮，有統計指西貢在越戰時從二百萬人口急升至七百萬，形成巨大社會經濟壓力，單是淪為娼妓的少女就達四十萬之多。1968年初，北越發動春節攻勢，在短時間內進攻南方各城市、政府機關及軍事基地等，沉重打擊美軍及南越政府。美國反戰的聲音逐漸高漲，如時任美國國防部長克理福指出美國人的信心受到很大動搖，並質疑南越政府的規律、機智及恢復民眾秩序的能力。美國反戰人士主動到北越訪問，如在1968年5月24日，美國大學生組成代表團訪問北越；1969年12月12日，反戰機構「美國婦女為和平而鬥爭」訪問北越。越共為配合戰爭發展，在柬埔寨、老撾活動，透過胡志明小徑運送物資，美國便把戰事擴展至柬老兩國，打擊共黨活動。

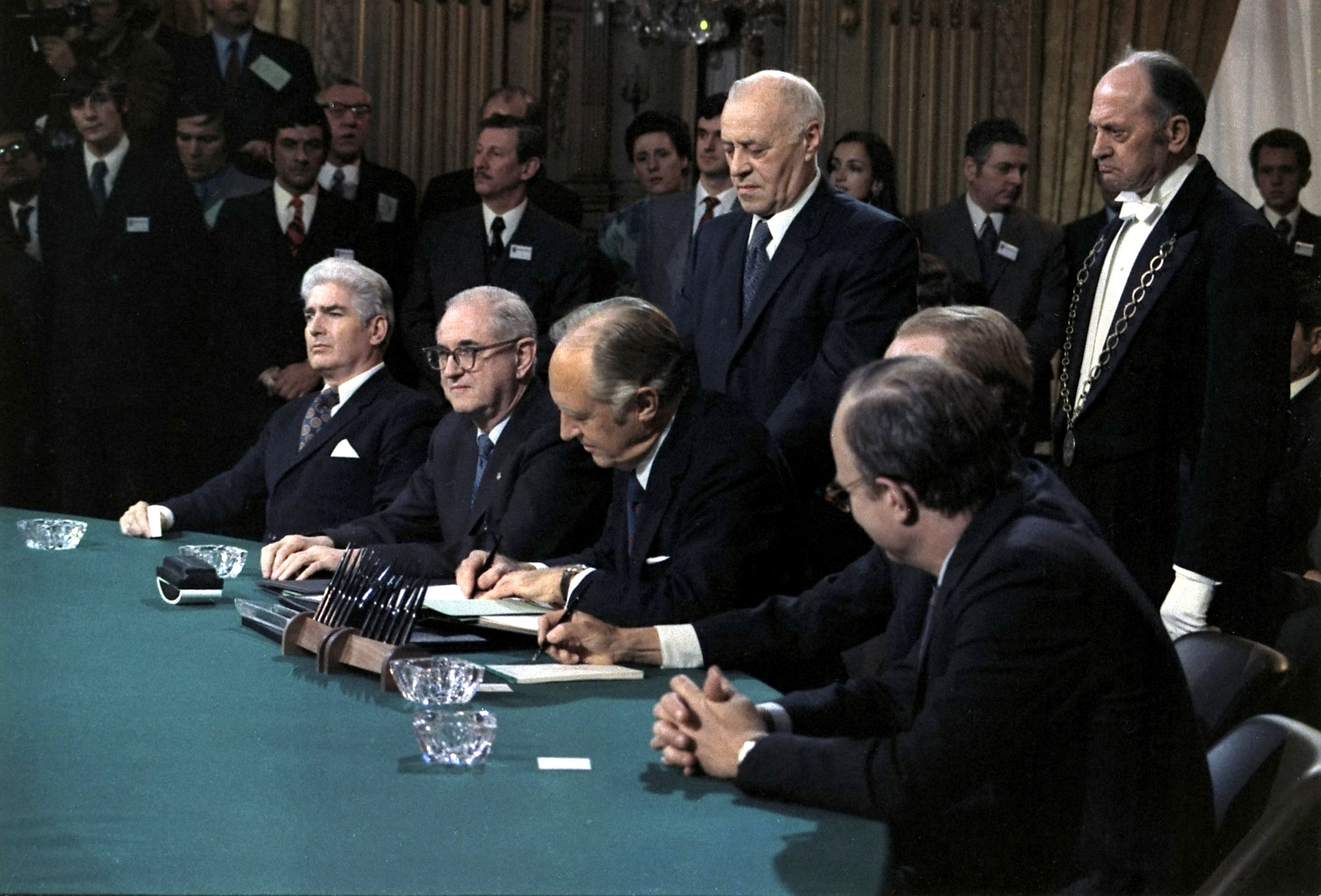
《巴黎協議》的簽訂

1969年，美國政府有感戰況膠著，便採取戰爭「越南化」政策，逐步撤軍，由南越軍取代戰鬥任務。但北越指斥此一構想為美國延長戰爭、利用越南人打越南人的計謀。
而南越方面的軍隊戰鬥力及士氣，也因美軍撤走而下降。1973年1月，北越、臨時革命政府（民解組成）、南越、美國透過談判，達成《巴黎協議》，規定就地停火、駐越美軍全部撤出。两年後的1975年4月30日，北越军队击败南越政府，進佔西貢，解放各省並統一全國。在越南战争中，导致逾三百萬越南人死亡。

## 1975年全國統一後的發展

#### 統一初期的內外困局

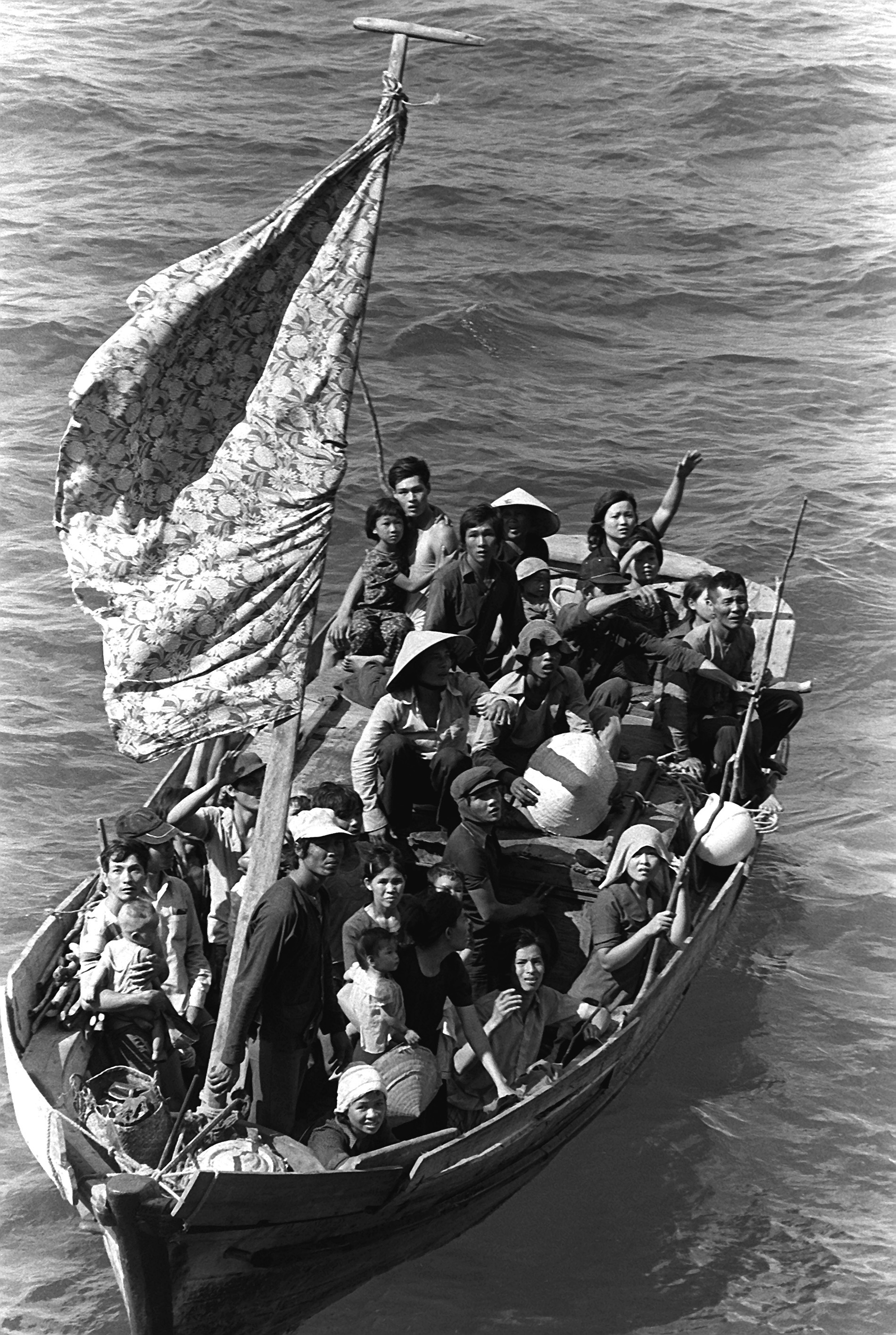
1970年代起，不少越南難民逃離出境

北越統一全國後，於1976年解散南方民解的臨時政權，組成全國政府，改國名為「越南社會主義共和國」。越南在越南共產黨（曾使用印度支那共產黨、越南勞動黨等名稱）統治下，採行一黨專政模式，取締其他政黨。為實現共產主義，越共政府推行「第二個五年計劃」（1976至1980年），但該計劃過於激進，試圖跳過資本主義經濟發展階段，不切合本國社會經濟落後的事實，且權力過度集中，所有經濟活動都由國家管理，地方領導及私人企業缺乏發展空間。「第二個五年計劃」與「第三個五年計劃」（1981至1985年）接連失敗，同時又打擊資本家和華人，以致出口銳減、外債增加、消費品匱乏、通貨膨脹，民眾生活艱苦。從南越敗亡時起，不少越南民眾逃亡出境，對其他國家及地區帶來沉重負擔，逃到美國的越南難民，從1975到1991年每年數以千計至十萬計；香港自1975年以後有二十萬越南船民及難民到來尋求庇護，香港以「有秩序、和平與符合人道」的方式，陸續將約十四萬名難民安排移民海外，約六萬七千名遣返越南，約一千三百多名獲香港收容，到2000年才關閉所有越南難民中心。
越南統一後，外交形勢出現波折。1977年，越南社會主義共和國成為聯合國會員國，同時又加強與蘇聯合作，對印支鄰國加強影響力，與老撾（即寮國）締結《越老友好合作條約》以發展「特殊關係」，又在1978年全面出兵柬埔寨（是為柬越戰爭），佔領該國，支持柬埔寨人民共和國成立。與中国則反目成仇，1979年因邊界問題爆發中越戰爭，中国軍隊在該年攻入諒山等地，逼近首都河內，越南政府加緊防禦，中国聲稱這次「自衞還擊」行動已「達到預期目的」而撤軍，但此後約十年間，越南和中国處於敵對狀態，時而兵戎相見。

#### 革新開放與外交改善

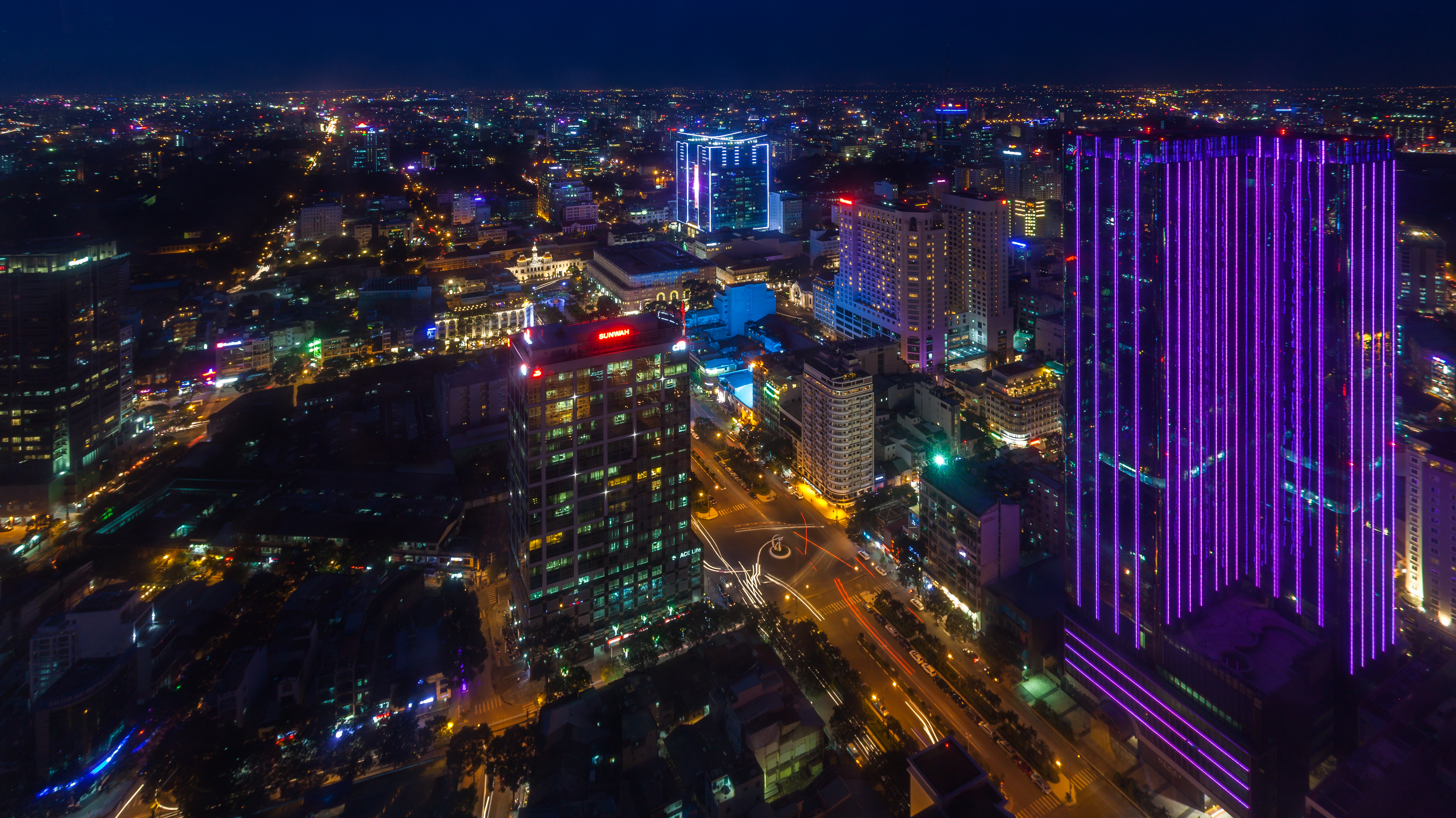
現代胡志明市的繁榮景象。越南經濟自革新開放後得到發展

1986年，越共中央總書記阮文靈参照中国的改革开放政策而推行「革新開放」，發展多元化商品經濟，以宏觀管理的方式發展經濟，革新措施包括改進農村家庭承包制、擴大企業經營自主權、將國企推向市場、控制通貨膨脹、增加外貿出口、吸引外資、發展私營經濟等等。
越南逐漸擺脫外交困境。1991年苏联解体，越南失去苏联支持，并被国际孤立；中国在1989年六四事件后被国际制裁，与美国关系降至冰点。越共中央總書記阮文靈訪華，與中共中央總書記江澤民洽談，兩國關係趨於正常化。與此同時越南政府與各國改善關係，1989年從柬埔寨撤軍，90年代與美國逐步修好，美國解除對越貿易禁運，越南協助尋找越戰失蹤美軍，兩國關係正常化。越南又積極參與國際社會，1995年加入東南亞國家聯盟（簡稱「東盟」），1998年加入亞太經合組織。

#### 21世紀的越南
踏入21世紀，越南继续面對機遇與挑戰。2007年，越南加入世界貿易組織，融入世界經濟，為越南社會經濟帶來巨大變化。在南海（越南稱之為「東海」）主權爭議上，越南政府認為中国侵犯海上領土，於2012年通過《越南海洋法》，以求在使用、管理、保護海洋、海島及發展海洋等方面提供法理依據。
其後發生連串的越南反華暴動、越中船隻相撞等事件，使南海醞釀矛盾氣氛。在政治體制方面，社會上出現要求改革的聲音，有前高官更建議改變一黨專政的現狀。
阮富仲在2011年出任越共中央總書記後發起大規模反腐敗運動，導致國家主席阮春福、武文賞和國會主席王廷惠等核心領導幹部先後被迫辭職。

## 引用來源
1. ↑  吳士連、范公著、黎僖等《大越史記全書·外紀·鴻厖紀》，東京大學東洋文化研究所，97頁。
2. 1 2  陳重金（即陳仲金）《越南通史》（即《越南史略》），北京商務印書館，7頁。
3. ↑  郭振鐸、張笑梅《越南通史》，中國人民大學出版社，105─106頁。
4. 1 2 3  《大南實錄》正編第一紀卷二十三，嘉隆三年正月「帝復遣黎光定等請封又請改定國號」條，茲參考許文堂、謝奇懿編《大南實錄清越關係史料匯編》，中央研究院東南亞區域研究計畫，37頁。
5. ↑  《清實錄·仁宗實錄》卷一一五嘉慶八年六月己丑條，茲參考《清實錄越南緬甸泰國老撾史料摘抄》，雲南人民出版社，283─284頁。
6. ↑  《嘉慶重修一統志》（第一九九冊）卷五五三《越南》，「冊封阮福映為越南國王」條，上海商務印書館。
7. ↑  《大南實錄》正編第一紀卷二十三，嘉隆三年正月「帝復遣黎光定等請封又請改定國號」條，茲參考許文堂、謝奇懿編《大南實錄清越關係史料匯編》，中央研究院東南亞區域研究計畫，37─38頁。
8. ↑  郭振鐸、張笑梅《越南通史》，中國人民大學出版社，108─109頁。
9. ↑  潘一寧《中美在印度支那的對抗(1949──1973)：越南戰爭的國際關係史》，中山大學出版社，133頁。
10. ↑  郭振鐸、張笑梅《越南通史》，中國人民大學出版社，109頁。
11. ↑  陶維英《越南歷代疆域》，北京商務印書館，22─23頁。
12. ↑  陶維英《越南歷代疆域》，北京商務印書館，38頁。
13. ↑  郭振鐸、張笑梅《越南通史》，中國人民大學出版社，101頁。
14. ↑  陶維英《越南歷代疆域》，北京商務印書館，143頁。
15. ↑  陶維英《越南歷代疆域》，北京商務印書館，146─147頁。
16. ↑  陳重金（即陳仲金）《越南通史》（即《越南史略》），北京商務印書館，65─66頁。
17. ↑  陳重金（即陳仲金）《越南通史》（即《越南史略》），北京商務印書館，130─131頁。
18. ↑  陶維英《越南歷代疆域》，北京商務印書館，219頁。
19. ↑  陳重金（即陳仲金）《越南通史》（即《越南史略》），北京商務印書館，195─197頁。
20. ↑  陳重金（即陳仲金）《越南通史》（即《越南史略》），北京商務印書館，203。
21. ↑  陳重金（即陳仲金）《越南通史》（即《越南史略》），北京商務印書館，206─207頁。
22. ↑  陳重金（即陳仲金）《越南通史》（即《越南史略》），北京商務印書館，246頁。
23. ↑  陳重金（即陳仲金）《越南通史》（即《越南史略》），北京商務印書館，268頁。
24. ↑  陳重金（即陳仲金）《越南通史》（即《越南史略》），北京商務印書館，298頁。
25. ↑  郭振鐸、張笑梅《越南通史》，中國人民大學出版社，103頁。
26. ↑  于向東、譚志詞《越南：革新進程中日漸崛起》，52─54頁。
27. ↑  越南社會科學委員會《越南歷史》，北京人民出版社，15頁。
28. ↑  越南社會科學委員會《越南歷史》，北京人民出版社，17─18頁。
29. ↑  郭振鐸、張笑梅《越南通史》，中國人民大學出版社，111至112頁。
30. ↑  Le Xuan-diem: The Post-Neolithic Culture in the Lower Basin of Dong Nai River (Southern Vietnam) , in Archaeology in Southeast Asia , p. 41-48.  The University Museum and Art Gallery of The University of Hong Kong.
31. ↑  李昆聲、黃德榮《中國與東南亞的古代銅鼓》，雲南美術出版社，185─186頁。
32. ↑  D. R. SarDesai: Vietnam, Past and Present, p. 10.  Westview Press.
33. ↑  陶維英《越南上古史》，北京商務印書館，337─338頁。
34. 1 2  酈道元注，楊守敬、熊會貞疏《水經注疏》卷三十七，江蘇古籍出版社，3045頁。
35. ↑  郭振鐸、張笑梅《越南通史》，中國人民大學出版社，6頁。
36. ↑  徐紹麗、利國、張訓常《越南》，社會科學文獻出版社，45頁。
37. ↑  郭振鐸、張笑梅《越南通史》，中國人民大學出版社，4頁。
38. ↑  吳士連、范公著、黎僖等《大越史記全書·外紀·鴻厖紀》，東京大學東洋文化研究所，97─98頁。
39. ↑  陳重金（即陳仲金）《越南通史》（即《越南史略》），北京商務印書館，15頁。
40. ↑  吳士連、范公著、黎僖等《大越史記全書·外紀·鴻厖紀》，東京大學東洋文化研究所，98頁。
41. ↑  《嶺南摭怪·鴻龐氏傳》，收錄於《嶺南摭怪等史料三種》，中州古籍出版社，11頁。
42. ↑  《嶺南摭怪·董天王傳》，收錄於《嶺南摭怪等史料三種》，中州古籍出版社，15─16頁。
43. 1 2  吳士連、范公著、黎僖等《大越史記全書·外紀·鴻厖紀》，東京大學東洋文化研究所，99頁。
44. ↑  陳重金（即陳仲金）《越南通史》（即《越南史略》），北京商務印書館，16─17頁。
45. ↑  文新、阮靈等《雄王時代》，雲南省歷史研究所，49頁。
46. ↑  吳士連、范公著、黎僖等《大越史記全書·外紀·蜀紀》，東京大學東洋文化研究所，100頁。
47. ↑  《嶺南摭怪·金龜傳》，收錄於《嶺南摭怪等史料三種》，中州古籍出版社，29頁。
48. ↑  陳重金（即陳仲金）《越南通史》（即《越南史略》），北京商務印書館，18頁。
49. ↑  酈道元注，楊守敬、熊會貞疏《水經注疏》卷三十七，江蘇古籍出版社，3045─3046頁。
50. ↑  吳士連、范公著、黎僖等《大越史記全書·外紀·蜀紀》，東京大學東洋文化研究所，102─103頁。
51. ↑  郭振鐸、張笑梅《越南通史》，中國人民大學出版社，131─132頁。
52. ↑  呂士朋《北屬時期的越南》，香港中文大學新亞研究所，22─23頁。
53. ↑  班固《漢書·高帝紀》，北京中華書局，73頁。
54. 1 2  司馬遷《史記·南越列傳》，北京中華書局，2967頁。
55. ↑  《史記·南越列傳》「索隱」，北京中華書局版，2970頁。
56. ↑  司馬遷《史記·南越列傳》，北京中華書局，2969頁。
57. ↑  陶維英《越南上古史》，北京商務印書館，295─296頁。
58. ↑  越南社會科學委員會《越南歷史》，北京人民出版社，50頁。
59. ↑  郭振鐸、張笑梅《越南通史》，中國人民大學出版社，146─150頁。
60. ↑  呂士朋《北屬時期的越南》，香港中文大學新亞研究所，42頁。
61. ↑  范曄《後漢書·南蠻西南夷列傳》，北京中華書局，2836─2837頁。
62. ↑  范曄《後漢書·馬援列傳》，及李賢注，北京中華書局，839頁。
63. ↑  班固《漢書·地理志下》，北京中華書局，1671頁；周振鶴《漢書地理志匯釋》，安徽教育出版社版，517─519頁。
64. ↑  呂士朋《北屬時期的越南》，香港中文大學新亞研究所，100頁。
65. 1 2  郭振鐸、張笑梅《越南通史》，中國人民大學出版社，167─168頁。
66. ↑  陳壽《三國志·吳志·士燮傳》，北京中華書局，1191頁。
67. ↑  呂士朋《北屬時期的越南》，香港中文大學新亞研究所，53─54頁。
68. ↑  吳士連、范公著、黎僖等《大越史記全書·外紀·士王紀》，東京大學東洋文化研究所，133頁。
69. ↑  呂士朋《北屬時期的越南》，香港中文大學新亞研究所，111頁。
70. ↑  呂士朋《北屬時期的越南》，香港中文大學新亞研究所，55─56頁。
71. ↑  黎崱《安南志略》卷十五，北京中華書局，357頁。
72. ↑  陳重金（即陳仲金）《越南通史》（即《越南史略》），北京商務印書館，33─34頁。
73. ↑  呂士朋《北屬時期的越南》，香港中文大學新亞研究所，61─62頁。
74. ↑  房玄齡等《晉書·陶璜傳》，北京中華書局，1560─1561頁。
75. ↑  呂士朋《北屬時期的越南》，香港中文大學新亞研究所，64─66頁。
76. ↑  沈約《宋書·良吏列傳·杜慧度》，北京中華書局，2265頁。
77. ↑  蕭子顯《南齊書·南夷列傳·交州》，北京中華書局，1017─1018頁；呂士朋《北屬時期的越南》，香港中文大學新亞研究所，68頁。
78. ↑  郭振鐸、張笑梅《越南通史》，中國人民大學出版社，192─193頁。
79. ↑  李延壽《南史·陳本紀·武帝》，北京中華書局，258頁。
80. ↑  陳重金（即陳仲金）《越南通史》（即《越南史略》），北京商務印書館，39─40頁。
81. ↑  王承文《越南新出隋朝〈舍利塔銘〉及相關問題考釋》，收錄於《學術研究》2014年第6期，廣東省社會科學界聯合會《學術研究》雜誌社，95─101頁。
82. ↑  《越南歷史貨幣》，中國金融出版社，13─14頁。
83. ↑  魏徴《隋書·劉方傳》，北京中華書局，1357─1358頁；呂士朋《北屬時期的越南》，香港中文大學新亞研究所，117頁。
84. ↑  呂士朋《北屬時期的越南》，香港中文大學新亞研究所，118─119及133頁。
85. ↑  呂士朋《北屬時期的越南》，香港中文大學新亞研究所，135─139頁。
86. ↑  陳重金（即陳仲金）《越南通史》（即《越南史略》），北京商務印書館，43─47頁。
87. ↑  黎崱《安南志略》卷第九，北京中華書局，234頁。
88. ↑  司馬光《資治通鑑》卷二八一，北京中華書局，9192頁。
89. ↑  呂士朋《北屬時期的越南》，香港中文大學新亞研究所，140─143頁。
90. ↑  吳士連、范公著、黎僖等《大越史記全書·外紀·吳紀·前吳王》，東京大學東洋文化研究所，172頁。
91. ↑  陳重金（即陳仲金）《越南通史》（即《越南史略》），北京商務印書館，52頁。
92. ↑  陳重金（即陳仲金）《越南通史》（即《越南史略》），北京商務印書館，55頁。
93. ↑  .   [2015-09-06]. （原始内容存档于2015-05-01）.
94. ↑  郭振鐸、張笑梅《越南通史》，中國人民大學出版社，634─635頁。
95. ↑  馬司培羅《占婆史》，臺灣商務印書館，4頁。
96. ↑  馬司培羅《占婆史》，臺灣商務印書館，25─40頁。
97. ↑  馬司培羅《占婆史》，臺灣商務印書館，44─48頁。
98. 1 2  郭振鐸、張笑梅《越南通史》，中國人民大學出版社，635頁。
99. ↑  G·賽代斯《東南亞的印度化國家》，北京商務印書館，69頁。
100. ↑  G·賽代斯《東南亞的印度化國家》，北京商務印書館，77─78頁。
101. ↑  G·賽代斯《東南亞的印度化國家》，北京商務印書館，118─121頁。
102. ↑  陳重金（即陳仲金）《越南通史》（即《越南史略》），北京商務印書館，57─59頁。
103. ↑  陳重金（即陳仲金）《越南通史》（即《越南史略》），北京商務印書館，60頁。
104. ↑  吳士連、范公著、黎僖等《大越史記全書·本紀·丁紀·先皇帝》，東京大學東洋文化研究所，180頁。
105. ↑  《大越史記全書》卷首，黎嵩《越鑑通考總論》，東京大學東洋文化研究所，87頁。
106. ↑  陳重金（即陳仲金）《越南通史》（即《越南史略》），北京商務印書館，61頁。
107. ↑  吳士連、范公著、黎僖等《大越史記全書·本紀·黎紀·大行皇帝》，東京大學東洋文化研究所，188頁。
108. ↑  陳重金（即陳仲金）《越南通史》（即《越南史略》），北京商務印書館，62─63頁。
109. ↑  郭振鐸、張笑梅《越南通史》，中國人民大學出版社，256─257頁。
110. ↑  越南社會科學委員會《越南歷史》，北京人民出版社，160頁。
111. ↑  徐松《宋會要輯稿·蕃夷四》（第一百九十七冊），雍熙二年二月條，北京中華書局，7745頁。
112. ↑  徐松《宋會要輯稿·蕃夷四》（第一百九十七冊），淳化元年十月條，北京中華書局，7746頁。
113. ↑  陳重金（即陳仲金）《越南通史》（即《越南史略》），北京商務印書館，63─64頁。
114. ↑  《越史略》卷中，收錄於《四庫全書·史部》（第466冊），上海古籍出版社，577頁；陳重金（即陳仲金）《越南通史》（即《越南史略》），北京商務印書館，64頁。
115. ↑  郭振鐸、張笑梅《越南通史》，中國人民大學出版社，257─258頁。
116. ↑  吳士連、范公著、黎僖等《大越史記全書·本紀·李紀·太祖皇帝》，東京大學東洋文化研究所，207─208頁。
117. ↑  吳士連、范公著、黎僖等《大越史記全書·本紀·李紀·太宗皇帝》，東京大學東洋文化研究所，238頁。
118. ↑  郭振鐸、張笑梅《越南通史》，中國人民大學出版社，271─279頁。
119. ↑  何勤華、李秀清《東南亞七國法律發達史》，法律出版社，679頁。
120. ↑  方國瑜《中國西南歷史地理考釋》第五篇《五代兩宋時期西南地理考釋》，北京中華書局1992年版，635頁。
121. ↑  郭振鐸、張笑梅《越南通史》，中國人民大學出版社，289─294頁。
122. ↑  馬司勃羅《占婆史》，臺灣商務印書館，66頁。
123. ↑  《越史略》卷中，收錄於《四庫全書·史部》（第466冊），上海古籍出版社，588頁。
124. ↑  吳士連、范公著、黎僖等《大越史記全書·本紀·李紀·仁宗皇帝》，東京大學東洋文化研究所，248頁。
125. ↑  郭振鐸、張笑梅《越南通史》，中國人民大學出版社，300頁。
126. ↑  陳重金（即陳仲金）《越南通史》（即《越南史略》），北京商務印書館，77─78頁。
127. ↑  《宋史·外國列傳·占城》，脫脫等《宋史·外國列傳·占城》，北京中華書局，14077頁。
128. ↑  吳士連、范公著、黎僖等《大越史記全書·本紀·李紀·惠宗皇帝》，東京大學東洋文化研究所，313頁。
129. ↑  郭振鐸、張笑梅《越南通史》，中國人民大學出版社，272－273頁。
130. ↑  《圓光寺碑銘》，收錄於潘文閣、蘇爾夢主編《越南漢喃銘文匯編·第一集北屬時期至李朝》，遠東學院、漢喃研究院，235頁。
131. ↑  越南社會科學委員會《越南歷史》，北京人民出版社，182－183頁。
132. ↑  洪德青《你一定要認識的越南》，貓頭鷹出版社，58－59頁。
133. ↑  陳重金（即陳仲金）《越南通史》（即《越南史略》），北京商務印書館，79─81頁。
134. ↑  吳士連、范公著、黎僖等《大越史記全書·本紀·陳紀·太宗皇帝》，東京大學東洋文化研究所，340頁。
135. 1 2  郭振鐸、張笑梅《越南通史》，中國人民大學出版社，322─327頁。
136. ↑  馬思伯樂《李陳胡三氏時安南國之政治地理》，收錄於《西域南海史地考證譯叢·四編》，馮承鈞譯，臺灣商務印書館，124頁。
137. ↑  陳重金（即陳仲金）《越南通史》（即《越南史略》），北京商務印書館，88─89頁。
138. ↑  脫脫等《元史·外夷列傳·安南》，北京中華書局，4635頁。
139. ↑  陳重金（即陳仲金）《越南通史》（即《越南史略》），北京商務印書館，95─105頁。
140. ↑  黎崱《安南志略》卷第四，北京中華書局，92頁。
141. ↑  陳重金（即陳仲金）《越南通史》（即《越南史略》），北京商務印書館，112─113頁。
142. ↑  《太上皇帝聖旨》，收錄於黃文樓、耿慧玲主編《越南漢喃銘文匯編·第二集陳朝》，新文豐出版公司，351頁。
143. ↑  羅長山《越南傳統文化與民間文學》，雲南人民出版社版，328及336頁。
144. ↑  陳重金（即陳仲金）《越南通史》（即《越南史略》），北京商務印書館，90頁。
145. ↑  馬司培羅《占婆史》，臺灣商務印書館，89─90頁。
146. ↑  馬司培羅《占婆史》，臺灣商務印書館，94─100頁。
147. ↑  吳士連、范公著、黎僖等《大越史記全書·本紀·陳紀·英宗皇帝》，東京大學東洋文化研究所，395頁。
148. ↑  張廷玉等《明史·外國列傳·安南》，北京中華書局，8309─8310頁。
149. ↑  朱元璋《皇明祖訓》，收錄於《四庫全書存目叢書·史部》第264冊，齊魯書社，167─168頁。
150. ↑  郭振鐸、張笑梅《越南通史》，中國人民大學出版社，374頁。
151. ↑  陳重金（即陳仲金）《越南通史》（即《越南史略》），北京商務印書館，122頁。
152. ↑  陳重金（即陳仲金）《越南通史》（即《越南史略》），北京商務印書館，127頁。
153. ↑  陳重金（即陳仲金）《越南通史》（即《越南史略》），北京商務印書館，128─131頁。
154. ↑  陳重金（即陳仲金）《越南通史》（即越南史略》），北京商務印書館，132─133頁。
155. ↑  馬司培羅《占婆史》，臺灣商務印書館，102─103頁。
156. ↑  《明實錄·太宗實錄》卷二五，永樂元年閏十一月丁卯條。茲參考李國祥主編《明實錄類纂·涉外史料卷》，武漢出版社，576頁。
157. ↑  郭振鐸、張笑梅《越南通史》，中國人民大學出版社，391頁。
158. ↑  《明實錄·太宗實錄》卷三三，永樂二年八月乙亥條。茲參考李國祥主編《明實錄類纂·涉外史料卷》，武漢出版社，577─578頁。
159. ↑  《明實錄·太宗實錄》卷三三，永樂二年八月丁酉條。茲參考李國祥主編《明實錄類纂·涉外史料卷》，武漢出版社，578─579頁。
160. ↑  陳重金（即陳仲金）《越南通史》（即《越南史略》），北京商務印書館，135─137頁。
161. ↑  吳士連、范公著、黎僖等《大越史記全書·本紀·後陳紀·簡定帝》，東京大學東洋文化研究所，494頁。
162. ↑  張廷玉等《明史·外國列傳·安南》，北京中華書局，8316頁。
163. ↑  張廷玉等《明史·外國列傳·安南》，北京中華書局，8320頁。
164. ↑  陳重金（即陳仲金）《越南通史》（即《越南史略》），北京商務印書館，140─142頁。
165. ↑  馮承鈞《中國南洋交通史》，北京商務印書館，92─102頁。
166. ↑  .   [2013-01-15]. （原始内容存档于2014-07-15）.
167. ↑  陳重金（即陳仲金）《越南通史》（即《越南史略》），北京商務印書館，148─164頁。
168. ↑  吳士連、范公著、黎僖等《大越史記全書·本紀實錄·黎紀·太祖高皇帝》，東京大學東洋文化研究所，546─548頁。
169. ↑  陳重金（即陳仲金）《越南通史》（即《越南史略》），北京商務印書館，167─170頁。
170. ↑  郭振鐸、張笑梅《越南通史》，中國人民大學出版社，441─448頁。
171. ↑  張廷玉等《明史·外國列傳·安南》，北京中華書局，8327頁。
172. ↑  郭振鐸、張笑梅《越南通史》，中國人民大學出版社，425─426頁。
173. ↑  馬司培羅《占婆史》，臺北商務印書館，105─111頁。
174. ↑  郭振鐸、張笑梅《越南通史》，中國人民大學出版社，427─428頁。
175. ↑  越南社會科學委員會《越南歷史》，北京商務印書館，323─331頁。
176. ↑  陳重金（即陳仲金）《越南通史》（即《越南史略》），北京商務印書館，180─187頁。
177. ↑  吳士連、范公著、黎僖等《大越史記全書·本紀實錄·黎紀·附莫登庸》，東京大學東洋文化研究所，836頁。
178. ↑  陳重金（即陳仲金）《越南通史》（即《越南史略》），北京商務印書館，196─197頁。
179. ↑  吳士連、范公著、黎僖等《大越史記全書·本紀實錄·黎紀·附莫登庸》，東京大學東洋文化研究所，837頁。
180. ↑  陳重金（即陳仲金）《越南通史》（即《越南史略》），北京商務印書館，196頁。
181. ↑  陳重金（即陳仲金）《越南通史》（即《越南史略》），北京商務印書館，197─198頁。
182. ↑  吳士連、范公著、黎僖等《大越史記全書·本紀實錄·黎紀·莊宗裕皇帝》，東京大學東洋文化研究所，845頁。
183. ↑  《明實錄·世宗實錄》卷二零四，嘉靖十六年九月條。茲參考李國祥主編《明實錄類纂·涉外史料卷》，武漢出版社，795頁。
184. ↑  馮時暘、梁天錫、江美中等《安南來威圖冊·安南來威輯略》中卷（收錄於《北京圖書館古籍珍本叢刊 (10)·史部·雜史類》），書目文獻出版社，435─436頁。
185. ↑  張廷玉等《明史·外國列傳·安南》，北京中華書局，8334。
186. ↑  陳重金（即陳仲金）《越南通史》（即《越南史略》），北京商務印書館，198─199頁。
187. ↑  陳重金（即陳仲金）《越南通史》（即《越南史略》），北京商務印書館，199─205頁。
188. ↑  牛軍凱《王室後裔與叛亂者──越南莫氏家族與中國關係研究》，世界圖書出版公司，52─54頁。
189. ↑  黃心川主編《東方著名哲學家評傳：越南卷、猶太卷·阮秉謙》，山東人民出版社，150─151頁。
190. ↑  黃心川主編《東方著名哲學家評傳：越南卷、猶太卷·阮秉謙》，山東人民出版社，162─163頁。
191. ↑  潘輝溫《科榜標奇》卷之五《莫朝狀元》（收錄於陳慶浩、王三慶主編《越南漢文小說叢刊》第一輯第七冊「筆記小說類」），臺灣學生書店，39頁。
192. ↑  武芳堤、陳貴衙《公餘捷記·後編·白雲庵居士阮公文達譜記》（收錄於孫遜、鄭克孟、陳益源主編《越南漢文小說集成》第九冊，上海古籍出版社，217頁。
193. ↑  陳重金（即陳仲金）《越南通史》（即《越南史略》），北京商務印書館，205─206頁。
194. ↑  明崢《越南史略》，北京三聯書店，206頁。
195. ↑  Hội Bảo tồn Di sản Nôm─張登桂等《大南實錄》前編 （页面存档备份，存于）卷一，戊午元年（黎正治元年）冬十月條。
196. ↑  陳重金（即陳仲金）《越南通史》（即《越南史略》），北京商務印書館，206─208頁。
197. ↑  陳重金（即陳仲金）《越南通史》（即《越南史略》），北京商務印書館，213─220頁。
198. ↑  Hội Bảo tồn Di sản Nôm─潘清簡等《欽定越史通鑑綱目》 （页面存档备份，存于）正編卷之三十三，黎嘉宗陽德元年「鄭柞挾帝如北布政」條。
199. ↑  郭振鐸、張笑梅《越南通史》，中國人民大學出版社，476─483頁。
200. ↑  《大越史記全書·越史續編·黎紀·熙宗章皇帝》，東京大學東洋文化硏究所，1008─1009頁。
201. ↑  Hội Bảo tồn Di sản Nôm─潘清簡等《欽定越史通鑑綱目》 （页面存档备份，存于）正編卷之三十三，黎嘉宗陽德元年夏六月「武公俊叛」條。
202. ↑  《大越史記全書·越史續編·黎紀·熙宗章皇帝》，東京大學東洋文化硏究所，1017頁。
203. ↑  郭振鐸、張笑梅《越南通史》，中國人民大學出版社，484─485頁。
204. ↑  郭振鐸、張笑梅《越南通史》，中國人民大學出版社，221頁。
205. ↑  趙爾巽等《清史稿·屬國列傳·越南》，北京中華書局，14630頁。
206. ↑  《清朝通典》卷九十八《邊防二》，浙江古籍出版社，2736頁。
207. ↑  趙爾巽等《清史稿·屬國列傳·越南》，北京中華書局，14634頁。
208. ↑  陳重金（即陳仲金）《越南通史》（即《越南史略》），北京商務印書館，237─239頁。
209. ↑  Hội Bảo tồn Di sản Nôm─張登桂等《大南實錄》前編 （页面存档备份，存于）卷七，丁丑元年秋八月條。
210. ↑  陳重金（即陳仲金）《越南通史》（即《越南史略》），北京商務印書館，240頁。
211. ↑  鄭懷德《嘉定城通志》卷之三《疆域志》，收錄於《嶺南摭怪等史料三種》，中州古籍出版社，123頁。
212. ↑  《大南列傳》卷六《諸臣列傳·鄚玖》，茲參考許文堂、謝奇懿編《大南實錄清越關係史料匯編》，中央研究院東南亞區域研究計畫，19頁。
213. ↑  郭振鐸、張笑梅《越南通史》，中國人民大學出版社，563頁。
214. ↑  D.G.E. Hall: A History of South-East Asia, p.416-417.  The Macmillan Press LTD.
215. ↑  郭振鐸、張笑梅《越南通史》，中國人民大學出版社，558頁。
216. ↑  徐善福、林明華《越南華僑史》，廣東高等教育出版社，79─80頁。
217. ↑  陳重金（即陳仲金）《越南通史》（即《越南史略》），北京商務印書館，254─258頁。
218. ↑  Hội Bảo tồn Di sản Nôm─阮仲合、裴殷年等《大南正編列傳初集》 （页面存档备份，存于）卷三十《偽西列傳》，第十九葉。
219. ↑  陳重金（即陳仲金）《越南通史》（即《越南史略》），北京商務印書館，264─265頁。
220. ↑  郭振鐸、張笑梅《越南通史》，中國人民大學出版社，516─517頁。
221. ↑  任明華《越南漢文小說研究》，上海古籍出版社，41頁。
222. ↑  任明華《越南漢文小說研究》，上海古籍出版社，100頁。
223. ↑  任明華《越南漢文小說研究》，上海古籍出版社，174頁。
224. ↑  羅長山《越南傳統文化與民間文學》，雲南人民出版社版，168頁。
225. ↑  陳重金（即陳仲金）《越南通史》（即《越南史略》），北京商務印書館，258及268頁。
226. ↑  陳重金（即陳仲金）《越南通史》（即《越南史略》），北京商務印書館，272頁。
227. ↑  鄭懷德《嘉定城通志》卷之三《疆域志》，收錄於《嶺南摭怪等史料三種》，中州古籍出版社，161頁；陳重金（即陳仲金）《越南通史》（即《越南史略》），北京商務印書館，259。
228. ↑  Hội Bảo tồn Di sản Nôm─阮仲合、裴殷年等《大南正編列傳初集》 （页面存档备份，存于）卷三十《偽西列傳》，第十一至十二葉。
229. ↑  Hội Bảo tồn Di sản Nôm─阮仲合、裴殷年等《大南正編列傳初集》 （页面存档备份，存于）卷三十《偽西列傳》，第十四葉。
230. ↑  陳重金（即陳仲金）《越南通史》（即《越南史略》），北京商務印書館，272─275。
231. ↑  《清實錄》（第二五冊）《高宗純皇帝實錄》（第十七冊），乾隆五十四年正月丁丑條，北京中華書局，864頁。
232. ↑  陳重金（即陳仲金）《越南通史》（即《越南史略》），北京商務印書館，276─277。
233. ↑  陳重金（即陳仲金）《越南通史》（即《越南史略》），北京商務印書館，281─282。
234. ↑  高第《一七八七年越法凡爾賽條約》，收錄於《中法戰爭》（第一冊），上海人民出版社、上海書店，348頁。
235. ↑  潘叔直《國史遺編·國朝大南紀（嘉隆朝）》，香港中文大學新亞研究所東南亞研究室，4頁。
236. ↑  陳重金（即陳仲金）《越南通史》（即《越南史略》），北京商務印書館，284─299。
237. ↑  潘叔直《國史遺編·國朝大南紀（嘉隆朝）》，香港中文大學新亞研究所東南亞研究室，19頁。
238. ↑  郭振鐸、張笑梅《越南通史》，中國人民大學出版社，537─543頁。
239. ↑  郭振鐸、張笑梅《越南通史》，中國人民大學出版社，547─550頁。
240. ↑  《嘉慶重修一統志》（第一九九冊）卷五五三《越南》，「冊封阮福映為越南國王」條，上海商務印書館；《大南實錄》正編第一紀卷二十三，嘉隆三年正月「帝復遣黎光定等請封又請改定國號」條，茲參考許文堂、謝奇懿編《大南實錄清越關係史料匯編》，中央研究院東南亞區域研究計畫，37─38頁。
241. ↑  陳重金（即陳仲金）《越南通史》（即《越南史略》），北京商務印書館，310。
242. ↑  陳重金（即陳仲金）《越南通史》（即《越南史略》），北京商務印書館，342─343。
243. ↑  阿道爾夫·阿爾芒《出征中國和交趾支那來信》，中西書局，359頁。
244. ↑  郭振鐸、張笑梅《越南通史》，中國人民大學出版社，640─641頁。
245. ↑  鄭懷德《嘉定城通志》卷之三《疆域志》，收錄於《嶺南摭怪等史料三種》，中州古籍出版社，128頁。
246. ↑  郭振鐸、張笑梅《越南通史》，中國人民大學出版社，642頁。
247. ↑  郭振鐸、張笑梅《越南通史》，中國人民大學出版社，645─646頁。
248. ↑  《大南實錄》正編第三紀卷八，紹治元年五月「初置興化奠邊府」條，茲參考許文堂、謝奇懿編《大南實錄清越關係史料匯編》，中央研究院東南亞區域研究計畫，224─225頁。
249. ↑  Hội Bảo tồn Di sản Nôm─高春育等《大南一統志》 （页面存档备份，存于）卷一《京師》，第二葉。
250. ↑  《大南實錄》正編第一紀卷二八，嘉隆五年三月「命嘉定凡清船西洋船來商」條，茲參考許文堂、謝奇懿編《大南實錄清越關係史料匯編》，中央研究院東南亞區域研究計畫，41頁。
251. ↑  《大南實錄》正編第二紀卷六，明命元年十一月「改定外國商船港稅禮例」條，茲參考許文堂、謝奇懿編《大南實錄清越關係史料匯編》，中央研究院東南亞區域研究計畫，93頁。
252. ↑  李文馥《閩行詩話·夷辨》，附錄於陳益源《越南漢籍文獻述論·周游列國的越南名儒李文馥及其華夷之辨》，北京中華書局，234─235頁。
253. ↑  劉志強《越南古典文學「四大名著」》，廣東世界圖書出版公司，14─16頁。
254. ↑  任明華《越南漢文小說研究》，上海古籍出版社，201─299頁。
255. ↑  龐希云《東南亞文學簡史》，人民出版社，110─111頁。
256. ↑  馮承鈞《西域南海史地考證論著彙輯·安南書錄》，香港中華書局，225及228頁。
257. ↑  聯合國教科文組織世界遺產中心編纂《聯合國教科文組織世界遺產·第6卷·東南亞、大洋洲》，海燕出版社，68─71，及77頁。
258. ↑  越南社會科學委員會《越南歷史》，北京人民出版社，462─470頁。
259. ↑  《大南實錄》正編第三紀卷六，紹治元年閏三月「赤毛夷船與廣東構兵」條，茲參考許文堂、謝奇懿編《大南實錄清越關係史料匯編》，中央研究院東南亞區域研究計畫，223頁。
260. ↑  陳重金（即陳仲金）《越南通史》（即《越南史略》），北京商務印書館，347；岩村成允《安南通史》，星洲世界書局有限公司，227頁。
261. ↑  岩村成允《安南通史》，星洲世界書局有限公司，229─230頁。
262. ↑  陳輝燎《越南人民抗法八十年史》第一卷，生活·讀書·新知三聯書店，29─30頁。
263. ↑  潘佩珠《越南亡國史·越南亡國原因及事實》，收錄於《各國興亡小史八種》，中華書局版，2頁。
264. ↑  陳輝燎《越南人民抗法八十年史》第一卷，生活·讀書·新知三聯書店，30頁。
265. ↑  《一八六二年六月五日越法柴棍條約》，收錄於《中法戰爭》（第一冊），上海人民出版社、上海書店，367頁。
266. ↑  陳荊和《越南文明開化之步驟──阮長祚與陳仲金》，收錄於《南洋與中國──南洋學會四十五周年紀念論文集》，南洋學會，101─105頁。
267. ↑  陳輝燎《越南人民抗法八十年史》第一卷，生活·讀書·新知三聯書店，31頁。
268. ↑  黃海安《劉永福歷史草·劉永福之助越抗法》，正中書局，122頁。
269. ↑  陳輝燎《越南人民抗法八十年史》第一卷，生活·讀書·新知三聯書店，72頁。
270. ↑  高第《一八七四年越法和平同盟條約》，收錄於《中法戰爭》（第一冊），上海人民出版社、上海書店，367頁。
271. ↑  畢樂《越法條約·一八八三年八月二十五日越法順化條約》，收錄於《中法戰爭》（第七冊），上海人民出版社、上海書店，355頁；陳輝燎《越南人民抗法八十年史》第一卷，生活·讀書·新知三聯書店，32─33頁。
272. ↑  郭振鐸、張笑梅《越南通史》，中國人民大學出版社，624頁。
273. ↑  陳重金（即陳仲金）《越南通史》（即《越南史略》），北京商務印書館，292─296。
274. ↑  廖宗麟《中法戰爭史》，天津古籍出版社，227─228頁。
275. ↑  廖宗麟《中法戰爭史》，天津古籍出版社，300─301頁。
276. ↑  廖宗麟《中法戰爭史》，天津古籍出版社，332頁。
277. ↑  《中法修約選輯·中法簡明條款》，收錄於《中法戰爭》（第七冊），上海人民出版社、上海書店，419頁。
278. ↑  畢樂《越法條約·一八八四年六月六日越法順化條約》，收錄於《中法戰爭》（第七冊），上海人民出版社、上海書店，376頁。
279. ↑  廖宗麟《中法戰爭史》，天津古籍出版社，390 ─391頁。
280. ↑  廖宗麟《中法戰爭史》，天津古籍出版社，459頁。
281. ↑  廖宗麟《中法戰爭史》，天津古籍出版社，545頁。
282. ↑  廖宗麟《中法戰爭史》，天津古籍出版社，585頁。
283. ↑  廖宗麟《中法戰爭史》，天津古籍出版社，737頁。
284. ↑  黎貢德《法軍諒山慘敗》，收錄於《中法戰爭》（第三冊），上海人民出版社、上海書店，501頁。
285. ↑  畢樂《茹費理內閣倒台》，收錄於《中法戰爭》（第七冊），上海人民出版社、上海書店，390頁。
286. ↑  中國近代經濟史資料叢刊編輯委員會主編《中國海關與中法戰爭·第二章談判內幕·海關總稅務司赫德與海關駐倫敦辦事處稅務司金登幹往來電報譯文》，北京中華書局，82頁。
287. ↑  《中法條約選輯·中法停戰條件》，收錄於《中法戰爭》（第七冊），上海人民出版社、上海書店，420頁。
288. ↑  邵循正《中法越南關係始末》，河北教育出版社，229頁。
289. ↑  《中法戰爭》（第七冊），《咸宜元年諭告·甲　咸宜帝詔一》，上海人民出版社、上海書店，473頁。
290. ↑  《中法戰爭》（第七冊），《咸宜元年諭告·乙　咸宜帝詔二》，上海人民出版社、上海書店，474頁。
291. ↑  潘佩珠《越南亡國史·越南亡國原因及事實》，收錄於《各國興亡小史八種》，中華書局版，5頁。
292. ↑  陳重金（即陳仲金）《越南通史》（即《越南史略》），北京商務印書館，416─417頁。
293. ↑  陳輝燎《越南人民抗法八十年史》第一卷，生活·讀書·新知三聯書店，86─122頁。
294. ↑  畢樂《越法條約·一八八四年六月六日越法順化條約》，收錄於《中法戰爭》（第七冊），上海人民出版社、上海書店，377頁。
295. ↑  陳輝燎《越南人民抗法八十年史》第一卷，生活·讀書·新知三聯書店，148─151頁。
296. ↑  余定邦《東南亞近代史》，貴州人民出版社，339頁。
297. ↑  陳輝燎《越南人民抗法八十年史》第一卷，生活·讀書·新知三聯書店，260─262頁。
298. ↑  D.G.E. Hall: A History of South-East Asia, p.760-761.  The Macmillan Press LTD.
299. ↑  胡志明《在圖爾大會上的發言》，收錄於《胡志明選集》（第一卷），越南外文出版社，2頁。
300. ↑  陳輝燎《越南人民抗法八十年史》第一卷，生活·讀書·新知三聯書店，124─125頁。
301. ↑  余定邦《東南亞近代史》，貴州人民出版社，341─342頁。
302. ↑  潘佩珠《越南亡國史·越南困弱愚瞽越南之情狀》，收錄於《各國興亡小史八種》，中華書局版，14─20頁。
303. ↑  陳輝燎《越南人民抗法八十年史》第一卷，生活·讀書·新知三聯書店，132頁。
304. ↑  皮埃爾·媽爾薄特《滇越鐵路──一個法國家庭在中國的經歷》，雲南美術出版社，8頁。
305. ↑  陳輝燎《越南人民抗法八十年史》第一卷，生活·讀書·新知三聯書店，152頁。
306. ↑  皮埃爾·媽爾薄特《滇越鐵路──一個法國家庭在中國的經歷》，雲南美術出版社，104頁。
307. ↑  皮埃爾·媽爾薄特《滇越鐵路──一個法國家庭在中國的經歷》，雲南美術出版社，110頁。
308. ↑  胡志明《法國殖民制度的罪狀》，收錄於《胡志明選集》（第一卷），越南外文出版社，139頁。
309. ↑  潘佩珠《越南亡國史·越南困弱愚瞽越南之情狀》，收錄於《各國興亡小史八種》，中華書局版，14頁。
310. ↑  羅惇曧《越南遺民淚談》，收錄於《中法戰爭》（第七冊），上海人民出版社、上海書店，544頁。
311. ↑  D. R. SarDesai: Vietnam, Past and Present, p. 45.  Westview Press.
312. ↑  蔣永敬《胡志明在中國──一個越南民族主義主義偽裝者》，傳記文學出版社，45─47頁；楊碧川《胡志明與越南獨立》，一橋出版社，71。
313. ↑  越共中央直屬黨史研究院《胡志明主席──生平和業績簡略》，收錄於李家忠編譯《越南國父胡志明》，世界知識出版社，26─28頁。
314. ↑  胡志明《印度支那共產黨成立號召書》（1930年2月18日），收錄於《胡志明選集》（第一卷），越南外文出版社，227頁。
315. ↑  半藤一利《昭和史 (第一部1926-1945)》（下冊），玉山社出版事業股份有限公司，39頁。
316. ↑  William J. Duiker: The Rise of Nationalism in Vietnam, 1900-1941, p. 260-261.  Cornell University Press.
317. ↑  陳輝燎《越南人民抗法八十年史》第二卷下冊，生活·讀書·新知三聯書店，249頁。
318. ↑  《八月革命史 (一九四五年)》，越南外文出版社，53頁。
319. ↑  陳輝燎《越南人民抗法八十年史》第二卷下冊，生活·讀書·新知三聯書店，269─270頁。
320. ↑  陳輝燎《越南人民抗法八十年史》第二卷下冊，生活·讀書·新知三聯書店，335─339頁。
321. ↑  越共中央直屬黨史研究院《胡志明主席──生平和業績簡略》，收錄於李家忠編譯《越南國父胡志明》，世界知識出版社，39─41頁。
322. ↑  .   [2013-03-19]. （原始内容存档于2013-09-21）.
323. ↑  楊碧川《胡志明與越南獨立》，一橋出版社，94─95頁。
324. ↑  服部卓四郎《大東亞戰爭全史》（第三冊），臺灣軍事譯粹社編輯室譯，260頁。
325. ↑  David G. Marr: Vietnam 1945: the quest for power, p.42-43.  University of California Press.
326. ↑  戴高樂《戰爭回憶錄》第三卷，中國人民大學出版社，162頁。
327. ↑  陳輝燎《越南人民抗法八十年史》第二卷下冊，生活·讀書·新知三聯書店，420─421頁。
328. ↑  《八月革命史 (一九四五年)》，越南外文出版社，54─55頁。
329. ↑  白石昌也《越南──革命與建設之間》，月旦出版社，62頁。
330. ↑  《八月革命史 (一九四五年)》，越南外文出版社，73頁。
331. ↑  服部卓四郎《大東亞戰爭全史》（第四冊），臺灣軍事譯粹社編輯室譯，91頁。
332. ↑  胡志明《總起義號召書》（1945年8月），收錄於《胡志明選集》（第一卷），越南外文出版社，235─236頁。
333. ↑  《八月革命史 (一九四五年)》，越南外文出版社，100─102頁。
334. ↑  胡志明《獨立宣言》（1945年9月2日），收錄於《胡志明選集》（第二卷），越南外文出版社，3頁。
335. ↑  薩德塞《東南亞史》（下冊），麥田出版社，第309─310頁。
336. ↑  布賴恩·克羅澤《戴高樂傳》，北京商務印書館，490頁。
337. ↑  薩德塞《東南亞史》（下冊），麥田出版社，第308─310頁。
338. ↑  薩德塞《東南亞史》（下冊），麥田出版社，第310頁。
339. ↑  C·M·特恩布爾《地區主義與民族主義》，收錄於尼古拉斯·塔林《劍橋東南亞史》，雲南人民出版社，467、476頁。
340. ↑  范文同《戰鬥和建設的二十五年》，越南外文出版社，12頁。
341. 1 2  Nguyễn Khắc Viện: Việt Nam, A Long History, p. 254-255.  Thế Giới Publishers.
342. ↑  亨利·基辛格《大外交》，海南出版社，607頁。
343. ↑  潘一寧《中美在印度支那的對抗(1949──1973)：越南戰爭的國際關係史》，中山大學出版社，82頁。
344. ↑  Nguyễn Khắc Viện: Việt Nam, A Long History, p. 258.  Thế Giới Publishers.
345. ↑  世界知識出版社編《國際條約集 (1953─1955)》，世界知識出版社，165─166頁。
346. ↑  亨利·基辛格《基辛格越戰回憶錄》，海南出版社，8頁。
347. ↑  潘一寧《中美在印度支那的對抗(1949──1973)：越南戰爭的國際關係史》，中山大學出版社，131─133頁。
348. ↑  Internet Archive - Mike Gravel: The Pentagon Papers - The Defense Department History of United States Decisionmaking on Vietnam.  Vol 1, P.241.
349. ↑  胡志明《祝賀新年》（1956年1月），收錄於《胡志明選集》（第三卷），越南外文出版社，97頁。
350. ↑  越南人民军队报──越南军队参加十万大山战役60周年 （1）（2012年5月12日） 的存檔，存档日期2014年7月17日，.
351. ↑  胡志明《電賀中華人民共和國政府成立》（1949年12月5日），收錄於《胡志明選集》（第二卷），越南外文出版社，112頁。
352. ↑  白石昌也《越南──革命與建設之間》，月旦出版社，68─77頁。
353. ↑  白石昌也《越南──革命與建設之間》，月旦出版社，90─93頁。
354. ↑  白石昌也《越南──革命與建設之間》，月旦出版社，87─89頁。
355. ↑  胡志明《號召人民大力掃盲》（1945年10月），收錄於《胡志明選集》（第二卷），越南外文出版社，19─20頁。
356. ↑  范文同《戰鬥和建設的二十五年》，越南外文出版社，21頁。
357. ↑  張人佑、白志忠、葉嘉海《吳廷琰傳》，香港大衆出版社，112─117頁。
358. ↑  中華民國國史部史政編譯室《越戰憶往口述歷史》，中華民國國防部編印，10頁。
359. ↑  Dwight D. Eisenhower: A Letter to Ngo Dinh Diem (1954), in For the Record: A Documentary History of America: Volume 2: From Reconstruction Through Contemporary Times, p.321. 　W.W. Norton & Company, Inc.
360. ↑  潘一寧《中美在印度支那的對抗(1949──1973)：越南戰爭的國際關係史》，中山大學出版社，145─147頁。
361. ↑  Seth Jacobs: Cold War Mandarin: Ngo Dinh Diem and the Origins of America's War in Vietnam, 1950–1963, p.161.  Lanham, Maryland: Rowman & Littlefield(ISBN 978-0-7425-4447-5)；薩德塞《東南亞史》（下冊），麥田出版社，第505─506頁。
362. ↑  亨利·基辛格《基辛格越戰回憶錄》，海南出版社，179頁。
363. ↑  阮高祺《二十年零二十天──空軍元帥阮高祺回憶錄》，開源出版事業有限公司，103頁。
364. ↑  阮高祺《二十年零二十天──空軍元帥阮高祺回憶錄》，開源出版事業有限公司，106頁。
365. ↑  薩德塞《東南亞史》（下冊），麥田出版社，第503─504頁。
366. ↑  薩德塞《東南亞史》（下冊），麥田出版社，第507─508頁。
367. ↑  D. R. SarDesai: Vietnam, Past and Present, p. 82─84.  Westview Press.
368. ↑  范文同《戰鬥和建設的二十五年》，越南外文出版社，第15頁。
369. ↑  Clark M. Clifford: From A Vietnam Reappraisal (1968), in For the Record: A Documentary History of America: Volume 2: From Reconstruction Through Contemporary Times, p.368─370. 　W.W. Norton & Company, Inc.
370. ↑  《戰鬥和建設的二十五年·附件：1945-1970年大事記》，越南外文出版社，第97及107頁。
371. ↑  薩德塞《東南亞史》（下冊），麥田出版社，第514─517頁。
372. ↑  Richard M. Nixon: Vietnamizing the War (1969), in For the Record: A Documentary History of America: Volume 2: From Reconstruction Through Contemporary Times, p.375. 　W.W. Norton & Company, Inc.
373. ↑  范文同《戰鬥和建設的二十五年》，越南外文出版社，第42頁。
374. ↑  阮高祺《二十年零二十天──空軍元帥阮高祺回憶錄》，開源出版事業有限公司，170─171頁。
375. ↑  《關於在越南結束戰爭、恢復和平的協定》，附錄於《印度支那轉折的一年 (1972─1973)》，越南外文出版社，171─172頁。
376. ↑  薩德塞《東南亞史》（下冊），麥田出版社，第509頁。
377. ↑  D. R. SarDesai: Vietnam, Past and Present, p. 112.  Westview Press.
378. ↑  于向東、譚志詞《越南：革新進程中日漸崛起》，65頁。
379. ↑  Nguyễn Khắc Viện: Việt Nam, A Long History, p. 344.  Thế Giới Publishers.
380. ↑  于向東、譚志詞《越南：革新進程中日漸崛起》，54─55頁。
381. ↑  D. R. SarDesai: Vietnam, Past and Present, p. 168, 169, 173.  Westview Press.
382. ↑  《香港2001》，香港政府新聞處，341頁。
383. ↑  于向東、譚志詞《越南：革新進程中日漸崛起》，86頁。
384. ↑  倪創輝《十年中越戰爭》（上冊），天行健出版社，417─418頁。
385. ↑  倪創輝《十年中越戰爭》（下冊），天行健出版社，935頁。
386. ↑  于向東、譚志詞《越南：革新進程中日漸崛起》，55頁、100─106。
387. ↑  倪創輝《十年中越戰爭》（下冊），天行健出版社，934─935頁。
388. ↑  D. R. SarDesai: Vietnam, Past and Present, p. 132.  Westview Press.
389. ↑  D. R. SarDesai: Vietnam, Past and Present, p. 165─166.  Westview Press.
390. ↑  于向東、譚志詞《越南：革新進程中日漸崛起》，87頁。
391. ↑  .   [2020年9月19日]. （原始内容存档于2019年5月8日）.
392. ↑  .   [2013年4月6日]. （原始内容存档于2020年8月7日）.
393. ↑  .   [2014年6月21日]. （原始内容存档于2014年6月15日）.
394. ↑  .   [2013年4月6日]. （原始内容存档于2013年8月10日）.